# Air Crash
Air Crash ou Dangers dans le ciel en France, ou Mayday au Québec et dans le reste du Canada (Air Crash Investigation en Australie, en Afrique du Sud, au Royaume-Uni, en Asie, et ailleurs en Europe, et Air Emergency ou Air Disasters aux États-Unis, et anciennement Mayday : Alerte maximum en France et Danger dans les airs au Canada), est une série documentaire télévisée produite par Cineflix (en) au Canada. L'émission est diffusée dans 170 pays en trente-huit langues (principalement sous le nom d'Air Crash Investigation).
Créée en 2003 par André Barro et Bernard Vaillot, elle a été diffusée par Discovery Channel Canada / USA Network Canada, National Geographic Channel et Canal D. En France, la série fut diffusée par M6, D8, France 4 et RMC Découverte. Aujourd'hui, National Geographic Channel France, RMC Story et France 5 poursuivent sa diffusion. Plusieurs saisons sont également disponibles sur Disney+.
Cette série documentaire étudie les accidents d'avions en montrant ce qui a conduit au crash. Chaque épisode est composé de reconstitutions jouées par des acteurs, d'interviews, de témoignages et de scènes réalisées en images de synthèse. Dans certains épisodes, on retrouve également des enregistrements du cockpit pour reconstituer la séquence des événements.
Il existait deux versions françaises de la série : une réalisée pour France 5 et dont l'interprétation (c'est-à-dire la « traduction » de la narration et du commentaire des intervenants) est signée du créateur de la série Bernard Vaillot, et l'autre pour les diffusions hors France 5 dont l'adaptation suit la version anglophone. De ce fait, sur France 5, l'émission était intitulée Dangers dans le ciel et le générique ne changeait pas au fil des saisons. La narration de la version diffusée sur National Geographic Channel est assurée par le comédien et pilote Gaston Lepage au Québec, et par les comédiens Patrick Béthune, Antoine Tomé puis Pierre Junières en France. Depuis la quatorzième saison de la série, seule l'adaptation de la version anglophone, diffusée en France par National Geographic Channel, reste produite alors que la version de France 5 n'est plus en production après la treizième saison.

## Idéation
André Barro a eu l'idée de la série au printemps 2001, lors d'un vol, après que son ami Bernard Vaillot lui a remis un livre intitulé Le secret des boîtes noires, un recueil de transcriptions d'enregistrements vocaux de cockpit. André Barro a passé le vol, en prenant soin de cacher la couverture aux autres passagers, plongé dans le drame poignant des pilotes se battant pour se sauver eux-mêmes, leurs passagers et leurs équipages.

## Récompenses
Au fil des années et des différentes saisons, la série a été nommée à de multiples reprises et a remporté plusieurs prix, notamment au Canada, dont :
- Prix Gemini 2010 : Gagnant dans la catégorie Meilleur montage d'image dans une série documentaire.
- Prix Écrans canadiens 2014 (Canadian Screen Awards) : Nommée dans la catégorie Meilleur montage sonore dans une série documentaire.
- Prix Écrans canadiens 2015 : Gagnant dans la catégorie Meilleur montage d'image dans une série inspirée de faits réels.
- Festival international des médias de Banff 2015 : Nommée dans la catégorie Science & Technologie.
- Prix Écrans canadiens 2017 : Nommée dans la catégorie Meilleure écriture dans une série inspirée de faits réels.
- Prix Écrans canadiens 2018 : Gagnant dans la catégorie Meilleure série inspirée de faits réels.
- Prix Écrans canadiens 2020 : Nommée dans la catégorie Meilleur montage d'image dans une série inspirée de faits réels.
- Content Innovation Awards 2020 : Nommée dans la catégorie Meilleure série documentaire[3].

## Épisodes
En 2024, 261 épisodes ont été produits, dont cinq spéciaux Science of Disaster (saisons 6 et 8) et trois Crash Scene Investigation, concernant les épisodes 9, 11 et 12 de la saison 3, évoquant deux catastrophes ferroviaires et une maritime, alors que tous les autres épisodes de la série concernent des accidents ou des incidents aériens. En plus des saisons régulières, il existe quatre saisons hors-série (après les saisons 18, 19, 20 et 21) qui reviennent sur des épisodes des saisons précédentes en compilant et regroupant certains accidents selon diverses thématiques (erreurs de pilotage, météo, panne de moteur, etc.).

### Saison 1 (2003)
| n° | Titre (francophone) Titre (anglophone)                         | Référence du vol | Date de l'accident | Type d'appareil         | Cause(s) de la catastrophe |
| -- | -------------------------------------------------------------- | --- | ------------------ | ----------------------- | --- |
| 1  | La porte de l'enfer (Unlocking Disaster / Ripped from the Sky) | Vol United Airlines 811 | 24 février 1989    | Boeing 747-100          | Décompression explosive, dysfonctionnement de la porte de la soute                                                                      |
| 1  | La porte de l'enfer (Unlocking Disaster / Ripped from the Sky) | À la suite d'un défaut de conception, une porte de soute à bagages d'un avion de United Airlines s'ouvre en vol au-dessus du Pacifique, provoquant une décompression explosive et arrachant une partie du fuselage. Neuf personnes, attachées à leurs sièges, sont éjectées de l'appareil, qui atterrit ensuite en toute sécurité à Honolulu sans autre perte humaine. Remarque : Cet accident est également traité dans le premier épisode de la vingt-quatrième saison, nommé « Terreur au-dessus du Pacifique ».     |                    |                         | |
| 2  | Rafale fatale (Racing the Storm / Fatal Landing)               | Vol American Airlines 1420 | 1er juin 1999      | McDonnell Douglas MD-82 | Sortie de piste, erreur de pilotage, mauvaises conditions météo                                                                         |
| 2  | Rafale fatale (Racing the Storm / Fatal Landing)               | En plein orage, le vol 1420 d'American Airlines sort de la piste lors de l'atterrissage, à l'aéroport de Little Rock, tuant onze personnes à bord. |                    |                         | |
| 3  | Feu à bord (Fire on Board / Fire in the Sky)                   | Vol Swissair 111 | 2 septembre 1998   | McDonnell Douglas MD-11 | Incendie en vol, équipements ajoutés avec un câblage électrique défectueux, utilisation de matériaux d'isolation hautement inflammables |
| 3  | Feu à bord (Fire on Board / Fire in the Sky)                   | Le vol 111 de Swissair se déroute à la suite d'un incendie à l'arrière du poste de pilotage. L'incendie détruit progressivement les commandes de l'appareil. L'avion s'écrase dans l'Atlantique Nord, au large de la Nouvelle-Écosse, avant d'avoir pu atterrir, faisant 229 victimes. |                    |                         | |
| 4  | L'oiseau aveugle (FR) Perdu dans les airs (QC) (Flying Blind)  | Vol AeroPerú 603 | 2 octobre 1996     | Boeing 757-200          | Erreur de maintenance, prises d'air statiques obstruées                                                                                 |
| 4  | L'oiseau aveugle (FR) Perdu dans les airs (QC) (Flying Blind)  | Les instruments d'un appareil d'AeroPerú affichent des données contradictoires de vitesse et d'altitude. Les pilotes tentent un atterrissage d'urgence, mais l'avion s'écrase dans l'océan Pacifique, tuant tout le monde à bord. |                    |                         | |
| 5  | Plongeon mortel (Cutting Corners / Fatal Error)                | Vol Alaska Airlines 261 | 31 janvier 2000    | McDonnell Douglas MD-83 | Défaillance du stabilisateur horizontal en vol, grave négligences sur la maintenance                                                    |
| 5  | Plongeon mortel (Cutting Corners / Fatal Error)                | Le stabilisateur horizontal d'un avion d'Alaska Airlines se bloque et se détache de son système de commande. L'appareil plonge en piqué et s'écrase dans le Pacifique, au large de la côte californienne, tuant les 88 personnes à bord. Remarque : Cet accident est également traité dans le cinquième épisode de la vingt-deuxième saison, nommé « Chute dans le Pacifique ». |                    |                         | |
| 6  | Du bout des ailes (Flying On Empty)                            | Vol Air Transat 236 | 24 août 2001       | Airbus A330-200         | Erreur de maintenance, panne sèche, atterrissage d'urgence                                                                              |
| 6  | Du bout des ailes (Flying On Empty)                            | Une fuite de carburant se produit durant le vol 236 d'Air Transat, sans que les pilotes ne s'en rendent compte à temps. Application d'une check-list aggravant le problème par les pilotes en raison de leur ignorance de la fuite de carburant. L'avion tombe en panne sèche et se retrouve en vol plané. L'équipage parvient à planer durant 19 minutes (un record pour un avion de ligne) pour effectuer un atterrissage d'urgence à très grande vitesse sur la piste de l'aérodrome militaire de Lajes, aux Açores. |                    |                         | |

### Saison 2 (2004)
| n° | Titre (francophone - Nat. Geo. / Autre) Titre (anglophone)                                                | Référence du vol | Date de l'accident         | Type d'appareil                       | Cause(s) de la catastrophe |
| -- | --- | --- | -------------------------- | ------------------------------------- | --- |
| 1  | Y a-t-il un copilote...? / Une erreur de taille (Blow Out / Ripped from the Cockpit)                      | Vol British Airways 5390 | 10 juin 1990               | BAC 1-11                              | Décompression explosive à la suite de la perte du pare-brise, erreur de maintenance                                             |
| 1  | Y a-t-il un copilote...? / Une erreur de taille (Blow Out / Ripped from the Cockpit)                      | Une fenêtre du cockpit de l'appareil de British Airways se détache et est éjectée au loin, provoquant une brutale décompression explosive dans l'appareil. Le pilote, non sanglé à son siège, est presque entièrement aspiré à l'extérieur. Seuls ses pieds restent dans le cockpit et ils sont coincés dans le manche, lui-même bloqué en position piqué. Les membres d'équipage vont se relayer pour éviter qu'il ne bascule entièrement dans le vide. Le copilote procède à un atterrissage d'urgence avec le pilote plaqué sur l'extérieur du cockpit. |                            |                                       | |
| 2  | L'oiseau blessé (A Wounded Bird / One Wing Flight)                                                        | Vol Atlantic Southeast Airlines 529 | 21 août 1995               | Embraer EMB 120                       | Fatigue du métal, erreur de maintenance                                                                                         |
| 2  | L'oiseau blessé (A Wounded Bird / One Wing Flight)                                                        | Un des moteurs du vol 529 d'Atlantic Southeast Airlines est détruit en plein vol à la suite d'une rupture de fatigue de l'hélice provoquant des dommages importants sur l'avion. Les pilotes tentent de procéder à un atterrissage en urgence, mais l'appareil s'écrase. |                            |                                       | |
| 3  | Détournement / Terreur au sol (The Killing Machine / Hijacked / Hijack Rescue)                            | Prise d'otages du vol Air France 8969 | 24, 25 et 26 décembre 1994 | Airbus A300B2-1C                      | Détournement |
| 3  | Détournement / Terreur au sol (The Killing Machine / Hijacked / Hijack Rescue)                            | L'appareil est détourné à Alger avant le décollage de l'avion. Il se rend ensuite à Marseille pour une escale où le GIGN français intervient. |                            |                                       | |
| 4  | Collision en vol (FR) Croisement mortel (QC) (Deadly Crossroads / Mid-Air Collision / A Father's Revenge) | Collision aérienne d'Überlingen (Vol Bashkirian Airlines 2937 et vol DHL 611) | 1er juillet 2002           | Tupolev Tu-154M / Boeing 757-23 Cargo | Collision aérienne, erreur de pilotage, erreur du contrôle aérien                                                               |
| 4  | Collision en vol (FR) Croisement mortel (QC) (Deadly Crossroads / Mid-Air Collision / A Father's Revenge) | Deux appareils entrent en collision au-dessus d'Überlingen, en Allemagne. Il s'agit d'un Tupolev russe, transportant une cinquantaine d'enfants, et un Boeing 757 cargo. La catastrophe fait 71 victimes. Remarque : Cet accident est également traité dans le neuvième épisode de la vingt-cinquième saison, nommé « Collision catastrophe ». |                            |                                       | |
| 5  | Crash en montagne / Direct pour Cali (Lost! / Crash on the Mountain)                                      | Vol American Airlines 965 | 20 décembre 1995           | Boeing 757-200                        | Erreur de navigation, erreur de pilotage                                                                                        |
| 5  | Crash en montagne / Direct pour Cali (Lost! / Crash on the Mountain)                                      | À la suite d'une série d'erreurs des pilotes, l'appareil d'American Airlines dévie de sa trajectoire initiale et finit par s'écraser sur une montagne en Colombie, faisant 159 victimes. |                            |                                       | |
| 6  | Fatale attente / Porté disparu à New York (FR) Délai mortel (QC) (Missing Over New York / Deadly Delay)   | Vol Avianca 052 | 25 janvier 1990            | Boeing 707-321B                       | Panne sèche due à une atténuation du problème de la part du copilote, charge de travail très importante des contrôleurs aériens |
| 6  | Fatale attente / Porté disparu à New York (FR) Délai mortel (QC) (Missing Over New York / Deadly Delay)   | À la suite d'un encombrement de l'espace aérien autour de New York, le vol 052 d'Avianca subit de nombreux retards, puis tombe en panne sèche et s'écrase sur une colline à Long Island, tuant 73 personnes. |                            |                                       | |

### Saison 3 (2005-2006)
| n° | Titre (francophone) Titre (anglophone)                                                                                          | Référence du vol | Date de l'accident | Type d'appareil                                             | Cause(s) de la catastrophe |
| -- | --- | --- | ------------------ | ----------------------------------------------------------- | --- |
| 1  | Courant d'air (FR) La vie ne tient qu'à un fil (QC) (Hanging By A Thread)                                                       | Vol Aloha Airlines 243 | 28 avril 1988      | Boeing 737-200                                              | Joint défectueux, fatigue du matériel, décompression explosive, avion trop âgé avec des cycles trop nombreux                              |
| 1  | Courant d'air (FR) La vie ne tient qu'à un fil (QC) (Hanging By A Thread)                                                       | Une partie de la cabine passager de l'avion se déchire en plein Océan Pacifique lors d'une décompression explosive. Seul le plancher se retrouve encore attaché à l'appareil. Ce dernier effectue un atterrissage d'urgence à l'aéroport de Kahului, sur l'île de Maui, à Hawaï. Une hôtesse de l'air est portée disparue. |                    |                                                             | |
| 2  | Le tir aux pigeons (FR) Attaque à Bagdad (QC) (Attack Over Baghdad)                                                             | Attaque du vol DHL en 2003 à Bagdad | 22 novembre 2003   | Airbus A300B4-203F (cargo)                                  | Attentat, tir de roquette, perte des trois circuits hydrauliques                                                                          |
| 2  | Le tir aux pigeons (FR) Attaque à Bagdad (QC) (Attack Over Baghdad)                                                             | Un avion postal de DHL est victime d'un tir de roquette au dessus de Bagdad, qui détruit les 3 circuits hydrauliques. L'équipage tente de reprendre le contrôle de l'appareil en variant la puissance des moteurs. L'appareil réussit à revenir se poser à l'aéroport ; c'est la première fois qu'un appareil réussit à atterrir sans dommage humain en n'utilisant que les moteurs. |                    |                                                             | |
| 3  | Hors de contrôle (FR) Vol incontrôlable (QC) (Out Of Control)                                                                   | Vol Japan Airlines 123 | 12 août 1985       | Boeing 747 SR                                               | Rupture de l'empennage, décompression explosive, erreur de maintenance                                                                    |
| 3  | Hors de contrôle (FR) Vol incontrôlable (QC) (Out Of Control)                                                                   | Une partie de l'empennage est arraché, à la suite d'une réparation effectuée incorrectement sept ans plus tôt. L'avion de Japan Airlines perd sa dérive verticale et ses 4 systèmes hydrauliques. Les pilotes parviennent à maintenir l'avion en vol pendant 32 minutes, alors que l'appareil était devenu ingouvernable autrement qu'avec les moteurs. L'appareil s'écrase sur le mont Takamagahara, au Japon, faisant 520 morts. Il s'agit de la pire catastrophe aérienne de l'histoire impliquant un seul appareil. Remarque : Cet accident est également traité dans le troisième épisode de la vingt-troisième saison, nommé « Point de pression ».   |                    |                                                             | |
| 4  | Attaque en plein ciel (FR) Un combat sanglant (QC) (Fight for Your Life / Suicide Attack)                                       | Vol Federal Express 705 | 7 avril 1994       | McDonnell Douglas DC-10-30F                                 | Détournement par un membre de la compagnie                                                                                                |
| 4  | Attaque en plein ciel (FR) Un combat sanglant (QC) (Fight for Your Life / Suicide Attack)                                       | Dans un avion cargo de Federal Express, l'équipage composé de trois pilotes est attaqué et sérieusement blessé en vol par une quatrième personne, un passager travaillant également pour la compagnie. Après une lutte acharnée, l'équipage parviendra à maitriser l'assaillant et à reprendre le contrôle de l'appareil, soumis à rude épreuve. l'équipage parvient à atterrir d'urgence à l'aéroport international de Memphis, non sans peine. Les quatre occupants sont tous grièvement blessés. |                    |                                                             | |
| 5  | Bombe à bord (Bomb On Board) | Vol Philippine Airlines 434 | 11 décembre 1994   | Boeing 747-283B                                             | Attentat, une bombe explose en vol |
| 5  | Bombe à bord (Bomb On Board) | Une bombe explose à bord de l'appareil de Philippine Airlines, tuant un des passagers, blessant de nombreuses personnes et endommageant certains systèmes de contrôle de l'avion, qui parvient à se poser en urgence à Okinawa. |                    |                                                             | |
| 6  | Erreur sur la cible (FR) Erreur d'identité (QC) (Mistaken Identity)                                                             | Vol Iran Air 655 | 3 juillet 1988     | Airbus A300B2-200                                           | Destruction par un missile |
| 6  | Erreur sur la cible (FR) Erreur d'identité (QC) (Mistaken Identity)                                                             | Pendant la guerre Iran-Irak, le navire américain USS Vincennes lance deux missiles et abat un avion civil d'Iran Air, tuant les 290 personnes à bord, après l'avoir confondu avec un chasseur Grumman F-14 Tomcat de l'armée de l'air iranienne. |                    |                                                             | |
| 7  | Hélicoptère en chute libre (FR) Un hélicoptère à la mer (QC) (Helicopter Down)                                                  | Vol Bristow Helicopters 56C | 19 janvier 1995    | Aérospatiale AS332 Super Puma                               | Impact de foudre, défaillance du rotor anticouple, composition des pales des rotors                                                       |
| 7  | Hélicoptère en chute libre (FR) Un hélicoptère à la mer (QC) (Helicopter Down)                                                  | La foudre frappe un hélicoptère Super Puma qui se rend sur une plate-forme pétrolière. Il est contraint d'amerrir en pleine Mer du Nord, dans des conditions météos difficiles. Les 18 occupants réussissent à évacuer de justesse dans un des radeaux de survie, présents à bord de l'appareil. |                    |                                                             | |
| 8  | Les secrets de la boîte noire / Suicide en plein vol (FR) Un accident suspect (QC) (Death and Denial / EgyptAir 990)            | Vol EgyptAir 990 | 31 octobre 1999    | Boeing 767-300ER                                            | Défaillance mécanique ou acte délibéré du copilote (selon la source)                                                                      |
| 8  | Les secrets de la boîte noire / Suicide en plein vol (FR) Un accident suspect (QC) (Death and Denial / EgyptAir 990)            | Le vol 990 d'EgyptAir s'écrase dans l'Atlantique, alors qu'il reliait New York au Caire, après que le copilote ait pris les commandes et coupé le pilote automatique, ne laissant aucun survivant parmi les 217 personnes à bord. |                    |                                                             | |
| 9  | Le train fou (FR) Déraillement explosif (QC) (Runaway Train / Unstoppable Train)                                                | Catastrophe ferroviaire de San Bernardino (en) | 12 mai 1989        | Locomotive EMD SD40T-2 en tête.                             | Poids excessif, panne de frein, le freinage d'urgence a désactivé le freinage dynamique                                                   |
| 9  | Le train fou (FR) Déraillement explosif (QC) (Runaway Train / Unstoppable Train)                                                | Un train de marchandises de la Southern Pacific, avec en tête une locomotive EMD SD40T-2, rencontre des problèmes de freinage. Les freins défectueux du train n’arrivent pas à le ralentir suffisamment dans une descente. Il déraille dans une courbe près de San Bernardino, tuant le conducteur, le freineur de tête, et 2 personnes dans les 7 maisons détruites. Treize jours plus tard, lors du rétablissement de la circulation ferroviaire, des dommages causés au pipeline situé sous la voie ont provoqué son éclatement. Un grand feu qui a brûlé pendant environ 7 heures a causé 2 morts supplémentaires et détruit 11 maisons et 21 voitures. |                    |                                                             | |
| 10 | Un enfant dans le cockpit (FR) Un enfant aux commandes (QC) (Kid In The Cockpit)                                                | Vol Aeroflot 593 | 23 mars 1994       | Airbus A310-300                                             | Erreur de pilotage, manque de formation des pilotes, non-respect des réglementations aériennes                                            |
| 10 | Un enfant dans le cockpit (FR) Un enfant aux commandes (QC) (Kid In The Cockpit)                                                | Alors qu'il est en route vers Hong Kong, l'appareil d'Aeroflot s'écrase alors que le jeune fils du commandant de bord, qui était aux commandes, a désengagé par inadvertance le pilote automatique, sans que les pilotes ne s'en rendent compte. L'équipage perd le contrôle de l'avion et ne parvient pas à récupérer la situation à temps, causant la mort des 75 personnes à bord. |                    |                                                             | |
| 11 | Les naufragés du Samina (FR) Naufrage en mer Égée (QC) (Collision Course / Greek Ferry Disaster / Express Samina)               | Naufrage du Express Samina | 26 septembre 2000  | Ferry Express Samina                                        | Grosse erreur de l'équipage, manque de surveillance de l'officier de quart et visibilité réduite par la nuit                              |
| 11 | Les naufragés du Samina (FR) Naufrage en mer Égée (QC) (Collision Course / Greek Ferry Disaster / Express Samina)               | Le ferry Express Samina entre en collision avec des rochers et sombre en mer Méditerranée, à la nuit tombante. |                    |                                                             | |
| 12 | Deux trains, une voie : l'issue fatale (FR) Collision frontale (QC) (Head-On Collision / Train Collision / Impact on the Rails) | Collision ferroviaire de Hinton (en) | 8 février 1986     | Locomotive EMD FP7 en tête. Locomotive EMD GP38-2W en tête. | Endormissement ou perte de conscience du mécanicien, non-respect du point de croisement, non fonctionnement du dispositif de l'homme mort |
| 12 | Deux trains, une voie : l'issue fatale (FR) Collision frontale (QC) (Head-On Collision / Train Collision / Impact on the Rails) | Le mécanicien d'un train de marchandises du Canadien National s'endort ou perd connaissance et ne respecte pas l'arrêt prévu à un point de croisement. Il entre en collision près de Hinton avec un train de passagers de Via Rail Canada situé devant lui. La locomotive EMD GP38-2W du train de marchandises était équipé d'un dispositif de sécurité, une pédale de l'homme mort, censé arrêter le train en cas d'endormissement ou d'évanouissement du mécanicien, mais ce dispositif n'a pas fonctionné. |                    |                                                             | |
| 13 | Prise d'otages au-dessus de l'océan (FR) Amerrissage forcé (QC) (Ocean Landing / African Hijack)                                | Vol Ethiopian Airlines 961 | 23 novembre 1996   | Boeing 767-200ER                                            | Détournement, panne sèche en vol, amerrissage forcé                                                                                       |
| 13 | Prise d'otages au-dessus de l'océan (FR) Amerrissage forcé (QC) (Ocean Landing / African Hijack)                                | L'appareil est détourné par des pirates de l'air qui réclament de se rendre en Australie. Cependant, il n'y a pas assez de kérosène pour un tel périple. Le pilote tente d'amerrir aux abords d'une plage des Comores, à la suite d'une panne sèche, mais l'appareil se disloque lors du contact avec la mer, tuant 125 personnes. |                    |                                                             | |

### Saison 4 (2006)
| n° | Titre (francophone) Titre (anglophone)                                                                                    | Référence du vol | Date de l'accident                       | Type d'appareil                          | Cause(s) de la catastrophe |
| -- | --- | --- | ---------------------------------------- | ---------------------------------------- | --- |
| 1  | Évacuation miraculeuse (FR) Un sauvetage miraculeux (QC) (Desperate Escape / Miracle Escape)                              | Vol Air France 358 | 2 août 2005                              | Airbus A340-300                          | Sortie de piste, mauvaises conditions météo, erreur de pilotage                                                                                                  |
| 1  | Évacuation miraculeuse (FR) Un sauvetage miraculeux (QC) (Desperate Escape / Miracle Escape)                              | L'appareil termine son vol pendant un orage violent, à Toronto. L'appareil se pose alors que la moitié de la piste est déjà dépassée ; et les manœuvres d’arrêt n'ont pas toutes été effectuées à temps pour ralentir correctement l'avion. L'avion d'Air France sort de la piste et prend feu. Les passagers et l'équipage réussissent à évacuer l'appareil juste avant qu'il ne soit détruit par les flammes. |                                          |                                          | |
| 2  | Pluie de cendres / Tombé du ciel (FR) Un vol infernal (QC) (Falling from the Sky / All Engines Failed!)                   | Vol British Airways 009 | 24 juin 1982                             | Boeing 747-236B                          | Arrêt des moteurs, cendres volcaniques, abrasion |
| 2  | Pluie de cendres / Tombé du ciel (FR) Un vol infernal (QC) (Falling from the Sky / All Engines Failed!)                   | Lors d'un vol de nuit, les quatre moteurs de l'appareil s'arrêtent les uns à la suite des autres après avoir craché des flammes, du fait de l'entrée de l'avion dans un nuage de cendres volcaniques provenant d'un volcan distant de plusieurs centaines de kilomètres. Les éléments volcaniques provoquent ainsi une sorte de « dôme » bleuté qui recouvre toute la carlingue, ce que les pilotes n'avaient jamais vu de leur vie, ni même entendu parler. L'avion se retrouve donc en vol plané, et perd de l'altitude. Du fait de la perte d'altitude, l'avion sort du nuage de cendres volcanique, et l'équipage parvient à redémarrer les moteurs. L'appareil effectue un atterrissage d'urgence à l'aéroport de Jakarta. |                                          |                                          | |
| 3  | Tout feu tout flammes / Combat contre le feu (FR) Incendie à bord (QC) (Fire Fight / Fiery Landing)                       | Vol Air Canada 797 | 2 juin 1983                              | Douglas DC-9-32                          | Incendie en vol |
| 3  | Tout feu tout flammes / Combat contre le feu (FR) Incendie à bord (QC) (Fire Fight / Fiery Landing)                       | Lors d'un vol reliant Dallas à Toronto, un incendie se déclare dans les toilettes arrière d'un appareil d'Air Canada et se propage rapidement, remplissant l'avion de fumée toxique et désactivant la plupart des instruments dans le cockpit. L'appareil se pose en urgence à Cincinnati. Mais l'avion prend feu durant l'évacuation, alors qu'il reste encore des passagers à bord, causant la mort de 23 des 46 occupants de l'appareil. |                                          |                                          | |
| 4  | Atterrissage fatal / Approche finale (Final Approach / Blind Landing / Missed Approach)                                   | Vol Korean Air 801 | 6 août 1997                              | Boeing 747-300                           | Erreur de pilotage, mauvaises conditions météo |
| 4  | Atterrissage fatal / Approche finale (Final Approach / Blind Landing / Missed Approach)                                   | Lors de l'approche finale pour un atterrissage de nuit à Guam, par temps de pluie, l'appareil de Korean Air s'écrase sur une colline, alors qu'il tente une approche interrompue, tuant 229 personnes. |                                          |                                          | |
| 5  | Danger caché / Boeing incontrôlable (FR) La défaillance cachée (QC) (Hidden Danger / Mystery Crashes)                     | Accidents liés à la gouverne du Boeing 737 Vol United Airlines 585 Vol USAir 427 Vol Eastwind Airlines 517 | 3 mars 1991 8 septembre 1994 9 juin 1996 | Boeing 737-200 Boeing 737-300            | Défaillance de l'unité de contrôle de gouverne |
| 5  | Danger caché / Boeing incontrôlable (FR) La défaillance cachée (QC) (Hidden Danger / Mystery Crashes)                     | En 1991, un appareil de United Airlines devient incontrôlable et s'écrase lors de l'approche de Colorado Springs. Malgré plusieurs années d'enquête, la cause de l'accident demeurera indéterminée. Puis en 1994, un appareil de USAir subit un accident similaire en Pennsylvanie. Sans que l’enquête ne parviennent non plus à en trouver la cause. Il faudra un troisième événement en 1996, survenu sur un appareil de Eastwind Airlines, et sur lequel les pilotes parviendront à reprendre le contrôle, et à se poser, pour que les enquêteurs puissent enfin comprendre l'origine de ces accidents. |                                          |                                          | |
| 6  | Panique au-dessus du Pacifique (Panic Over the Pacific / Six-Mile Plunge)                                                 | Vol China Airlines 006 | 19 février 1985                          | Boeing 747SP                             | Panne moteur en vol, erreur de pilotage, désorientation spatiale, fatigue des pilotes                                                                            |
| 6  | Panique au-dessus du Pacifique (Panic Over the Pacific / Six-Mile Plunge)                                                 | L'équipage du vol 006 de China Airlines ne réagit pas correctement et aggrave la situation lorsque l'un des moteurs tombe en panne. L'avion décroche et tombe au-dessus du Pacifique. Les pilotes parviendront in extremis à sortir l'appareil du décrochage. Ils réussissent à poser l'appareil à San Francisco, malgré d'importants dommages causés par les forces aérodynamiques survenues durant sa chute. |                                          |                                          | |
| 7  | Perdu en plein vol / Trajectoires mortelles / Collision aérienne (Out of Sight / Collision Over LA)                       | Collision aérienne de Cerritos (Vol Aeroméxico 498) | 31 août 1986                             | Douglas DC-9-32 / Piper PA-28-181 Archer | Collision en vol |
| 7  | Perdu en plein vol / Trajectoires mortelles / Collision aérienne (Out of Sight / Collision Over LA)                       | L'appareil d'Aeroméxico effectue une descente vers Los Angeles. Il entre en collision au-dessus de Cerritos avec un avion privé, qui décolle d'un aérodrome local. Les deux appareils deviennent incontrôlables et s'écrasent, tuant 82 personnes. |                                          |                                          | |
| 8  | Vol officiel (FR) L'écrasement d'un avion militaire (QC) (Fog of War / Flight 21 is Missing / Inbound / Crash in Croatia) | Vol U.S. Air Force IFO-21 | 3 avril 1996                             | Boeing CT-43A                            | Erreur de pilotage, mauvaises conditions météo, défaut d'informations sur l'approche et la région de l'aéroport                                                  |
| 8  | Vol officiel (FR) L'écrasement d'un avion militaire (QC) (Fog of War / Flight 21 is Missing / Inbound / Crash in Croatia) | Un appareil de l'U.S. Air Force s'écrase peu avant l'atterrissage à Dubrovnik. L'appareil a dévié de sa trajectoire lors de l'approche finale, alors que la météo était très mauvaise, et s'est écrasé sur le flanc d'une montagne, tuant les 30 passagers, dont le secrétaire au Commerce des États-Unis Ronald Brown, et les 5 membres d'équipage à bord. |                                          |                                          | |
| 9  | Le crash de Charm-El-Cheikh (FR) Vertige (QC) (Vertigo / Desperate Dive / Deadly Disorientation)                          | Vol Flash Airlines 604 | 3 janvier 2004                           | Boeing 737-300                           | Erreur de pilotage, manque de visibilité, manque de formation du pilote ou désorientation spatiale                                                               |
| 9  | Le crash de Charm-El-Cheikh (FR) Vertige (QC) (Vertigo / Desperate Dive / Deadly Disorientation)                          | L'appareil s'écrase dans la mer Rouge peu après le décollage, par une nuit sans lune, de l'aéroport de Charm el-Cheikh, tuant l'ensemble des 148 personnes présentes à bord. Le pilote aux commandes s'est très probablement retrouvé en situation de désorientation spatiale. |                                          |                                          | |
| 10 | L'avion fantôme (Ghost Plane / Unconscious Pilot)                                                                         | Vol Helios Airways 522 | 14 août 2005                             | Boeing 737-300                           | Dépressurisation de la cabine, méprise sur les signaux d'alarme, la commande de pressurisation n'avait pas été remise sur auto lors d'une vérification technique |
| 10 | L'avion fantôme (Ghost Plane / Unconscious Pilot)                                                                         | Un vol reliant Chypre à Athènes, avec 121 personnes à bord, ne répond plus aux contrôleurs aériens. Il ne respecte pas non plus son plan de vol car il a dépassé Athènes, sa destination, et il continue de voler en ligne droite. Comme le prévoient les procédures pour ce genre de situation, deux avions de chasse de l'armée grecque sont envoyés à sa rencontre. Les pilotes militaires signalent que l'appareil est sans défaut apparent, mais le copilote est inconscient, le siège du pilote est vide et les masques à oxygène pendent dans la cabine. L'appareil finit par s'écraser près de Marathon ayant épuisé tout son carburant, ne laissant aucun survivant.                                                   |                                          |                                          | |

### Saison 5 (2007)
| n° | Titre (francophone - Nat. Geo. / France 5) Titre (anglophone)                                                               | Référence du vol | Date de l'accident       | Type d'appareil                   | Cause(s) de la catastrophe                                                               |
| -- | --- | --- | ------------------------ | --------------------------------- | ---------------------------------------------------------------------------------------- |
| 1  | Plaqué au sol (FR) Le Tueur Invisible (QC) (Invisible Killer / Slammed to the Ground)                                       | Vol Delta Air Lines 191 | 2 août 1985              | Lockheed L-1011-1 Tristar         | Micro-rafale, erreur de pilotage                                                         |
| 1  | Plaqué au sol (FR) Le Tueur Invisible (QC) (Invisible Killer / Slammed to the Ground)                                       | Un Lockheed L-1011 Tristar de Delta Air Lines s'écrase pendant son approche de l'aéroport de Fort Worth, Dallas, Texas, tuant les 11 membres d'équipage, 128 des 152 passagers, et une personne au sol. |                          |                                   |                                                                                          |
| 2  | Glissade miraculeuse / Panne sèche (Gimli Glider / Deadly Glide / Miracle Flight)                                           | Vol Air Canada 143 | 23 juillet 1983          | Boeing 767-200                    | Panne de kérosène en vol, défaut remplissage de la cuve                                  |
| 2  | Glissade miraculeuse / Panne sèche (Gimli Glider / Deadly Glide / Miracle Flight)                                           | Un Boeing 767 se retrouve en panne de kérosène à 12 000 mètres d'altitude. À la suite d'une confusion d'unité de mesure entre l'équipage et le personnel d’avitaillement de l'aéroport, l'appareil n'embarque pas suffisamment de carburant, et se retrouve en panne sèche. L'équipage parvient à le faire planer jusqu'à l'aéroport du parc industriel de Gimli, une ancienne base aérienne à Gimli, Manitoba. |                          |                                   |                                                                                          |
| 3  | Enquête sur le DC-10 (Behind Closed Doors)                                                                                  | Vol American Airlines 96 Vol Turkish Airlines 981 | 12 juin 1972 3 mars 1974 | McDonnell Douglas DC-10-10        | Décompression explosive, défaut de conception de l'appareil                              |
| 3  | Enquête sur le DC-10 (Behind Closed Doors)                                                                                  | Un McDonnell Douglas DC-10 vieux seulement de quelques mois, au départ de Détroit, Michigan et à destination de Buffalo et New York doit faire face à une décompression explosive à la suite de l'ouverture d'une porte de soute. L'équipage parvient à se poser en urgence à Windsor, Ontario, sans qu'il y ait de victime à déplorer. Cependant, le défaut dans le mécanisme de la porte n'est pas rectifié et deux ans plus tard, le vol TK 981 parti de Paris à destination de Londres connaît le même problème. Cette fois, le système hydraulique du DC-10 est endommagé, l'avion s'écrase près de Senlis, dans la forêt d'Ermenonville, en tuant 346 personnes. |                          |                                   |                                                                                          |
| 4  | Feu à Bord / Attiser les flammes / Le feu aux poudres (Fanning the Flames / Cargo Conspiracy / Mystery Fire)                | Vol South African Airways 295 | 28 novembre 1987         | Boeing 747-200B Combi             | Incendie en vol, d'origine indéterminée                                                  |
| 4  | Feu à Bord / Attiser les flammes / Le feu aux poudres (Fanning the Flames / Cargo Conspiracy / Mystery Fire)                | Le vol South African Airways 295 a la particularité d'être un avion « combi » (très employé à l'époque par la compagnie, du fait des restrictions commerciales liées à l’apartheid). Un avion « combi » signifie qu'il y a des passagers à l'avant et une zone de fret à l'arrière de l'appareil. Un feu se déclare dans la zone arrière. Quatre-vingt fusibles sont détruits en quelques secondes, tant le feu est intense. L'appareil tombe dans l'Océan Indien. Aucun survivant. |                          |                                   |                                                                                          |
| 5  | Le poids du sort / Surcharge fatale / Un poids mortel (Dead Weight)                                                         | Vol Air Midwest 5481 | 8 janvier 2003           | Beechcraft 1900D                  | Erreur de maintenance, surcharge                                                         |
| 5  | Le poids du sort / Surcharge fatale / Un poids mortel (Dead Weight)                                                         | Un petit avion de lignes intérieures à destination de Greenville s'écrase sur un hangar de l'aéroport international de Charlotte, quelques secondes après son décollage. L'enquête détermine qu'une mauvaise estimation du poids des bagages et des passagers a cabré l'appareil jusqu'à le faire décrocher, et une erreur de maintenance au niveau des stabilisateurs a provoqué un mauvais fonctionnement ayant empêché les pilotes de rétablir l'assiette. |                          |                                   |                                                                                          |
| 6  | Tempête australe / Au cœur de l'orage (Cruel Skies)                                                                         | Vol Southern Airways 242 | 4 avril 1977             | Douglas DC-9-31                   | Mauvaises conditions météo endommageant l'appareil, atterrissage d'urgence sur une route |
| 6  | Tempête australe / Au cœur de l'orage (Cruel Skies)                                                                         | L'appareil de Southern Airways part de Huntsville, Alabama pour Atlanta, Géorgie. Il traverse une sévère perturbation et est frappé par de gros grêlons. Ses deux réacteurs sont endommagés et l'appareil fait un atterrissage d'urgence sur une autoroute à New Hope, Géorgie. Il percute une station-service et explose, tuant 62 personnes à bord et 8 au sol. |                          |                                   |                                                                                          |
| 7  | Preuves explosives (Air India: Explosive Evidence / Explosive Evidence / Terrorist Bomb Attack)                             | Vol Air India 182 | 23 juin 1985             | Boeing 747-200B                   | Attentat, une bombe explose en vol                                                       |
| 7  | Preuves explosives (Air India: Explosive Evidence / Explosive Evidence / Terrorist Bomb Attack)                             | Le vol Air India 182 explose en plein vol au-dessus des côtes irlandaises, tuant les 329 personnes à bord. L'enquête révélera qu'une bombe du groupe sikh Babbar Khalsa est la cause de l'écrasement. |                          |                                   |                                                                                          |
| 8  | Tragédie dans les Caraïbes (Mixed Signals / The Plane That Wouldn't Talk)                                                   | Vol Birgenair 301 | 6 février 1996           | Boeing 757-200                    | Panne de l'indicateur de vitesse, erreur de pilotage                                     |
| 8  | Tragédie dans les Caraïbes (Mixed Signals / The Plane That Wouldn't Talk)                                                   | Le Birgenair 301 part de Puerto Plata à destination de Francfort, Allemagne. Au décollage, le commandant estime que son ASI (indicateur de vitesse) donne de mauvaises indications. Cependant, l'ASI du copilote fonctionne correctement. Les deux pilotes se perdent en conjectures et en viennent à penser que les deux ASI fonctionnent mal. Ils perdent le contrôle de l'appareil qui s'écrase dans la mer des Caraïbes. Les 13 membres d'équipage et les 176 passagers sont tués. |                          |                                   |                                                                                          |
| 9  | Atterrissage catastrophe / Une histoire de lampe (FR) Distraction mortelle (QC) (Fatal Distraction / Who's at the Controls) | Vol Eastern Air Lines 401 | 29 décembre 1972         | Lockheed L-1011-1 Tristar         | Erreur de pilotage, lampe de l'indicateur de sortie de train grillée                     |
| 9  | Atterrissage catastrophe / Une histoire de lampe (FR) Distraction mortelle (QC) (Fatal Distraction / Who's at the Controls) | Un Lockheed L-1011 Tristar à destination de Miami s'écrase dans les Everglades. L'équipage, distrait par une lumière défectueuse de l'indicateur de train d'atterrissage, désactive accidentellement le pilotage automatique. 101 personnes sont tuées. |                          |                                   |                                                                                          |
| 10 | Collision fatale (Phantom Strike / Radio Silence / Death over the Amazon)                                                   | Vol Gol 1907 | 29 septembre 2006        | Boeing 737-800 Embraer Legacy 600 | Collision, problèmes de communications radio                                             |
| 10 | Collision fatale (Phantom Strike / Radio Silence / Death over the Amazon)                                                   | Un Boeing 737 opérant pour Gol Transportes Aéreos, et un jet Embraer Legacy prêt à être livré, entrent en collision au-dessus de l'Amazonie. Le 737 s'écrase, le Legacy parvient à se poser. 154 personnes sont tuées. |                          |                                   |                                                                                          |

### Saison 6 (2007) (spécial hors-série)
La saison 6 est constituée de seulement trois épisodes, nommés « Science of Disaster ». Voir Épisodes hors-série.

### Saison 7 (2008)
| n° | Titre (francophone - Nat. Geo. / France 5) Titre (anglophone)                                                   | Référence du vol | Date de l'accident | Type d'appareil                   | Cause(s) de la catastrophe |
| -- | --- | --- | ------------------ | --------------------------------- | --- |
| 1  | Vol en éclats / Fissures masquées (Scratching The Surface / Shattered in Seconds)                               | Vol China Airlines 611 | 25 mai 2002        | Boeing 747-209B                   | Erreur de maintenance, défaillance structurelle, décompression explosive                                                                                             |
| 1  | Vol en éclats / Fissures masquées (Scratching The Surface / Shattered in Seconds)                               | En 2002, un Boeing 747 de la China Airlines se désintègre en vol et s'écrase dans le détroit de Taïwan vingt minutes après le décollage. Les 225 personnes à bord sont tuées. L'enquête révèle qu'un accident survenu 22 ans plus tôt avait scellé le destin de cet avion. |                    |                                   | |
| 2  | L'attentat de Lockerbie (Lockerbie Disaster / Lockerbie / Explosive Device)                                     | Attentat de Lockerbie (Vol Pan Am 103) | 21 décembre 1988   | Boeing 747-100                    | Attentat, une bombe explose en vol |
| 2  | L'attentat de Lockerbie (Lockerbie Disaster / Lockerbie / Explosive Device)                                     | Le vol 103 de la compagnie Pan Am, un Boeing 747 assurant la liaison Londres-New York, explose en vol alors qu'il se trouve à près de 10 000 mètres d'altitude. L'explosion désintègre l'appareil, son épave s'écrase sur et autour du village de Lockerbie en Écosse. 259 passagers trouvent la mort ainsi que 11 personnes au sol. Plus tard, il fut déterminé que l'explosion avait été causée par une bombe déposée dans la soute avant. |                    |                                   | |
| 3  | Débris fantômes / Contrefaçons presque parfaites / Voler en éclats (Blown Apart / Deadly Prize / Silent Killer) | Vol Partnair 394 | 8 septembre 1989   | Convair 580                       | Défaillance structurelle en vol |
| 3  | Débris fantômes / Contrefaçons presque parfaites / Voler en éclats (Blown Apart / Deadly Prize / Silent Killer) | En septembre 1989, un Convair 580 de Partnair s'écrase en mer non loin des côtes du Danemark, tuant les 55 personnes à bord. À la suite d'un entretien fait avec des pièces de contrefaçon, les verrous joignant l'empennage vertical au fuselage ont cassé en vol, entraînant une défaillance structurelle fatale. |                    |                                   | |
| 4  | Collision en plein vol / Passé inaperçu (Sight Unseen / Head-On Collision / Crash Course / Collision Course)    | Collision aérienne de Charkhi Dadri (Vol Saudi Arabian Airlines 763 et vol Kazakhstan Airlines 1907) | 12 novembre 1996   | Boeing 747-100 / Iliouchine Il-76 | Collision en vol, erreur de pilotage, mauvaise communication (Iliouchine), faible visibilité, systèmes radar dépassés, absence de systèmes anti-collisions embarqués |
| 4  | Collision en plein vol / Passé inaperçu (Sight Unseen / Head-On Collision / Crash Course / Collision Course)    | Un Boeing 747 de la Saudi Arabian Airlines, qui vient de décoller de New Delhi en Inde et un Iliouchine Il-76 de Kazakhstan Airlines, en approche sur cet aéroport, se percutent en plein vol au-dessus du village de Charkhi Dadri. 349 personnes périssent. Des problèmes de communications entre l'Iliouchine et l'ATC, le non-respect de l'altitude par l'avion kazakh combiné à un système radar ATC dépassé et l'absence de systèmes anti-collisions embarqués le tout complété de conditions nuageuses ont causé la collision aérienne la plus meurtrière de l'histoire de l'aviation. |                    |                                   | |
| 5  | Opération Babylift (Operation Babylift)                                                                         | Accident de Tan Son Nhut | 4 avril 1975       | Lockheed C-5A Galaxy              | Décompression explosive, erreurs de maintenance |
| 5  | Opération Babylift (Operation Babylift)                                                                         | Dans les derniers jours de la guerre du Viêt Nam, les Américains entreprennent une évacuation massive d'enfants du Vietnam du sud, l'opération Babylift. Pendant l'opération, un Lockheed C-5 Galaxy de l'US Air Force subit une décompression explosive peu de temps après son décollage lorsqu'une porte de soute lâche, en raison d'erreurs de maintenance. Il fait demi-tour vers l'aéroport de Tan Son Nhat, mais s'écrase dans une rizière près de l'aéroport. |                    |                                   | |
| 6  | Atterrissage forcé / Amerrissage en catastrophe / Chute libre (Falling Fast / Ditch the Plane)                  | Vol Tuninter 1153 | 6 août 2005        | ATR 72-200                        | Erreur de maintenance sur le système indicateur de quantité de kérosène, panne de kérosène, erreur de pilotage, manque de formation, amerrissage forcé               |
| 6  | Atterrissage forcé / Amerrissage en catastrophe / Chute libre (Falling Fast / Ditch the Plane)                  | En août 2005, un ATR-72 de Tuninter à court de kérosène termine son vol dans la mer près de Palerme, Italie. Sur les 39 personnes à bord, 16 périssent. L'erreur de départ a consisté à installer une jauge de kérosène inadaptée, indiquée pour un modèle d'avion quasi similaire. Cela a entraîné une indication de niveau de kérosène supérieure à ce qu'était la réalité. |                    |                                   | |
| 7  | Disparition d'un jet / Perdu dans l'espace (Flight 574: Lost / The Plane That Vanished / Lost in Space)         | Vol Adam Air 574 | 1er janvier 2007   | Boeing 737-400                    | Erreur de pilotage, dysfonctionnement du système de navigation à inertie, désorientation spatiale                                                                    |
| 7  | Disparition d'un jet / Perdu dans l'espace (Flight 574: Lost / The Plane That Vanished / Lost in Space)         | En janvier 2007, un Boeing 737 de Adam Air s'écrase dans le détroit de Makassar, tuant les 102 personnes à bord. Les pilotes ont désactivé le pilotage automatique alors qu'ils essayaient de réparer le système d'inertie. Ceci a entraîné la chute de l'avion. |                    |                                   | |
| 8  | Gel en plein vol / Vol glacé (Frozen in Flight / Deep Freeze)                                                   | Vol American Eagle 4184 | 31 octobre 1994    | ATR 72-200                        | Accumulation de givre sur les ailes, défaut de conception de l'appareil                                                                                              |
| 8  | Gel en plein vol / Vol glacé (Frozen in Flight / Deep Freeze)                                                   | En octobre 1994, un ATR-72 de American Eagle perd le contrôle et s'écrase près de Roselawn, dans l'Indiana, tuant les 68 personnes à bord. Volant par des températures négatives, l'avion a vu ses ailes se couvrir de glace. Le système de dégivrage défectueux n'a pas pu enlever la glace, entraînant la chute de l'appareil. |                    |                                   | |

### Saison 8 (2009) (spécial hors-série)
La saison 8 est constituée de seulement deux épisodes, nommés « Science of Disaster ». Voir Épisodes hors-série.

### Saison 9 (2009)
| n° | Titre (francophone) Titre (anglophone)                                                                                         | Référence du vol | Date de l'accident        | Type d'appareil                          | Cause(s) de la catastrophe                                                                       |
| -- | --- | --- | ------------------------- | ---------------------------------------- | ------------------------------------------------------------------------------------------------ |
| 1  | Avion en feu / Panique sur la piste (Panic On The Runway / Manchester Runway Disaster)                                         | Incendie du Boeing 737 de British Airtours (Vol British Airtours 28M) | 22 août 1985              | Boeing 737-200                           | Incendie du réacteur, défaut de conception du couloir central pour l'évacuation                  |
| 1  | Avion en feu / Panique sur la piste (Panic On The Runway / Manchester Runway Disaster)                                         | L'appareil prend feu pendant la phase de décollage d'un vol charter entre la Grande-Bretagne et l'île grecque de Corfou. Malgré l'abandon réussi de la procédure de décollage, 55 des 137 passagers et membres d'équipage périssent dans l'incendie de l'avion sur le tarmac. |                           |                                          |                                                                                                  |
| 2  | Chaos dans le cockpit (Alarming Silence / Cockpit Chaos)                                                                       | Vol Northwest Airlines 255 | 16 août 1987              | McDonnell Douglas MD-82                  | Erreur de pilotage, système d'alerte d'une configuration de décollage incorrecte défaillant      |
| 2  | Chaos dans le cockpit (Alarming Silence / Cockpit Chaos)                                                                       | Une suite de petites distractions survenues sur la piste provoque la réalisation incomplète de la check-list avant le décollage. L'avion essaye de décoller, mais sans ses volets et bord d'attaque en bonne position, décroche dans les secondes après le décollage et s'écrase. 154 des 155 passagers et membres d'équipage sont tués, ainsi que deux personnes au sol. C'était alors la deuxième catastrophe aérienne la plus meurtrière des États-Unis, après celle du vol American Airlines 191 survenue huit ans plus tôt. Seule une petite fille de 4 ans survit à cet accident.              |                           |                                          |                                                                                                  |
| 3  | Essai tragique (FR) Erreur humaine ou défaillance mécanique (QC) (Pilot vs. Plane)                                             | Crash de Habsheim | 26 juin 1988              | Airbus A320-100                          | Erreur de pilotage, plan de vol erroné et incomplet, erreur de conception des moteurs            |
| 3  | Essai tragique (FR) Erreur humaine ou défaillance mécanique (QC) (Pilot vs. Plane)                                             | Un Airbus A320 d'Air France ne parvient pas à reprendre de l'altitude et s'écrase dans la forêt après un vol inaugural lors d'un meeting aérien à l'aéroport de Mulhouse-Habsheim. Trois personnes meurent. 130 passagers étaient à bord, ainsi que deux membres d'équipage, et deux membres de la compagnie invités dans le poste de pilotage. |                           |                                          |                                                                                                  |
| 4  | Sauvés de justesse / Embouteillage au contrôle (Cleared for Disaster)                                                          | Collision de l'aéroport de Los Angeles (Vol USAir 1493 et vol SkyWest Airlines 5569) | 1er février 1991          | Boeing 737-300/ Fairchild Metroliner III | Collision en piste résultant d'une erreur d'un contrôleur aérien                                 |
| 4  | Sauvés de justesse / Embouteillage au contrôle (Cleared for Disaster)                                                          | Une nuit de 1991 sur l'aéroport international de Los Angeles, un contrôleur aérien oriente par erreur un Boeing 737 de l'US Air sur la même piste qu'un petit avion de la SkyWest Airlines en attente de décollage. En atterrissant, le 737 percute le petit appareil, sort de la piste et va percuter un bâtiment. Les 12 passagers et membres d'équipage du vol Sky West périssent, ainsi que 22 occupants du vol US Air. Remarque : Cet accident est également traité dans le onzième épisode de la vingt-cinquième saison, nommé « Pris au piège / Sans issue ».                                 |                           |                                          |                                                                                                  |
| 5  | Tensions au-dessus de la Russie (Target is Destroyed)                                                                          | Vol Korean Air Lines 007 | 1er septembre 1983        | Boeing 747-230B                          | Erreur de pilotage                                                                               |
| 5  | Tensions au-dessus de la Russie (Target is Destroyed)                                                                          | Pendant la guerre froide, un vol de la Korean Air Lines faisant route de Séoul à New York via Anchorage pénètre une zone interdite de l'espace aérien soviétique et est abattu, ce qui provoque une indignation internationale. Une enquête montrera que l'équipage a oublié de passer le pilote automatique guidage INS (Inertial navigation system), ce qui a dévié le vol et a conduit à ce qu'il s'introduise dans l'espace aérien soviétique. |                           |                                          |                                                                                                  |
| 6  | Neige sanglante / Coup de froid (Cold Case / Snowbound / Unwelcome Addition)                                                   | Vol Air Ontario 1363 Vol USAir 405 | 10 mars 1989 22 mars 1992 | Fokker F28-1000 Fokker F28-4000          | Erreur de maintenance, erreur de pilotage, liquide de dégivrage inefficace, défaut de conception |
| 6  | Neige sanglante / Coup de froid (Cold Case / Snowbound / Unwelcome Addition)                                                   | Alors que des conditions hivernales frappent la ville de Dryden, Ontario, un avion s'écrase dans la forêt un kilomètre après la fin de piste quelques secondes après son décollage. Trois ans plus tard, l'histoire se répète sur le même modèle d'avion lors d'un vol US Air qui finit son vol dans la baie de Flushing après son décollage de l'aéroport de La Guardia. Des procédures de sécurité inappropriées, un défaut dans le design des ailes du Fokker F28, et un dégivrage inefficace ont conduit à une accumulation de givre sur les ailes des deux appareils, causant leurs écrasement. |                           |                                          |                                                                                                  |
| 7  | Catastrophe au Mont Sainte-Odile / Hasard funeste (Invisible Mountain / The Final Blow / Crashed and Missing / Doomed to Fail) | Catastrophe du mont Sainte-Odile (Vol Air Inter 148) | 20 janvier 1992           | Airbus A320-111                          | Erreurs multiples de pilotage (voir plus bas)                                                    |
| 7  | Catastrophe au Mont Sainte-Odile / Hasard funeste (Invisible Mountain / The Final Blow / Crashed and Missing / Doomed to Fail) | Un transport français de passagers s'écrase dans les Vosges alors qu'il était en circuit d'attente pour l'aéroport de Strasbourg. L'accident provoque la mort de 87 des 96 passagers et membres d'équipage. Les divers facteurs sont un entraînement insuffisant de l'équipage, une erreur de pilotage sur l'angle de trajectoire et la vitesse verticale, une erreur du contrôleur aérien, une absence d'alerte de proximité du sol, et une réaction étrange du pilotage automatique à des entrées manuelles de données faites pendant la phase de turbulences.                                     |                           |                                          |                                                                                                  |
| 8  | Vacances mortelles / L'aile brisée (Cracks in the System / Beach Crash / Miami Mystery / Lost at Sea)                          | Vol Chalk's Ocean Airways 101 | 19 décembre 2005          | Grumman G-73T Mallard                    | Défaillance structurelle, manque d'entretien                                                     |
| 8  | Vacances mortelles / L'aile brisée (Cracks in the System / Beach Crash / Miami Mystery / Lost at Sea)                          | Une minute après son décollage, l'aile droite d'un hydravion est arrachée, et l'appareil s'écrase dans les eaux proches de Miami Beach, tuant les 20 passagers et membres d'équipage. Les enquêteurs découvrent que l'écrasement est dû à une fatigue de la structure elle-même résultant d'une maintenance insuffisante de la Chalk's Ocean Airways, financièrement exsangue, et à un manque de vigilance de l'Administration de l'aviation civile. |                           |                                          |                                                                                                  |

### Saison 10 (2010)
| n° | Titre (francophone - Nat. Geo. / France 5) Titre (anglophone)                                                | Référence du vol | Date de l'accident | Type d'appareil         | Cause(s) de la catastrophe |
| -- | --- | --- | ------------------ | ----------------------- | --- |
| 1  | Le drame de l'incompétence / Approche fatale (Cockpit Failure)                                               | Vol Crossair 3597 | 24 novembre 2001   | Avro 146-RJ 100         | Erreurs de pilotage, mauvaises conditions météorologiques, réglementations d'utilisation des pistes pour réduire les nuisances sonores |
| 1  | Le drame de l'incompétence / Approche fatale (Cockpit Failure)                                               | L'appareil de Crossair effectuait un vol entre Berlin et Zurich, en Suisse. Il s'est écrasé sur une colline lors de la phase d'approche, dans des conditions météorologiques difficiles, à cause de multiples erreurs de pilotage dont le non-respect de l'altitude minimale de descente. L'application stricte de la politique de réduction des nuisances sonores à l'aéroport de Zürich, qui favorisait l'utilisation de certaines pistes la nuit est également un des facteurs ayant contribué à l'accident, sans en être une des causes déterminantes. La piste 28 qui était en service la nuit de l'accident n'était pas équipée de tous les systèmes modernes d'aide à l'atterrissage par mauvais temps. |                    |                         | |
| 2  | L'énigme d'Heathrow (The Heatrow Enigma / Heathrow Crash Landing)                                            | Vol British Airways 38 | 17 janvier 2008    | Boeing 777-200ER        | Panne simultanée des 2 moteurs, défaut de conception                                                                                   |
| 2  | L'énigme d'Heathrow (The Heatrow Enigma / Heathrow Crash Landing)                                            | Alors que le triple 7 de la British Airways effectue son approche finale, les deux moteurs subissent une perte de puissance. L'enquête mettra en cause l'échangeur de chaleur, obstrué par de la glace alors qu'il est censé réchauffer le carburant pour en éviter la formation. La pièce sera modifiée. |                    |                         | |
| 3  | Pilote en détresse / Piège glacé (Pilot Betrayed)                                                            | Vol Scandinavian Airlines 751 | 27 décembre 1991   | McDonnell Douglas MD-81 | Dégivrage avant décollage insuffisant, panne moteur, dispositif de sécurité aggravant le problème                                      |
| 3  | Pilote en détresse / Piège glacé (Pilot Betrayed)                                                            | Un MD-80 de la Scandinavian Airlines rencontre des problèmes sur ses 2 moteurs pendant la montée. Malgré un dégivrage à l'aéroport, une couche de glace peu visible est restée sur les ailes, et s'est détachée lors du décollage, se retrouvant en partie ingérée par les moteurs (montés à l'arrière sur ce type d'avion). Les pilotes réagissent correctement en réduisant la poussée des moteurs pour limiter les dommages. Mais un dispositif de sécurité présent sur ce type d'appareil, la restauration automatique de poussée, dont les pilotes et la compagnie ignoraient la présence, et n'avaient donc pas été formés pour le désactiver, a aggravé le problème. Les pilotes procèdent à un atterrissage d'urgence dans une clairière. L'appareil est gravement endommagé à l'impact et se brise en plusieurs parties, mais tous les occupants ont survécu. |                    |                         | |
| 4  | Morts de fatigue (Buffalo Crash / Dead Tired / Stalled In The Sky)                                           | Vol Colgan Air 3407 | 12 février 2009    | Bombardier Dash 8 Q400  | Erreur de pilotage due à l'incapacité subtile, décrochage                                                                              |
| 4  | Morts de fatigue (Buffalo Crash / Dead Tired / Stalled In The Sky)                                           | L'avion s'écrase en approche de l'aéroport de Buffalo. Les deux pilotes, fatigués et déconcentrés, tentent une manœuvre pour remonter alors qu'une alarme de vitesse faible retentit. |                    |                         | |
| 5  | Amerrissage sur l'Hudson / Baignade dans l'Hudson (Hudson River Runway / Hudson Splash Down)                 | Vol US Airways 1549 | 15 janvier 2009    | Airbus A320-214         | Collision aviaire |
| 5  | Amerrissage sur l'Hudson / Baignade dans l'Hudson (Hudson River Runway / Hudson Splash Down)                 | Après le décollage de l'aéroport de LaGuardia de New York, l'appareil traverse un vol de bernaches du Canada, et subit une collision aviaire avec plusieurs de ces oiseaux, entraînant la panne des deux moteurs. Les pilotes procèdent à un amerrissage d'urgence sur l'Hudson River. Aucune victime. |                    |                         | |
| 6  | Trois pilotes dans le cockpit / Atterrissage raté (Schiphol Disaster / Who's in Control ? / Mid-Air Landing) | Vol Turkish Airlines 1951 | 25 février 2009    | Boeing 737-800          | Radioaltimètre défectueux, erreur de pilotage                                                                                          |
| 6  | Trois pilotes dans le cockpit / Atterrissage raté (Schiphol Disaster / Who's in Control ? / Mid-Air Landing) | Alors qu'il était en phase d'atterrissage, dans un léger brouillard, le Boeing 737 s'est écrasé à trois kilomètres de l'aéroport d'Amsterdam-Schiphol, dans un champ longeant une autoroute. Sous le choc, l'avion s'est brisé en trois morceaux et a perdu ses réacteurs mais n'a pas pris feu. 9 passagers situés à l'avant et à l'arrière de l'avion sont morts, y compris l'équipage. |                    |                         | |

### Saison 11 (2011)
| n° | Titre (francophone) Titre (anglophone)                                                                | Référence du vol | Date de l'accident | Type d'appareil                              | Cause(s) de la catastrophe                                                                                                |
| -- | --- | --- | ------------------ | -------------------------------------------- | --- |
| 1  | Dérapage mortel (Deadly Reputation / Nightmare Runway / Disaster Runway)                              | Vol TAM 3054 | 17 juillet 2007    | Airbus A320-233                              | Erreur de pilotage, mauvaises conditions météo, piste d'atterrissage détrempée                                            |
| 1  | Dérapage mortel (Deadly Reputation / Nightmare Runway / Disaster Runway)                              | Le 17 juillet 2007, le vol TAM 3054 s'apprête à atterrir sur la piste 35-L de l'Aéroport de Congonhas, à São Paulo. Située en plein centre ville, au sommet d'une colline et cerclée de hauts immeubles, cette piste est une des plus dangereuses au monde. Lorsque le commandant de bord est informé des conditions météorologiques rendant la piste glissante, il tente une manœuvre désespérée. Malheureusement, l'avion ne ralentit pas et traverse les 1 945 mètres de piste à toute vitesse, traverse une autoroute et percute un entrepôt et une station-service. L'impact ne laisse aucun survivant. |                    |                                              | |
| 2  | Hautes turbulences / Extrême altitude (The Plane that Flew Too High / Fatal Climb)                    | Vol West Caribbean Airways 708 | 16 août 2005       | McDonnell Douglas MD-82                      | Mauvaises conditions météo, surcharge de l'appareil, erreur de pilotage, décrochage                                       |
| 2  | Hautes turbulences / Extrême altitude (The Plane that Flew Too High / Fatal Climb)                    | Le 16 août 2005, après plusieurs heures de retard, le vol 708 de la West Caribbean Airways décolle de l'aéroport de Panama à destination de la Martinique. En raison du mauvais temps, l'avion est pris dans de fortes turbulences. De plus, l'équipage remarque que les moteurs ne produisent pas assez de puissance, rendant la poussée insuffisante. Alors que le commandant décide de réduire l'altitude pour régler le problème, l'alarme de décrochage se met à sonner. Le McDonnell Douglas, qui ne vole pas assez vite pour rester stable, décroche et s'écrase sur une ferme au Venezuela. La plus grande catastrophe aérienne de l'histoire du pays coûte la vie à 160 personnes. |                    |                                              | |
| 3  | Accident controversé / Décision fatale (Split Decision / Military Crash Conspiracy)                   | Vol Arrow Air 1285R | 12 décembre 1985   | Douglas DC-8-63CF                            | Surcharge, givrage des ailes                                                                                              |
| 3  | Accident controversé / Décision fatale (Split Decision / Military Crash Conspiracy)                   | Un DC-8 de la compagnie charter Arrow Air, transportant des soldats américains de la 101e division aéroportée de retour d'Égypte pour les vacances de Noël, s'écrase au décollage à l'aéroport de Gander, sur l'ile de Terre-Neuve, au Canada. On ne compte aucun survivant parmi les 256 personnes à bord. Malgré une thèse minoritaire sur un attentat, l'accident est dû à la combinaison d'une mauvaise estimation du poids des passagers et de l'accumulation de glace sur les ailes. |                    |                                              | |
| 4  | Désastre au Texas / Rupture au-dessus du Texas (Breakup Over Texas)                                   | Vol Continental Express 2574 | 11 septembre 1991  | Embraer EMB 120                              | Erreur de maintenance |
| 4  | Désastre au Texas / Rupture au-dessus du Texas (Breakup Over Texas)                                   | Un petit Embraer transportant 11 passagers s'écrase soudainement sans raison apparente entre Laredo et Houston. L'enquête révélera que le bord d'attaque s'est détaché du stabilisateur arrière. Le bord d'attaque n'avait pas été fixé correctement ; les 2 équipes de maintenance de nuit ne se sont pas comprises sur le travail déjà fait et le travail restant à faire. |                    |                                              | |
| 5  | Le crash de Munich (Munich Air Disaster / Mayday Munich)                                              | Accident aérien de Munich (Vol British European Airways 609) | 6 février 1958     | Airspeed AS.57 Ambassador                    | Mauvaises conditions météo                                                                                                |
| 5  | Le crash de Munich (Munich Air Disaster / Mayday Munich)                                              | En 1958, après plusieurs tentatives avortées de décollage, un appareil de la British European Airways transportant l'équipe de Manchester United, tente une ultime fois le décollage mais s'écrase sur une maison en bout de piste faisant 23 morts. L'écrasement est dû à la présence de neige fondue sur la piste qui a ralenti l'avion au décollage. |                    |                                              | |
| 6  | Atterrissage musclé / Demi-tour au milieu de nulle part (Turning Point / Deadly Design)               | Vol Northwest Airlines 85 | 9 octobre 2002     | Boeing 747-451                               | Panne de gouvernail |
| 6  | Atterrissage musclé / Demi-tour au milieu de nulle part (Turning Point / Deadly Design)               | En 2002, la gouverne de direction inférieure d'un Boeing 747-400 reliant l’aéroport de Detroit aux États-Unis à l’aéroport international de Narita au Japon se bloque à 17° d'inclinaison au-dessus de la mer Bering. L'avion se pose difficilement à l'aéroport d'Anchorage en Alaska. Aucun blessé parmi les 404 passagers et membres d’équipage. Les causes de la défaillance restent inconnues. |                    |                                              | |
| 7  | Le cargo de la mort / Autorité fatale (Bad Attitude / Stansted Crash)                                 | Vol Korean Air Cargo 8509 | 22 décembre 1999   | Boeing 747-200F                              | Erreur de pilotage, manque d'autorité du copilote, instrument défectueux, désorientation spatiale                         |
| 7  | Le cargo de la mort / Autorité fatale (Bad Attitude / Stansted Crash)                                 | De nuit, à l'aéroport de Stansted de Londres, un Boeing 747-200 cargo de Korean Air décolle avec un indicateur d'assiette défaillant. Quelques minutes après le décollage, l'avion s'incline de plus en plus jusqu'à 90° lors d'un virage, puis s'écrase dans un champ. Un commandant autoritaire sans repère au sol, la défaillance de son indicateur d'assiette et le reste de l'équipage qui ne réagit pas aux alarmes ont conduit au drame, provoquant quatre morts. La culture coréenne très hiérarchique explique en partie ce qui s'est passé. |                    |                                              | |
| 8  | Dans le collimateur / Angle mort (Blind Spot / On Course to Disaster / Hiding in Plane Sight)         | Collision aérienne de San Diego (Vol Pacific Southwest Airlines 182) | 25 septembre 1978  | Boeing 727-214 / Cessna 172                  | Collision en vol |
| 8  | Dans le collimateur / Angle mort (Blind Spot / On Course to Disaster / Hiding in Plane Sight)         | Les pilotes d'un Boeing 727 entament l'approche d'atterrissage à l'aéroport de San Diego lorsque les contrôleurs aériens les préviennent de la présence devant eux d'un Cessna qui va lui aussi atterrir. Les contrôleurs aériens demandent donc à l'équipage de garder une distance de sécurité en vol à vue avec cet appareil. Les pilotes du Boeing, pris dans la longue liste de préparation pour poser l'avion, perdent rapidement de vue le Cessna. Ils se sont grandement rapprochés du Cessna, qui se trouve alors juste en dessous d'eux, difficilement visible par sa petite taille. Pensant l'avoir doublé, les pilotes du Boeing commencent à descendre. Les deux appareils se heurtent, et s'écrasent hors de contrôle dans la banlieue résidentielle de la ville, provoquant la mort des 137 personnes présentes à bord des appareils, ainsi que de 7 personnes au sol. C'est le plus grave accident aérien aux États-Unis à l'époque. |                    |                                              | |
| 9  | Descente aux enfers (Under Pressure / Desert Inferno)                                                 | Vol Nigeria Airways 2120 | 11 juillet 1991    | Douglas DC-8-61                              | Pneu défectueux non remplacé, incendie en vol                                                                             |
| 9  | Descente aux enfers (Under Pressure / Desert Inferno)                                                 | Un DC-8 de la compagnie canadienne Nationair s'écrase à la suite d'un incendie survenue lors du décollage de l'aéroport de Djeddah, à la suite de l'embrasement d'un train d'atterrissage. Ce dernier est dû à l'éclatement d'un pneu sous-gonflé, non remplacé à l'escale car l'avion était en retard. Le crash de l'appareil fait 261 victimes. |                    |                                              | |
| 10 | Tueur à bord ("I'm The Problem" / Murder on Board)                                                    | Vol Pacific Southwest Airlines 1771 | 7 décembre 1987    | BAe 146-200                                  | Détournement, assassinat des pilotes, acte délibéré de l'assaillant                                                       |
| 10 | Tueur à bord ("I'm The Problem" / Murder on Board)                                                    | Un BAe 146 de la compagnie Pacific Southwest Airlines faisant la liaison entre Los Angeles et San Francisco est le lieu d'un règlement de comptes entre un ex-employé de la compagnie et son patron ; après l'avoir abattu avec un revolver qu'il a réussi à faire passer grâce à son badge de la compagnie, le tueur abat l'hôtesse et les 2 pilotes puis précipite l'avion dans un plongeon vertigineux en maintenant les commandes enfoncées au maximum. L'avion, dans sa chute, dépasse même le mur du son. 44 morts. |                    |                                              | |
| 11 | Atterrissage extrême / Au milieu de nulle part (Nowhere To Land / Miracle Landing)                    | Vol TACA 110 | 24 mai 1988        | Boeing 737-300                               | Conditions météos difficiles, double panne moteur, défaut de conception des moteurs                                       |
| 11 | Atterrissage extrême / Au milieu de nulle part (Nowhere To Land / Miracle Landing)                    | Un 737 flambant neuf de la compagnie TACA à l'approche de La Nouvelle-Orléans, sous l'orage et la grêle, voit ses réacteurs s'éteindre puis prendre feu. Les pilotes réussissent à atterrir sur une digue suffisamment large, en vol plané car il n'y a plus de puissance moteur. Aucun mort. La défaillance vient de la conception des réacteurs qui ne permet pas d'évacuer l'eau de ceux-ci lorsqu'ils sont à bas régime. |                    |                                              | |
| 12 | L'avion invisible / Vol introuvable (The Invisible Plane / Zero Visibility / Linate Airport Disaster) | Collision de l'aéroport de Milan-Linate (Vol Scandinavian Airlines 686) | 8 octobre 2001     | McDonnell Douglas MD-87 / Cessna CitationJet | Collision au sol, mauvaises conditions météo, erreur des pilotes du Cessna, défaillances dans la gestion du trafic au sol |
| 12 | L'avion invisible / Vol introuvable (The Invisible Plane / Zero Visibility / Linate Airport Disaster) | Un MD-87 de la Scandinavian Airlines percute un Cessna Citation au décollage par temps de brouillard à l'aéroport de Milan. Le Cessna s'est engagé par erreur sur la piste. L'enquête révélera d'importantes défaillances dans la gestion du trafic au sol, et un manque d'équipements pour gérer ce trafic. |                    |                                              | |
| 13 | Explosion à Sioux City / Atterrissage impossible (Impossible Landing / Sioux City Fireball)           | Vol United Airlines 232 | 19 juillet 1989    | McDonnell Douglas DC-10-10                   | Défaillance moteur, circuits hydrauliques endommagés, atterrissage d'urgence                                              |
| 13 | Explosion à Sioux City / Atterrissage impossible (Impossible Landing / Sioux City Fireball)           | Un DC-10 de United Airlines, un appareil tri-réacteur, reliant Denver à Chicago rencontre une grave défaillance du moteur 2 (central). La défaillance non-contenue du moteur endommage les 3 circuits hydrauliques redondants de l'appareil. Les pilotes ne disposent alors plus de commandes de vol. Ils parviendront à contrôler l'avion uniquement en variant la poussée des 2 moteurs restants, mais au prix d'énormes difficultés. Ils décident de tenter de se poser en urgence à l'aéroport régional de Sioux City en jouant uniquement sur le différentiel de puissance des 2 moteurs restants, mais ils perdent le contrôle de l'appareil quelques secondes avant l'atterrissage, qui s'écrase sur la piste. On dénombre 112 morts et 184 survivants. |                    |                                              | |

### Saison 12 (2012)
| n° | Titre (francophone - Nat. Geo. / France 5) Titre (anglophone)                                                               | Référence du vol | Date de l'accident | Type d'appareil                                              | Cause(s) de la catastrophe                                                                 |
| -- | --- | --- | ------------------ | ------------------------------------------------------------ | ------------------------------------------------------------------------------------------ |
| 1  | Perte de contrôle / Les héros de Cold Bay (Fight for Control)                                                               | Vol Reeve Aleutian Airways 8 | 8 juin 1983        | Lockheed L-188 Electra                                       | Détachement d'une hélice, décompression explosive                                          |
| 1  | Perte de contrôle / Les héros de Cold Bay (Fight for Control)                                                               | Un quadrimoteur à hélice reliant l'aéroport de Cold Bay, Alaska, à Seattle, perd une hélice au-dessus du Pacifique. L'hélice entaille la cabine qui provoque une décompression explosive et endommage certains câbles de commandes de vol. Les pilotes arrivent tant bien que mal à effectuer un atterrissage d'urgence à l'aéroport d'Anchorage, Alaska. L'enquête ne permettra pas de déterminer la cause de la perte de l'hélice. |                    |                                                              |                                                                                            |
| 2  | Feu en cabine / Un feu dans la soute (Fire in the Hold)                                                                     | Vol ValuJet 592 | 11 mai 1996        | Douglas DC-9-32                                              | Non-respect des procédures de transports de matières dangereuses, incendie en vol          |
| 2  | Feu en cabine / Un feu dans la soute (Fire in the Hold)                                                                     | Un DC-9 de ValuJet Airlines reliant Miami à Atlanta décolle avec 105 passagers, et dans sa soute 150 générateurs d'oxygène périmés. Quelques minutes avant le décollage, pour une raison inconnue, les générateurs prennent feu et l'oxygène attisant le feu, embrase la soute contenant également des pneus. Peu de temps après toute la cabine prend feu et les pilotes, tentant de rentrer à Miami perdent connaissance et l'avion s'écrase dans les Everglades. Aucun survivant. |                    |                                                              |                                                                                            |
| 3  | Décollage lors d'un typhon / En pleine tornade (Caution to the Wind / Typhoon Takeoff)                                      | Vol Singapore Airlines 006 | 31 octobre 2000    | Boeing 747-400                                               | Erreur de pilotage, mauvaises conditions météo                                             |
| 3  | Décollage lors d'un typhon / En pleine tornade (Caution to the Wind / Typhoon Takeoff)                                      | Un 747 décolle par temps difficile. Lors du décollage de l'aéroport international Taïwan-Taoyuan, les pilotes se trompent de piste et empruntent une piste parallèle à celle désirée, mais qui est en travaux. L'avion percute des parapets de béton à 150 km/h et se brise en 3 parties. Une partie des passagers parviennent à sortir mais la moitié meurt par inhalation de fumées toxiques. |                    |                                                              |                                                                                            |
| 4  | Poussé à bout (Pushed to The Limit / Pilot Under Pressure)                                                                  | Vol SilkAir 185 | 19 décembre 1997   | Boeing 737-300                                               | Meurtre-suicide du commandant de bord                                                      |
| 4  | Poussé à bout (Pushed to The Limit / Pilot Under Pressure)                                                                  | 104 personnes meurent dans l'écrasement d'un 737 vraisemblablement volontaire. L'avion a plongé en piqué et s'est écrasé dans la rivière Musi en Indonésie. Les conclusions du NTSB, sujettes à controverses, s'appuient sur le débranchement volontaire des enregistreurs de vol, du piqué inexplicable par une défaillance mécanique et de l'état d'esprit du pilote. |                    |                                                              |                                                                                            |
| 5  | Atterrissage à l'aveugle (Blind Landing / Crash in the Jungle)                                                              | Vol TANS Perú 204 | 23 août 2005       | Boeing 737-244 Adv                                           | Erreurs multiples de pilotage, mauvaises conditions météo                                  |
| 5  | Atterrissage à l'aveugle (Blind Landing / Crash in the Jungle)                                                              | À l'approche d'un petit aéroport péruvien, un 737 s'écrase tuant 40 personnes sur les 98 présentes à bord. Dans de mauvaises conditions climatiques, plusieurs faits s'accumulent (Pilote trop sur de lui et forçant l'atterrissage sous orage, copilote en formation, averse de grêle à l'atterrissage rendant le pare brise flou, oubli de remettre les gaz lors du passage de la colonne de grêle) ont abouti à la catastrophe. L'enquête est rendue difficile par les pillages. |                    |                                                              |                                                                                            |
| 6  | Désastre dans le Grand Canyon / Le désastre du Grand Canyon (Grand Canyon Collision / Grand Canyon Disaster / Grand Canyon) | Collision aérienne du Grand Canyon (Vol TWA 2 et vol United Airlines 718) | 30 juin 1956       | Douglas DC-7 Mainliner / Lockheed L-1049 Super Constellation | Collision en vol, manque de moyens de contrôle pour gérer le trafic, erreur de pilotage    |
| 6  | Désastre dans le Grand Canyon / Le désastre du Grand Canyon (Grand Canyon Collision / Grand Canyon Disaster / Grand Canyon) | En 1956, un Douglas DC-7 Mainliner de United Airlines et un Super Constellation de la TWA ayant tous les deux décollé de Los Angeles, se percutent au-dessus du grand canyon. L'absence de règles strictes sur les couloirs aériens, le temps nuageux et un contrôle aérien balbutiant sont responsables de la mort de 128 personnes dans les 2 avions. |                    |                                                              |                                                                                            |
| 7  | Record mortel / Perte de moteur (Catastrophe at O'Hare / America's Deadliest Crash / America's Deadliest)                   | Vol American Airlines 191 | 25 mai 1979        | McDonnell Douglas DC-10-10                                   | Détachement d'un moteur, erreur de maintenance, défaut de conception des systèmes d'alarme |
| 7  | Record mortel / Perte de moteur (Catastrophe at O'Hare / America's Deadliest Crash / America's Deadliest)                   | Un DC-10 d'American Airlines perd son moteur gauche au décollage de l'aéroport O'Hare de Chicago. Après 30 secondes de vol, il s'écrase sur un terrain vague, à proximité d'un parking de mobil homes, faisant 273 morts. L'arrachement du moteur est dû au non-respect des procédures de remplacement de moteur. Lorsque le moteur s'est arraché, il endommage les circuits hydrauliques commandant les bords d'attaque de l'aile, qui se rétractent. L'une des ailes n'ayant plus de portance, l'avion s'est incliné à 90° avant de s'écraser. Les pilotes n'ont pas été avertis du décrochage de l'aile car les circuits d'alarme étaient uniquement reliés au moteur gauche. |                    |                                                              |                                                                                            |
| 8  | Fatale obsession / Panne moteurs (Focused on Failure / Fatal Fixation)                                                      | Vol United Airlines 173 | 28 décembre 1978   | Douglas DC-8-61                                              | Erreur de pilotage, panne de carburant, voyant de train défectueux                         |
| 8  | Fatale obsession / Panne moteurs (Focused on Failure / Fatal Fixation)                                                      | Le pilote d'un DC-8 à l'approche de Portland est perturbé par le voyant de non verrouillage d'un train d’atterrissage et procède à plusieurs tours de circuit d'attente autour de l’aéroport. Alors que les autres membres dans le cockpit lui signalent un manque de carburant critique, il décide de refaire un tour pour essayer de résoudre le problème. L'avion s'écrase dans la banlieue de la ville, en provoquant la mort de 10 personnes (8 passagers et 2 membres de l'équipage). |                    |                                                              |                                                                                            |
| 9  | Game over / Envol impossible (Lokomotiv Hockey Team Disaster / Russia's Ice Hockey Disaster / Hockey Team Tragedy)          | Crash du Lokomotiv Iaroslavl (Vol Yak-Service 9633) | 7 septembre 2011   | Yakovlev Yak-42D                                             | Erreur de pilotage, décrochage, manque de formation                                        |
| 9  | Game over / Envol impossible (Lokomotiv Hockey Team Disaster / Russia's Ice Hockey Disaster / Hockey Team Tragedy)          | Un Yak-42 s'écrase au décollage avec l'équipe de hockey du Lokomotiv Iaroslavl. Le copilote a, sans s'en rendre compte, actionné les freins au décollage doublant la distance nécessaire au décollage. Lorsque l'avion décolle enfin après avoir dépassé le seuil de piste, il décroche instantanément à cause d'un angle de braquage trop important. Des pilotes peu expérimentés sur ce type d'appareil, le commandement du vol non défini clairement, un copilote malade et mal formé sont parmi les raisons de l'écrasement. Un seul survivant. |                    |                                                              |                                                                                            |
| 10 | Crash présidentiel / Mort d'un président (Death of the President)                                                           | Accident de l'avion présidentiel polonais à Smolensk (Vol 101 de l'armée de l'air polonaise) | 10 avril 2010      | Tupolev Tu-154M                                              | Erreurs de pilotage à répétition, pressions sur le pilote, mauvaises conditions météo      |
| 10 | Crash présidentiel / Mort d'un président (Death of the President)                                                           | À l'occasion de la cérémonie de reconnaissance d'un massacre d'officiers Polonais sur le sol russe lors de la Seconde Guerre mondiale, l'avion du président Polonais doit se poser sur un aéroport militaire non équipé pour un atterrissage aux instruments, avec une visibilité quasi nulle en raison d'un très important brouillard. Sous pression pour atterrir à l'heure, le pilote ignore l'avertisseur de proximité du sol qui se déclenche. L'avion s'écrase, tuant l'ensemble des passagers. |                    |                                                              |                                                                                            |
| 11 | Explosion suspecte / Droit à la catastrophe (Heading To Disaster / Subtle Incapacitation)                                   | Vol Ethiopian Airlines 409 | 25 janvier 2010    | Boeing 737-800                                               | Erreur de pilotage, fatigue des pilotes, mauvaises conditions météo                        |
| 11 | Explosion suspecte / Droit à la catastrophe (Heading To Disaster / Subtle Incapacitation)                                   | Un Boeing 737 au départ de l'aéroport de Beyrouth (Liban) par temps orageux s'écrase en mer peu de temps après le décollage. Les changements de cap mal négociés (brusques et répétés) ont fait perdre le contrôle de l'avion aux pilotes. De plus, une trop grande fatigue et un repas copieux ont favorisé « l'incapacité subtile » qui a empêché les pilotes de prendre les bonnes décisions. |                    |                                                              |                                                                                            |
| 12 | 28 secondes pour survivre / Faute de procédures (28 Seconds To Survive / Seconds to Survive)                                | Vol Santa Bárbara Airlines 518 | 21 février 2008    | ATR 42-300                                                   | Erreur de pilotage, désorientation spatiale                                                |
| 12 | 28 secondes pour survivre / Faute de procédures (28 Seconds To Survive / Seconds to Survive)                                | Un ATR 42 décolle de l'aéroport encaissé de Merida, au Venezuela, avec 46 personnes à bord. Les pilotes, en retard, négligent une partie de la check-list de décollage, notamment le temps nécessaire à l'initialisation des instruments de vol. Avec le temps nuageux et sans information sur leur cap, ils virent plus que nécessaire et s'écrasent sur les montages environnant l'aéroport. |                    |                                                              |                                                                                            |
| 13 | Le crash du vol Rio-Paris / Rio-Paris : vol disparu (Air France 447: Vanished / Vanished)                                   | Vol Air France 447 | 1er juin 2009      | Airbus A330-203                                              | Sondes Pitot gelées, erreur de pilotage                                                    |
| 13 | Le crash du vol Rio-Paris / Rio-Paris : vol disparu (Air France 447: Vanished / Vanished)                                   | Un A330 reliant Rio à Paris décroche au-dessus de l'atlantique à cause d'un cabrage trop important. Les sondes Pitot se retrouvent obstrués par de la glace, et ne peuvent plus fournir de données correctes. Le pilote automatique se désengage automatiquement, et le copilote reprend les commandes. Celui-ci tire par instinct sur le manche pour tenter de remonter. En se cabrant, l'avion ralentit et atteint la vitesse de décrochage. Les pilotes aux commandes ne réagissent pas correctement lorsque l'alarme de décrochage se déclenche. |                    |                                                              |                                                                                            |

### Saison 13 (2013)
| n° | Titre (francophone - Nat. Geo. / France 5) Titre (anglophone)                                           | Référence du vol | Date de l'accident | Type d'appareil                                    | Cause(s) de la catastrophe                                                                                                  |
| -- | --- | --- | ------------------ | -------------------------------------------------- | --- |
| 1  | Dispute mortelle / Colère noire (Fight to the Death / Britain's Worst Air Crash)                        | Vol British European Airways 548 | 18 juin 1972       | Hawker Siddeley Trident                            | Décrochage, erreur de pilotage                                                                                              |
| 1  | Dispute mortelle / Colère noire (Fight to the Death / Britain's Worst Air Crash)                        | Le 18 juin 1972, le vol 548 de la British European Airways s'écrase dans un champ près de Staines alors qu'il était encore en phase de décollage. Les 118 passagers et membres d'équipage sont tués sur le coup. Faute d'enregistreur de conversations dans le cockpit, les enquêteurs comptent sur une reconstitution minutieuse et sur les déclarations des témoins pour déterminer les circonstances de l'accident. Le rapport d'enquête établira qu'un des membres de l'équipage avait rétracté les becs de bord d'attaque par erreur, provoquant la chute du Hawker Siddeley Trident. |                    |                                                    | |
| 2  | Sécurité aérienne défaillante / Menace invisible (Speed Trap)                                           | Vol Hughes Airwest 706 | 6 juin 1971        | Douglas DC-9-31 / McDonnell Douglas F-4 Phantom II | Collision en vol, manque de coordination entre vols civils et militaires                                                    |
| 2  | Sécurité aérienne défaillante / Menace invisible (Speed Trap)                                           | Un DC-9 et un avion de chasse F-4 entrent en collision au-dessus de la Californie. Les 2 appareils s'écrasent. Un seul survivant, le copilote du chasseur qui est parvenu à s'éjecter. Le rapport d'enquête soulignera que le manque de coordination à cette époque entre les vols civils et militaires au-dessus des États-Unis fait partie des causes de l'accident. |                    |                                                    | |
| 3  | Lost in translation / Perte de repères (Lost in translation)                                            | Vol Crossair 498 | 10 janvier 2000    | Saab 340B                                          | Désorientation spatiale, erreur de pilotage                                                                                 |
| 3  | Lost in translation / Perte de repères (Lost in translation)                                            | Un Saab 340 de Crossair s'écrase peu après son décollage de l'aéroport de Zurich, tuant les 10 personnes à bord. Peu après son décollage, l'appareil vire brusquement vers la droite, avant de s'écraser. Le pilote s'est probablement retrouvé en situation de désorientation spatiale du fait qu'il était habitué aux aéronefs soviétiques, qui utilisaient des indicateurs d'assiette différents des modèles occidentaux. |                    |                                                    | |
| 4  | Le fleuve glacé / Crash sur le Potomac (Disaster on the Potomac / Tragedy on the Potomac)               | Vol Air Florida 90 | 13 janvier 1982    | Boeing 737-222                                     | Erreur de pilotage, mauvaises conditions météo                                                                              |
| 4  | Le fleuve glacé / Crash sur le Potomac (Disaster on the Potomac / Tragedy on the Potomac)               | Un Boeing 737 décolle de l'aéroport Reagan National de Washington, mais ne réussit pas à prendre de l'altitude et s'écrase sur le pont d'une autoroute puis tombe dans le fleuve Potomac. La non-activation du système de dégivrage par les pilotes, alors qu'une sévère tempête de neige s'était abattue sur la région, est la cause de cet accident. Les pilotes n'avaient pas l'habitude de voler dans ce genre de météo. L'accident provoquera la mort de 74 occupants de l'avion, et de 4 automobilistes se trouvant sur le pont. 5 occupants de l'avion ont survécu. |                    |                                                    | |
| 5  | Catastrophe dans le Queens / La tragédie du Queens (Disaster Over New York / Queens Catastrophe)        | Vol American Airlines 587 | 12 novembre 2001   | Airbus A300B4-605R                                 | Turbulences de sillage, erreur de pilotage, procédures de formation des pilotes incorrecte, grande sensibilité du palonnier |
| 5  | Catastrophe dans le Queens / La tragédie du Queens (Disaster Over New York / Queens Catastrophe)        | Un Airbus d'American Airlines s'écrase dans le quartier du Queens, quelques minutes après son départ de l'aéroport JFK de New York, faisant 265 morts, dont 5 au sol. Pris dans les turbulences de sillage du vol précédent, le copilote a actionné de façon beaucoup trop brutale et répétée la gouverne de direction, augmentant les efforts sur la dérive, qui a fini par céder. L'enquête du NTSB permettra d'établir que la cause de la réaction excessive du copilote réside dans les procédures de formation d'American Airlines. Le NTSB soulignera aussi la grande sensibilité du palonnier (qui permet d'actionner la gouverne de direction) sur les Airbus A300. |                    |                                                    | |
| 6  | Au cœur de la tempête / Dans l'œil du cyclone (Into the Eye of the Storm)                               | Incident du chasseur de cyclone NOAA42 | 15 septembre 1989  | Lockheed WP-3D Orion                               | Conditions météorologiques extrêmes (ouragan), panne moteur                                                                 |
| 6  | Au cœur de la tempête / Dans l'œil du cyclone (Into the Eye of the Storm)                               | Le 15 septembre 1989, un avion chasseur d'ouragans de la National Oceanic and Atmospheric Administration, chargé d'étudier l'ouragan Hugo au-dessus des Caraïbes, perd un de ses moteurs, qui prend feu pendant qu'il traversait l'ouragan. Les pilotes de l'avion réussissent à s'extraire de l'œil et à atterrir sains et saufs à la Barbade. |                    |                                                    | |
| 7  | Massacre au-dessus de la Méditerranée / Énigme à l'italienne (Massacre Over The Mediterranean)          | Tragédie d'Ustica (Vol Itavia 870) | 27 juin 1980       | Douglas DC-9-15                                    | Tir de missile ou attentat à la bombe                                                                                       |
| 7  | Massacre au-dessus de la Méditerranée / Énigme à l'italienne (Massacre Over The Mediterranean)          | Le 27 juin 1980, le vol Itavia 870 explose au-dessus de la Méditerranée. Il faudra trente ans aux enquêteurs pour déterminer les causes de cette tragédie. |                    |                                                    | |
| 8  | Test Mortel / Test négatif (Imperfect Pitch / Deadly Test)                                              | Vol XL Airways Germany 888T | 27 novembre 2008   | Airbus A320-232                                    | Erreur de maintenance, altitude trop basse pour effectuer un essai                                                          |
| 8  | Test Mortel / Test négatif (Imperfect Pitch / Deadly Test)                                              | Un Airbus A320 de la compagnie XL Airways Germany, devant être remis à la compagnie Air New Zealand s'est abîmé en mer. L'appareil effectuait un vol d'acceptation après des opérations de maintenance, dont la mise aux couleurs de sa nouvelle compagnie. Un des essais devant être effectué consistait à amener l'avion au seuil du décrochage et de laisser faire les systèmes de sécurité. Mais les opérations de nettoyage de l'avion après peinture ont fait rentrer de l'eau dans certaines sondes, eau qui a gelé en altitude, rendant inopérantes les protections de sécurité de l'Airbus. De plus l'équipage n'aurait pas du effectuer ce genre d'essai à basse altitude, justement afin d'avoir une marge de sécurité pour reprendre le contrôle de l'appareil si l'essai se passait mal. |                    |                                                    | |
| 9  | Terreur au Paradis / Cauchemar au Paradis (Terror In Paradise)                                          | Vol Air Moorea 1121 | 9 août 2007        | De Havilland Canada DHC-6 Twin Otter               | Défaillance mécanique, maintenance défaillante                                                                              |
| 9  | Terreur au Paradis / Cauchemar au Paradis (Terror In Paradise)                                          | Un Twin Otter d'Air Moorea s'abîme subitement en mer peu après le décollage. Les investigations du BEA révéleront que l'accident est dû à la rupture du câble de profondeur. L’enquête révélera par ailleurs des manquements dans la maintenance de l'appareil. |                    |                                                    | |
| 10 | Le Titanic du ciel / Un géant en péril (Titanic in the Sky / Qantas 32: Titanic in the Sky / Qantas 32) | Vol Qantas 32 | 4 novembre 2010    | Airbus A380-842                                    | Explosion d'un réacteur |
| 10 | Le Titanic du ciel / Un géant en péril (Titanic in the Sky / Qantas 32: Titanic in the Sky / Qantas 32) | Un Airbus A380 de la compagnie Qantas voit l'un de ses réacteurs exploser en vol. Plusieurs débris perforent l'aile et endommagent de nombreux systèmes de l'appareil, provoquant notamment une fuite de carburant. L'équipage réussit à retourner à l'aéroport de Singapour et procède à un atterrissage d'urgence sur l'aéroport. Aucune victime dans l'appareil, mais deux personnes au sol sont légèrement blessées par des débris provenant de l'explosion du réacteur. |                    |                                                    | |

### Saison 14 (2014)
| n° | Titre (francophone) Titre (anglophone)                                                                                        | Référence du vol | Date de l'accident           | Type d'appareil              | Cause(s) de la catastrophe                                                                 |
| -- | --- | --- | ---------------------------- | ---------------------------- | ------------------------------------------------------------------------------------------ |
| 1  | Panne de moteur (Choosing Sides / Motorway Plane Crash / M1 Plane Crash / Total Engine Failure)                               | Vol British Midland 092 | 8 janvier 1989               | Boeing 737-400               | Panne moteur, erreur de pilotage                                                           |
| 1  | Panne de moteur (Choosing Sides / Motorway Plane Crash / M1 Plane Crash / Total Engine Failure)                               | Le moteur gauche d'un Boeing 737 rencontre un problème et l'équipage décide de le couper, mais l'équipage se trompe et arrête le moteur droit. L’équipage décide de se dérouter vers l'aéroport d'East Midlands sans se rendre compte de son erreur. Pendant la descente, le moteur gauche, malgré ses dommages, arrive à fournir une poussée suffisante. Ce n'est que lors de l'approche finale que l'appareil a besoin de plus de puissance pour se maintenir sur sa trajectoire que les pilotes se rendent compte qu'il y a un problème, mais il est trop tard. Le vol 092 de la British Midland percute un talus près d'une autoroute, faisant 47 victimes. |                              |                              |                                                                                            |
| 2  | Niki Lauda : tragédie dans le ciel / Repousser les limites (Niki Lauda : Testing the Limits / Niki Lauda: Tragedy in the Air) | Vol Lauda Air 004 | 26 mai 1991                  | Boeing 767-300ER             | Défaillance mécanique, défaut de conception                                                |
| 2  | Niki Lauda : tragédie dans le ciel / Repousser les limites (Niki Lauda : Testing the Limits / Niki Lauda: Tragedy in the Air) | Le vol 004 de la compagnie Lauda Air voit l'un de ses inverseurs de poussée se déployer de manière intempestive en plein vol. L'équipage perd le contrôle du Boeing 767, qui se désintègre en vol avant de s'écraser à environ 160 km au nord-ouest de Bangkok. Aucun survivant parmi les 223 occupants de l'appareil. |                              |                              |                                                                                            |
| 3  | Disparition troublante (Vanishing Act)                                                                                        | Vol Varig 254 | 3 septembre 1989             | Boeing 737-241               | Panne de carburant en vol, erreur de navigation                                            |
| 3  | Disparition troublante (Vanishing Act)                                                                                        | Les enquêteurs font face à un mystère déroutant, lorsque le vol 254 de la Varig s'écrase dans la jungle amazonienne, par manque de carburant, à près de 1 126 km de sa destination, tuant 12 personnes. |                              |                              |                                                                                            |
| 4  | Évanouis dans la jungle (Sideswiped)                                                                                          | Vol Copa Airlines 201 | 6 juin 1992                  | Boeing 737-204 Adv           | Instruments défectueux, erreur de pilotage, désorientation spatiale de l'équipage          |
| 4  | Évanouis dans la jungle (Sideswiped)                                                                                          | Les pilotes perdent le contrôle d'un Boeing 737 de Copa Airlines, qui plonge à grande vitesse, se désintègre en plein vol et s'écrase dans la région du Darién, peu après son décollage de l'aéroport international de Tocumen, tuant les 47 personnes à bord. |                              |                              |                                                                                            |
| 5  | Tragédie à Narita (The Final Push / Death at Narita)                                                                          | Vol FedEx Express 14 Vol FedEx Express 80 | 31 juillet 1997 23 mars 2009 | McDonnell Douglas MD-11F     | Erreur de pilotage                                                                         |
| 5  | Tragédie à Narita (The Final Push / Death at Narita)                                                                          | Le vol 80 de FedEx Express, un avion cargo, s’écrase sur la piste de l'aéroport de Narita, au Japon, tuant sur le coup les deux pilotes. Le 31 juillet 1997, un appareil appartenant également à FedEx, assurant le vol 14 FedEx, s'était écrasé dans des circonstances similaires lors de l’atterrissage à l'aéroport de Newark, mais l'équipage s'en était sorti. |                              |                              |                                                                                            |
| 6  | La malédiction Kennedy (The Death Of JFK Jr.)                                                                                 | Accident de l'avion de John F. Kennedy Jr. | 16 juillet 1999              | Piper 32 Saragotta II        | Désorientation spatiale, erreur de pilotage                                                |
| 6  | La malédiction Kennedy (The Death Of JFK Jr.)                                                                                 | Le Piper 32 Saragotta II piloté par John Fitzgerald Kennedy, Jr. s'écrase en mer, tandis qu'il est en approche de l'aéroport de Martha's Vineyard. John Kennedy Jr., son épouse Carolyn et la sœur de cette dernière, Lauren, périssent dans l'accident. |                              |                              |                                                                                            |
| 7  | Le Concorde en flammes (Concorde – Up in Flames)                                                                              | Accident du Concorde (Vol Air France 4590) | 25 juillet 2000              | Concorde                     | Débris sur la piste, éclatement d'un pneu, perforation des réservoirs, incendie sur l'aile |
| 7  | Le Concorde en flammes (Concorde – Up in Flames)                                                                              | Le 25 juillet 2000, le Concorde assurant le vol 4590 d'Air France, à destination de New York, s'écrase deux minutes après le décollage sur un hôtel de Gonesse, tuant les 109 personnes à bord et 4 personnes au sol. |                              |                              |                                                                                            |
| 8  | Carnage en banlieue (Accident or Assassination / Inner City Carnage)                                                          | Crash d'un Learjet 45 à Mexico | 4 novembre 2008              | Learjet 45                   | Turbulence de sillage, pilotes non formés et non homologués, décrochage                    |
| 8  | Carnage en banlieue (Accident or Assassination / Inner City Carnage)                                                          | Un Learjet 45, dans lequel voyage le ministre mexicain de l'Intérieur, Juan Camilo Mouriño, s'écrase dans le quartier des affaires de Mexico ; les neuf occupants de l'appareil sont tués dans l'accident, ainsi que sept personnes au sol |                              |                              |                                                                                            |
| 9  | Le sort s'acharne (No Clear Options / 3rd Time Unlucky)                                                                       | Vol Manx2 7100 | 10 février 2011              | Fairchild SA227-BC Metro III | Erreur de pilotage, mauvaises conditions météo, défaut de maintenance                      |
| 9  | Le sort s'acharne (No Clear Options / 3rd Time Unlucky)                                                                       | Un jour de brouillard sur l'aéroport de Cork, en Irlande, les pilotes du vol 7100 perdent le contrôle de l'appareil, lors d'une tentative de remise de gaz. Six des douze personnes à bord de l'avion sont tuées dans l'accident. |                              |                              |                                                                                            |
| 10 | Drame en arctique (Death in The Arctic / Crash in Canada)                                                                     | Vol First Air 6560 | 20 août 2011                 | Boeing 737-210C              | Conditions météorologiques, erreur de pilotage                                             |
| 10 | Drame en arctique (Death in The Arctic / Crash in Canada)                                                                     | Au Canada, aux abords du Cercle Arctique, un avion percute de plein fouet un flanc de colline aux environs de Resolute Bay, l'un des aéroports les plus isolés de la planète. |                              |                              |                                                                                            |
| 11 | Le mystère du vol 370 Malaysia Airlines (What Happened to MH370? / Malaysian 370: What Happened?)                             | Vol Malaysia Airlines 370 | 8 mars 2014                  | Boeing 777-200ER             | Inconnu                                                                                    |
| 11 | Le mystère du vol 370 Malaysia Airlines (What Happened to MH370? / Malaysian 370: What Happened?)                             | Le vol 370 de Malaysia Airlines disparaît alors qu'il effectuait la liaison Kuala Lumpur-Pékin avec 239 passagers et membres d'équipage à bord. En février 2015, aucune trace de l'appareil n'avait été retrouvée. L'hypothèse d'un crash dans le sud de l'océan Indien est avancée. Note : Pour la première fois, la série diffuse un épisode sur un accident qui n'a pas encore fait l'objet d'une enquête approfondie. Le 29 juillet 2015, un flaperon (Aileron haute-vitesse) est découvert sur la Côte-au-vent de l'île de La Réunion. |                              |                              |                                                                                            |

### Saison 15 (2016)
| n° | Titre (francophone) Titre (anglophone)                                                             | Référence du vol | Date de l'accident | Type d'appareil                          | Cause(s) de la catastrophe                                                                  |
| -- | -------------------------------------------------------------------------------------------------- | --- | ------------------ | ---------------------------------------- | ------------------------------------------------------------------------------------------- |
| 1  | Transmission fatale (Fatal Transmission)                                                           | Catastrophe de Quincy | 19 novembre 1996   | Beechcraft 1900C Beechcraft King Air A90 | Collision au sol, erreur de pilotage, défaut de conception                                  |
| 1  | Transmission fatale (Fatal Transmission)                                                           | Le 19 novembre 1996, le vol 5925 de United Express, assuré par la compagnie Great Lakes Airlines, atterrit à l'aéroport régional de Quincy et percute un King Air privé décollant d'une piste faisant intersection avec la sienne. Les quatorze personnes présentes dans les deux avions sont tuées, mais le NTSB découvre qu'une porte mal conçue est la principale cause de tous ces décès, qui sont pour la plupart consécutifs à l'incendie survenu après la collision.                                              |                    |                                          |                                                                                             |
| 2  | Terreur à San Francisco (Terror in San Francisco)                                                  | Vol Asiana Airlines 214 | 6 juillet 2013     | Boeing 777-200ER                         | Erreur de pilotage, entrainement insuffisant des pilotes sur ce type d'appareil             |
| 2  | Terreur à San Francisco (Terror in San Francisco)                                                  | Un Boeing 777 de la compagnie Asiana Airlines en provenance de Séoul, et à destination de l'aéroport de San Francisco, heurte une digue au seuil de la piste d'atterrissage, puis dérape sur la piste. L'appareil avait une vitesse trop basse, et les pilotes n'en s'en sont pas rendu compte. Quelques secondes avant l'impact, l'alarme de décrochage retentit, mais il est trop tard pour éviter l'accident. L'accident provoquera la mort de trois personnes.                                                       |                    |                                          |                                                                                             |
| 3  | Catastrophe en haute altitude / Le crash d’Amsterdam (High Rise Catastrophe / Amsterdam Air Crash) | Vol El Al 1862 | 4 octobre 1992     | Boeing 747-258F                          | Fatigue du métal, séparation de 2 moteurs en vol                                            |
| 3  | Catastrophe en haute altitude / Le crash d’Amsterdam (High Rise Catastrophe / Amsterdam Air Crash) | Au-dessus de la ville d'Amsterdam aux Pays-Bas, 2 moteurs d'un Boeing 747 cargo d'El Al s'arrachent du fuselage de l'avion en plein vol. Celui-ci s'écrase sur un quartier d'habitations tuant 43 personnes. Il s'agit du pire accident aérien sur le sol des Pays-Bas. L'enquête conclue finalement à un défaut de maintenance au niveau de la compagnie aérienne, ce qui a causé une fatigue du métal qui a conduit à la rupture d'un moteur et des dégâts irréversibles sur l'aile de l'appareil, amenant à sa chute. |                    |                                          |                                                                                             |
| 4  | Livraison Mortelle (Fatal Delivery)                                                                | Vol UPS Airlines 6 | 3 septembre 2010   | Boeing 747-400F                          | Incendie en vol, perte de contrôle                                                          |
| 4  | Livraison Mortelle (Fatal Delivery)                                                                | Alors qu'il vient de décoller de l'aéroport de Dubaï, aux Émirats arabes unis, des piles au lithium mal installées prennent feu et déclenchent un incendie incontrôlable à bord d'un Boeing 747 cargo de la compagnie de courrier UPS. En quelques secondes, l'appareil se remplit de fumée et de flammes, et s'écrase finalement dans le désert, près d'une base aérienne, tuant les 2 pilotes. |                    |                                          |                                                                                             |
| 5  | Mission mortelle (Deadly Mission)                                                                  | Accident du DC-6 des Nations unies à Ndola (Vol Transair Sweden 001) | 18 septembre 1961  | Douglas DC-6B                            | Tir de missile ou erreur de pilotage                                                        |
| 5  | Mission mortelle (Deadly Mission)                                                                  | En 1961, un Douglas DC-6 transportant le secrétaire général de l'ONU, Dag Hammarskjöld, s'écrase dans des conditions mystérieuses près de l'aéroport de Ndola, en actuelle Zambie. Les 16 personnes à bord meurent dans le crash dont Dag Hammarskjöld, alors venu négocier la paix dans cette région sensible de l'Afrique. À ce jour, l'enquête n'a pu déterminer si l'accident était dû à une erreur de pilotage ou à un possible attentat visant cette personnalité publique, très influente à l'époque.             |                    |                                          |                                                                                             |
| 6  | Au bord du désastre (Edge of Disaster)                                                             | Vol Atlantic Airways 670 | 10 octobre 2006    | BAe 146-200                              | Défaillance mécanique                                                                       |
| 6  | Au bord du désastre (Edge of Disaster)                                                             | En octobre 2006, un BAe 146 de la compagnie Atlantic Airways effectue une sortie de piste lors de son atterrissage à l'aéroport de Stavanger, dans le sud de la Norvège. Parmi les 16 passagers, 4 sont tués et 12 sont blessés. L'enquête conclura à un défaut des spoilers, qui ne se sont pas déployés lors de l'atterrissage, ne permettant pas à l'avion de freiner suffisamment rapidement et entrainant la sortie de piste.                                                                                       |                    |                                          |                                                                                             |
| 7  | Retard Mortel (Deadly Delay / Fatal Delay)                                                         | Vol Spanair 5022 | 20 aout 2008       | McDonnell Douglas MD-82                  | Erreur de pilotage, système d'alerte d'une configuration de décollage incorrecte défaillant |
| 7  | Retard Mortel (Deadly Delay / Fatal Delay)                                                         | Le 20 août 2008, le vol 5022 de la compagnie Spanair essaie de décoller de l'aéroport de Madrid-Barajas, mais décroche immédiatement, s'incline sur la droite, puis s'écrase, tuant 154 personnes sur les 172 présentes à bord. L'accident est dû à un manque de rigueur de l'équipage dans la préparation au décollage et notamment la lecture des check-list. Les pilotes ont notamment oublié d'armer les volets. |                    |                                          |                                                                                             |
| 8  | Terrible conclusion (Fatal Focus)                                                                  | Vol Garuda Indonesia 200 | 7 mars 2007        | Boeing 737-400                           | Mauvaise configuration pour l'atterrissage, erreur de pilotage                              |
| 8  | Terrible conclusion (Fatal Focus)                                                                  | Le 7 mars 2007, après un court vol en provenance de Jakarta, la capitale indonésienne, le Boeing 737 du vol 200 de la compagnie Garuda Indonesia atterrit sur la piste de l'aéroport Adisutjipto si fort qu'il rebondit à deux reprises avant de sortir de la piste. Sur les 140 passagers se trouvant à bord, 21 sont tués. L'accident est dû à une mauvaise configuration de l'appareil pour l’atterrissage. |                    |                                          |                                                                                             |
| 9  | Impact explosif (Steep Impact)                                                                     | Vol Atlantic Southeast Airlines 2311 | 5 avril 1991       | Embraer EMB 120                          | Défaut de conception, défaillance mécanique                                                 |
| 9  | Impact explosif (Steep Impact)                                                                     | Le 5 avril 1991, le vol Atlantic Southeast Airlines 2311, en provenance d'Atlanta, plonge soudain vers le sol alors qu'il effectue son approche de l'aéroport de Glynco, tuant les 23 personnes présentes à bord. L'enquête permettra de découvrir un important défaut de conception sur les Embraer EMB 120. |                    |                                          |                                                                                             |
| 10 | Carnage à São Paulo (Carnage in Sao Paulo)                                                         | Vol TAM 402 | 31 octobre 1996    | Fokker F100                              | Défaillance mécanique, erreur de pilotage, manque de formation de l'équipage                |
| 10 | Carnage à São Paulo (Carnage in Sao Paulo)                                                         | Juste après son décollage de l'aéroport de Congonhas à São Paulo, un Fokker F100 de la compagnie brésilienne TAM s'écrase sur des maisons tuant les 95 passagers et membres d'équipage à bord, ainsi que 4 personnes au sol. Les enquêteurs découvriront qu'un inverseur de poussée s'est involontairement déployé après le décollage, et que les pilotes n'ont pas réagit correctement à cette défaillance, entrainant un virage incontrôlable de l'appareil.                                                           |                    |                                          |                                                                                             |

### Saison 16 (2016-2017)
En janvier 2016, Cinéflix annonce que la saison 16 est en cours de production, sa diffusion étant programmée pour les premières semaines de l'année 2017. Les premiers épisodes ont néanmoins été diffusés en juin et juillet 2016. Elle contient 10 épisodes.
| n° | Titre (francophone) Titre (anglophone)                                  | Référence du vol | Date de l'accident | Type d'appareil                | Cause(s) de la catastrophe |
| -- | ----------------------------------------------------------------------- | --- | ------------------ | ------------------------------ | --- |
| 1  | Silence de mort (Deadly Silence)                                        | Accident d'un Learjet 35 dans le Dakota du Sud | 25 octobre 1999    | Learjet 35                     | Hypoxie, défaut de pressurisation et check-list non-conforme                                                                               |
| 1  | Silence de mort (Deadly Silence)                                        | Lorsqu'un avion privé allant d'Orlando jusqu'à Dallas aux États-Unis ne répond plus à aucune communication provenant des contrôleurs aériens, des chasseurs américains tentent alors d'intercepter l'appareil en plein vol. Cependant, personne à bord de l'avion, qui se trouve très loin de son plan de vol initial, ne semble réagir. L'avion s'écrase finalement, faute de carburant, à près de 1 500 kilomètres au nord de sa destination d'origine. L'enquête révélera que les 6 personnes à bord, dont le golfeur Payne Stewart, sont mortes d'hypoxie bien avant que l'avion ne s'écrase mais la cause précise de la décompression de l'appareil n'a pu être déterminée. Les instructions de la check-list d'urgence semble avoir induit les pilotes en erreur sur la manière de gérer la défaillance. |                    |                                | |
| 2  | L'attaque du Pentagone (9/11: The Pentagon Attack)                      | Vol American Airlines 77 | 11 septembre 2001  | Boeing 757-200                 | Détournement d'avion |
| 2  | L'attaque du Pentagone (9/11: The Pentagon Attack)                      | Le 11 septembre 2001, des terroristes font s'écraser plusieurs avions sur les tours du World Trade Center à New York. Quelques centaines de kilomètres plus au sud, à Washington, un autre avion s'écrase sur le symbole militaire des États-Unis, le Pentagone, laissant des centaines de victimes dans le drame. Il s'agit du pire attentat de l'histoire des États-Unis. |                    |                                | |
| 3  | Désastre à Tenerife / La catastrophe de Tenerife (Disaster at Tenerife) | Collision de l'aéroport de Tenerife (Vol KLM 4805 et vol Pan Am 1736) | 27 mars 1977       | Boeing 747-200, Boeing 747-100 | Collision sur piste, erreur de pilotage, manque de visibilité                                                                              |
| 3  | Désastre à Tenerife / La catastrophe de Tenerife (Disaster at Tenerife) | Le 27 mars 1977, sur le petit aéroport de Los Rodeos, sur l'île de Tenerife aux Canaries, 2 Boeing 747 se percutent brutalement dans le brouillard épais de la piste, faisant 583 morts. Les causes de l'accident sont multiples mais l'accumulation d'erreurs de pilotage dû à la météo médiocre et au stress ont participé à provoquer la pire catastrophe aérienne de l'histoire de l'aviation commerciale. |                    |                                | |
| 4  | Un détail crucial (Deadly Detail)                                       | Vol China Airlines 120 | 20 août 2007       | Boeing 737-800                 | Fuite de carburant, incendie après l'arrêt des moteurs, défaut de maintenance                                                              |
| 4  | Un détail crucial (Deadly Detail)                                       | En 2007, alors qu'il vient d'atterrir et de se stationner à l'aéroport de Naha au Japon, un Boeing 737 de China Airlines commence à s'embraser et explose sur l'aire de stationnement. Miraculeusement, aucune personne n'est décédée mais l'avion est totalement détruit. Les enquêteurs découvriront finalement que lorsque les pilotes ont rétracté les becs et les volets après l'atterrissage, un trou a causé une fuite de carburant qui s'est ensuite enflammé après contact avec les parties à haute température du moteur droit. |                    |                                | |
| 5  | Détour mortel (Deadly Detour)                                           | Collision aérienne de Quiberon (Vol Proteus Airlines 706) | 30 juillet 1998    | Beechcraft 1900D Cessna 177    | Collision en vol, erreur humaine |
| 5  | Détour mortel (Deadly Detour)                                           | Lors d'un vol régional entre Lyon et l'aéroport de Lorient en Bretagne, les pilotes d'un Beechcraft 1900D demandent aux contrôleurs aériens à allonger le trajet de l'avion pour faire admirer de magnifiques panoramas des côtes bretonnes et notamment du paquebot France aux passagers. Cependant, le contrôle perd contact avec l'avion peu après. L'enquête du BEA démontrera finalement que les pilotes, peu concentrés sur la navigation, sont rentrés en collision avec un Cessna privé qui effectuait un vol dans les environs. Aucun des deux avions n'a réussi à s'éviter à temps et 15 personnes ont péri dans le drame. |                    |                                | |
| 6  | Approche dangereuse (Dangerous Approach)                                | Vol Trans-Colorado Airlines 2286 | 19 janvier 1988    | Fairchild SA227-AC Metro III   | Descente en dessous de l'altitude de descente, erreurs de pilotage, consommation de cocaïne par le commandant de bord peu avant l'accident |
| 6  | Approche dangereuse (Dangerous Approach)                                | En 1988, un avion de la compagnie Trans-Colorado Airlines s'écrase durant son approche sur l'aéroport de Durango, aux États-Unis, tuant 9 des 17 personnes présentes à bord. Après des mois d'investigations de la part du NTSB, les enquêteurs publient le rapport final qui présente une conclusion qui paraît invraisemblable. En effet, l'enquête pointe du doigt les pilotes, qui ont été incapables de réagir correctement face à la mauvaise pente d'approche de l'avion et de son rapprochement avec le relief, mais surtout l'usage de cocaïne par le commandant de bord quelques heures seulement avant le vol, ce qui a fortement dégradé sa perception et ses prises de décisions durant les moments critiques.                                                                                    |                    |                                | |
| 7  | Meurtre dans les airs / Meurtres dans les airs (Murder in the Skies)    | Crash de l'A320 de Germanwings (Vol Germanwings 9525) | 24 mars 2015       | Airbus A320-211                | Suicide du pilote |
| 7  | Meurtre dans les airs / Meurtres dans les airs (Murder in the Skies)    | Le 24 mars 2015, un Airbus A320 de la compagnie allemande Germanwings reliant Barcelone à Düsseldorf, s'écrase dans les Alpes du sud françaises tuant les 150 personnes à bord. Lorsque les enquêteurs analysent les enregistreurs de vol, sortis des débris de l'avion pulvérisé sur la montagne, ces derniers peinent à réaliser ce qu'ils découvrent. L'écrasement du vol 9525 apparaît comme un acte volontaire du copilote, qui a délibérément conduit l'avion à s'écraser sur la montagne. Après une enquête approfondie du passé du copilote, de nombreux problèmes psychologiques sont décelés et les enquêteurs du BEA découvrent qu'il n'aurait jamais dû se trouver dans un cockpit ce jour-là. |                    |                                | |
| 8  | En eaux troubles (River Runway)                                         | Vol Garuda Indonesia 421 | 16 janvier 2002    | Boeing 737-300                 | Amerrissage à la suite de la perte des deux moteurs                                                                                        |
| 8  | En eaux troubles (River Runway)                                         | En 2002, alors qu'un Boeing 737-300 de la compagnie Garuda Indonesia effectue une liaison régionale, il se retrouve soudain pris dans un violent orage de grêles avec de fortes pluies. Rapidement, les deux moteurs de l'appareil s'étouffent et cessent de fonctionner. L'avion n'a alors plus la possibilité de rejoindre un aéroport et les pilotes doivent trouver un endroit pour se poser le plus vite possible. Finalement, les pilotes effectuent un atterrissage d'urgence sur le fleuve Solo, situé sur l'île de Java, et sauvent ainsi 59 des 60 personnes présentes à bord. |                    |                                | |
| 9  | Solution mortelle (Deadly Solution)                                     | Vol Indonesia AirAsia 8501 | 28 décembre 2014   | Airbus A320-216                | Décrochage de l'appareil à la suite d'une grave erreur de pilotage après une panne électrique, désorientation spatiale du copilote         |
| 9  | Solution mortelle (Deadly Solution)                                     | À la fin de l'année 2014, un Airbus A320 de la compagnie indonésienne AirAsia, s'écrase en mer de Java tuant les 162 personnes à bord. À la suite des premières découvertes des enquêteurs, il apparaît que l'avion a mystérieusement décroché à haute altitude. Après un an d'enquête, le rapport final sur l'écrasement du vol 8501 établit que les pilotes ont été incapables de réagir correctement à une défaillance non critique d'un des systèmes de vol, pourtant connues depuis plusieurs semaines mais non réparée, et ont causé la perte de contrôle de l'avion et son décrochage. |                    |                                | |
| 10 | Cauchemar afghan (Afghan Nightmare)                                     | Vol National Airlines 102 | 29 avril 2013      | Boeing 747-400F                | Décrochage de l'aéronef à la suite du déplacement des charges en soute (section des circuits hydrauliques)                                 |
| 10 | Cauchemar afghan (Afghan Nightmare)                                     | Le 29 avril 2013, un Boeing 747 cargo s'écrase brutalement juste après son décollage de la base aérienne de Bagram en Afghanistan, tuant les 7 personnes présentes à bord. L'avion transportait des cargaisons militaires, notamment des véhicules blindés pour le compte de l'US Air Force. Le NTSB, dans son rapport final, indique que lors du décollage, une partie de la cargaison située à l'arrière de l'appareil s'est détachée de ses fixations à la suite d'une erreur d'arrimage, et a subitement basculé, provoquant la section de certains câbles hydrauliques et un cabrage impossible à corriger pour les pilotes et amenant au décrochage. |                    |                                | |

### Saison 17 (2017)
| n° | Titre (francophone) Titre (anglophone)            | Référence du vol | Date de l'accident | Type d'appareil                | Cause(s) de la catastrophe                                                                                                  |
| -- | ------------------------------------------------- | --- | ------------------ | ------------------------------ | --- |
| 1  | Attitude mortelle (Killer Attitude)               | Vol Northwest Airlink 5719 | 1er décembre 1993  | British Aerospace JetStream 31 | Erreurs de pilotage, manque de coordination de l'équipage et perte de repères                                               |
| 1  | Attitude mortelle (Killer Attitude)               | Le 1er décembre 1993, le vol Northwest Airlink 5719 s'écrase sur une colline alors qu'il approche de l'aéroport régional de Range dans le Minnesota (États-Unis). Les 16 passagers et les 2 membres d'équipage à bord décèdent dans l'accident. Les enquêteurs ont découvert que le commandant de bord était descendu intentionnellement en dessous de l'altitude minimale de descente dû à un non-respect des procédures et un comportement très autoritaire et parfois violent de ce dernier, ayant dissuadé le copilote de faire toute remarque, par peur de l'attitude de son homologue. De nuit, et avec des conditions météorologiques dégradées, l'avion a continué sa descente jusqu'à l'impact.              |                    |                                | |
| 2  | Mythe mortel (Deadly Myth)                        | Vol Comair 3272 | 9 janvier 1997     | Embraer EMB 120                | Perte de contrôle en vol, accumulation de givre sur les ailes                                                               |
| 2  | Mythe mortel (Deadly Myth)                        | Le 9 janvier 1997, le vol Comair 3272 devient incontrôlable et s'écrase en vrille lors de son approche finale sur l'aéroport de Detroit, dans le Michigan. Les 29 passagers et membres d'équipage à bord sont tués dans l'accident. L'enquête conclut que de la glace s'est accumulée sur les ailes de l'avion, entraînant une perte de contrôle. |                    |                                | |
| 3  | Point de rupture (Turning Point)                  | Vol Air China 129 | 15 avril 2002      | Boeing 767-200ER               | Erreur de pilotage, manque de formation des pilotes relative à l'approche à vue                                             |
| 3  | Point de rupture (Turning Point)                  | Le 15 avril 2002, le Boeing 767 du vol Air China 129 s’écrase, par un très mauvais temps, contre le flanc d’une colline alors qu'il s'apprête à atterrir sur l’aéroport international Gimhae de Busan, en Corée du Sud. 129 des 166 passagers et membres d'équipage à bord sont tués dans l'accident. La cause est attribuée à une série d'erreurs commises à la fois par le contrôle aérien et par l'équipage de l'appareil. |                    |                                | |
| 4  | Preuve explosive (Explosive Proof)                | Vol TWA 800 | 17 juillet 1996    | Boeing 747-131                 | Court circuit de la sonde du réservoir central, explosion de ce même réservoir                                              |
| 4  | Preuve explosive (Explosive Proof)                | Le 17 juillet 1996, le Boeing 747 du vol Trans World Airlines (TWA) 800 explose en plein vol et s’écrase dans l’océan Atlantique après son départ de l’aéroport international John F. Kennedy à New-York vers l’aéroport de Paris-Charles de Gaulle. Les 230 passagers et membres d'équipage à bord sont tués. Après plus de quatre ans d'enquête et des dizaines de millions d'euros dépensés, le NTSB détermine que la cause probable de l'accident est l'explosion du réservoir de carburant central dû à un court-circuit externe à ce réservoir, provoquant une étincelle et amenant la destruction de l'appareil en plein vol.                                                                                  |                    |                                | |
| 5  | Un virage fatal (Lethal Turn)                     | Vol Garuda Indonesia 152 | 26 septembre 1997  | Airbus A300B4-220              | Erreur du pilote et du contrôle aérien. Panne de l'avertisseur de proximité du sol (GPWS - Ground Proximity Warning System) |
| 5  | Un virage fatal (Lethal Turn)                     | Le 26 septembre 1997, l'Airbus A300 du vol Garuda Indonesia 152 s'écrase dans une forêt montagneuse juste avant son atterrissage à l'aéroport international Polonia à Medan, dans le nord de Sumatra. Les 234 personnes à bord sont tués dans l'accident. L'enquête a permis de déterminer que l'aéronef avait tourné dans la mauvaise direction lors de l'approche causée par une confusion entre les pilotes et le contrôle aérien. De plus, une mauvaise visibilité en raison de la fumée dégagée par un incendie de forêt masquait le relief. Enfin, l'avertisseur de proximité avec le sol (GPWS), qui aurait pu prévenir la catastrophe, n'a, pour des raisons inconnues, pas fonctionné le jour de l'accident. |                    |                                | |
| 6  | En pleine tempête (Storming Out)                  | Vol USAir 1016 | 2 juillet 1994     | Douglas DC-9-31                | Mauvaise conditions météo (cisaillements de vents, micro-rafales), erreur de pilotage, désorientation spatiale du pilote    |
| 6  | En pleine tempête (Storming Out)                  | Le 2 juillet 1994, le vol USAir 1016 décroche subitement au cours d'un orage et s'écrase dans une zone résidentielle avant son atterrissage à l'aéroport international de Charlotte-Douglas, en Caroline du Nord. 37 victimes sur les 57 passagers sont à déplorer à bord. L’enquête conclut que l’aéronef a subi un cisaillement de vent provoqué par des micro-rafales et ayant entraîné une perte de contrôle de l'avion. De plus, le manque de réactivité de l'équipage face à ces vents très violents ainsi que leur décision de continuer le vol sous une météo fortement dégradée ont également contribué à la catastrophe.                                                                                    |                    |                                | |
| 7  | Crash en direct (Caught On Tape)                  | Vol TransAsia Airways 235 | 4 février 2015     | ATR 72-600                     | Grave erreur du pilote à la suite de l'extinction d'un moteur                                                               |
| 7  | Crash en direct (Caught On Tape)                  | Le 4 février 2015, le vol TransAsia Airways 235 heurte un pont et s'écrase dans la rivière Keelung peu après son décollage de l'aéroport de Taipei Songshan, faisant 43 victimes sur les 58 passagers à bord. Les causes de l'accident sont attribuées à une défaillance du moteur droit et de graves erreurs des pilotes, qui ont éteint, dans la confusion et du fait d'un manque de formation, le mauvais moteur. L'avion, se retrouvant sans propulsion et en plané, a rapidement perdu de la vitesse et de l'altitude, finissant par un décrochage et par la collision avec le sol. |                    |                                | |
| 8  | Terreur au-dessus de l'Égypte (Terror Over Egypt) | Vol Metrojet 9268 | 31 octobre 2015    | Airbus A321-200                | Attentat à la bombe. Attaque revendiquée par l’État islamique                                                               |
| 8  | Terreur au-dessus de l'Égypte (Terror Over Egypt) | Le 31 octobre 2015, le vol Metrojet 9268 explose en plein vol et s'écrase dans la péninsule du Sinaï lors d'un vol de l'aéroport international de Charm el-Cheikh à l'aéroport de Pulkovo, à Saint-Pétersbourg, faisant 224 morts. Les enquêteurs ont conclu qu'une bombe placée par des membres d'un groupe terroriste affilié à l'État islamique avait abattu l'avion. |                    |                                | |
| 9  | Discussions mortelles (Deadly Discussions)        | Vol LAPA 3142 | 31 août 1999       | Boeing 737-204C                | Mauvaise configuration pour le décollage, erreur du pilote, graves négligences de l'équipage avant le décollage             |
| 9  | Discussions mortelles (Deadly Discussions)        | Le 31 août 1999, le Boeing 737 du vol LAPA 3142 ne parvient pas à prendre son envol en décollant de l'aéroport Jorge Newbery de Buenos Aires, et s'écrase après la piste faisant 63 victimes sur les 100 passagers à bord et tuant 2 personnes au sol. L'enquête détermine finalement que les pilotes, distraits par une conversation en dehors des procédures de vol, ont oublié de sortir les volets (flaps) et les becs (slats) de l'appareil, pourtant absolument indispensable pour le décollage. |                    |                                | |
| 10 | L'Avion perdu (The Lost Plane)                    | Vol Thai Airways International 311 | 31 juillet 1992    | Airbus A310-300                | Perte de repères, erreurs du contrôleur aérien, erreurs de pilotage                                                         |
| 10 | L'Avion perdu (The Lost Plane)                    | Le 31 juillet 1992, l'Airbus A310 du vol Thaï Airways 311 s'écrase sur une montagne, par mauvais temps, alors qu'il approche de l'aéroport international Tribhuvan de Katmandou au Népal, tuant les 113 occupants de l'appareil. Dans leur rapport final, les enquêteurs népalais déterminent que l'accident a été causé par des nombreuses erreurs des pilotes et du contrôle aérien amenant une dangereuse déviation de la route d’approche et dirigeant l'appareil tout droit vers les montagnes. |                    |                                | |

### Saison 18 (2018)
| n° | Titre (francophone) Titre (anglophone)         | Référence du vol | Date de l'accident | Type d'appareil      | Cause(s) de la catastrophe |
| -- | ---------------------------------------------- | --- | ------------------ | -------------------- | --- |
| 1  | Les rouages de la catastrophe (Nuts and Bolts) | Vol Emery Worldwide 17 | 16 février 2000    | Douglas DC-8-71(F)   | Blocage et détachement d'une partie de la gouverne de profondeur droite, erreur de maintenance.                                                                                            |
| 1  | Les rouages de la catastrophe (Nuts and Bolts) | Le 16 février 2000, le vol Emery Worldwide 17 s'écrase dans une casse automobile peu après son décollage de l'aéroport de Sacramento, causant la mort des 3 pilotes à bord. Après 3 ans d'enquête, dans son rapport final, le Conseil national de la sécurité des transports (NTSB) détermine que l'accident a été causé par le blocage et le détachement d'une pièce de commande de la gouverne de profondeur droite en raison d’une erreur de maintenance. La déconnexion a été causée par l’incapacité de poser et d’inspecter correctement le boulon de fixation de la gouverne, qui a finalement rompu. |                    |                      | |
| 2  | Emporté par le vent (Blown Away)               | Vol TransAsia Airways 222 | 23 juillet 2014    | ATR 72-500           | Manque de formation des pilotes, intense fatigue du commandant de bord et mauvaises conditions météos.                                                                                     |
| 2  | Emporté par le vent (Blown Away)               | Le 23 juillet 2014, le vol TransAsia Airways 222 s'écrase sur des bâtiments alors qu'il tente d'atterrir à l'aéroport de Magong, à Taïwan, par mauvais temps et par faible visibilité, tuant 48 des 58 personnes à bord. L'enquête a révélé que les pilotes étaient intentionnellement descendus en-dessous de l'altitude minimale de descente, alors pratique courante adoptée par la compagnie aérienne. De plus, l'enquête met en évidence la fatigue intense des pilotes et notamment du commandant de bord, ce qui a perturbé leurs réactions et leurs décisions tout au long de l'approche, amenant à la catastrophe. |                    |                      | |
| 3  | Faille au décollage (Deadly Distraction)       | Vol Delta Air Lines 1141 | 31 août 1988       | Boeing 727-232 Adv   | Mauvaise configuration de l'appareil (volets et becs non sortis), graves négligences de l'équipage, défaillance de l'alarme de configuration au décollage dû à un problème de maintenance. |
| 3  | Faille au décollage (Deadly Distraction)       | Le 31 août 1988, le Boeing 727 du vol Delta Air Lines 1141 s'écrase au-delà de la piste en décollant de l'aéroport international de Dallas-Fort Worth, au Texas, faisant 14 victimes à bord. L'enquête a permis de déterminer que les pilotes ont oublié de sortir les volets (flaps) et les becs (slats) de l'avion dans la configuration de décollage. De plus, le système d'alerte de mauvaise configuration au décollage, qui aurait pu prévenir les pilotes du danger, n'a pas fonctionné le jour de l'accident. |                    |                      | |
| 4  | Zone de guerre en Ukraine (Deadly Airspace)    | Vol Malaysia Airlines 17 | 17 juillet 2014    | Boeing 777-200ER     | Abattu en plein vol par un missile sol-air au-dessus de l'Ukraine |
| 4  | Zone de guerre en Ukraine (Deadly Airspace)    | Le 17 juillet 2014, un Boeing 777 de Malaysia Airlines explose en plein vol et s'écrase en Ukraine lors d'un vol entre Amsterdam et Kuala Lumpur, tuant les 298 personnes à bord. L'enquête permet de conclure qu'un missile sol-air a provoqué l'explosion en vol de l'avion mais n'a pas pu déterminer avec certitude qui étaient les auteurs de l'attentat. |                    |                      | |
| 5  | Test mortel en Indonésie (Deadly Display)      | Accident du Soukhoï SuperJet 100 sur le Salak | 9 mai 2012         | Soukhoï SuperJet 100 | Erreurs de pilotage et du contrôle aérien |
| 5  | Test mortel en Indonésie (Deadly Display)      | Le 9 mai 2012, un Sukhoï Superjet 100 participant à une tournée de démonstration en Indonésie s'écrase sur le mont Salak, dans l'ouest de Java, tuant les 45 personnes à bord. L'enquête a conclu que les pilotes n'étaient pas au courant de la présence de reliefs importants dans la région et ont ignoré les avertissements du système de proximité avec le sol (GPWS). De plus, aucun des pilotes, distraits par une conversion en dehors des procédures de vols, ou du contrôleur aérien, surchargé de travail et peu attentif, n'ont remarqué que l'appareil se dirigeait droit vers la montagne. |                    |                      | |
| 6  | Explosion en orbite (Deadly Mission)           | Accident du VSS Enterprise | 31 octobre 2014    | SpaceShipTwo         | Le mécanisme de queue censé freiner l'avion dans sa descente est déverrouillé lors de l'accélération (erreur humaine).                                                                     |
| 6  | Explosion en orbite (Deadly Mission)           | Le 31 octobre 2014, un véhicule expérimental d'essai de vols spatiaux appelé VSS Enterprise subit une rupture catastrophique en vol et s'écrase dans le désert de Mojave, en Californie, alors qu'il effectuait un vol d'essai. Le copilote meurt dans l'accident et le commandant de bord est gravement blessé. La rupture est due au déverrouillage involontaire par le pilote du mécanisme de queue, normalement utilisé lors de la descente pour ralentir l'appareil, ce qui l'a amené à la limite de sa résistance structurelle et finalement à sa rupture. |                    |                      | |
| 7  | Chute libre (Free Fall)                        | Vol Qantas 72 | 7 octobre 2008     | Airbus A330-300      | Manœuvres non contrôlées, défaillance des systèmes embarqués |
| 7  | Chute libre (Free Fall)                        | Le 7 octobre 2008, l'Airbus A330 du vol Qantas 72, alors en croisière, subit une série de manœuvres brutales et non contrôlées par les pilotes lors d'un vol reliant l'aéroport de Singapour-Changi à l'aéroport de Perth, en Australie. 119 des 315 personnes à bord sont blessées. L’avion atterrit finalement à l’aéroport de Learmonth, à l'ouest de l'Australie. L'enquête n'a pas pu déterminer avec précision l'origine des erreurs. Les défaillances proviendraient du système ADIRU, qui a transmis des données erronées à l'ordinateur de bord. Une mise à jour des logiciels a été réalisée pour empêcher que se reproduise ce type de dysfonctionnement. |                    |                      | |
| 8  | Inclinaison fatale (Deadly Inclination)        | Vol Alitalia 404 | 14 novembre 1990   | Douglas DC-9-32      | Dysfonctionnement du récepteur ILS de l'avion, erreur de pilotage, mauvaise coordination de l'équipage dans le cockpit                                                                     |
| 8  | Inclinaison fatale (Deadly Inclination)        | Le 14 novembre 1990, le vol Alitalia 404 s'écrase dans les bois du mont Stadlerberg, près de Weiach, en Suisse, lors de son approche finale vers l'aéroport de Zurich. Les 46 passagers et membres d'équipage à bord sont tués dans l'accident. Après investigations, les enquêteurs mettent en évidence un court-circuit dans le réseau électrique de l'appareil, causant une défaillance du système de navigation, qui n'a alors pas affiché la bonne altitude et impliquant également la non-activation du système d'avertissement de proximité avec le sol (GPWS) à l'approche du relief. De plus, les enquêteurs pointent du doigt plusieurs erreurs de la part des pilotes, et notamment du commandant de bord, qui a refusé une proposition de remise des gaz, pourtant répétés à plusieurs reprises par son collègue. |                    |                      | |
| 9  | Virage mortel (Deadly Go Round)                | Vol China Airlines 140 | 26 avril 1994      | Airbus A300B4-622R   | Erreur de pilotage, manque de formation de l'équipage |
| 9  | Virage mortel (Deadly Go Round)                | Le 26 avril 1994, l'Airbus A300 du vol China Airlines 140 subit un décrochage à basse altitude et s'écrase juste à côté de la piste alors qu'il approchait de l'aéroport de Nagoya, au Japon, tuant 264 des 271 personnes à bord. Les enquêteurs arrivent à la conclusion que le copilote a accidentellement activé le mode remise des gaz du pilote automatique pendant l'approche, entraînant l'appareil dans un cabrage immédiat. Les deux pilotes n'ont ensuite pas réagi correctement à la situation, leur confusion concernant les systèmes automatisés et de protection de l'Airbus et leur manque évident d'expérience et de formation sur cet appareil ont conduit à la catastrophe. |                    |                      | |
| 10 | Les dangers de l'hiver (Dead Of Winter)        | Vol Continental Airlines 1713 | 15 novembre 1987   | Douglas DC-9-14      | Perte de contrôle à la suite de l'accumulation de glace sur les ailes et erreur de pilotage                                                                                                |
| 10 | Les dangers de l'hiver (Dead Of Winter)        | Le 15 novembre 1987, le vol Continental Airlines 1713 décroche et s'écrase près de la piste peu après son décollage dans une tempête de neige de l'aéroport international Stapleton, à Denver dans le Colorado, tuant 28 personnes. Dans leur rapport final, le NTSB détermine que le DC-9 n'a pas pu prendre son envol à la suite de l'accumulation de glace sur ses ailes. De plus, les enquêteurs accablent les pilotes, et notamment le commandant de bord, qui n'a pas dégivré son avion une seconde fois, après un retard important. Un dépôt de glace a donc eu tout le temps de s'installer avant le départ et le copilote n'a fait qu'aggraver le problème en effectuant un décollage rapide et brutal, ce qui a amené l'avion à s'écraser très rapidement après sa rotation.                                        |                    |                      | |

### Saison 19 (2019)
| n° | Titre (francophone) Titre (anglophone)      | Référence du vol | Date de l'accident | Type d'appareil                                   | Cause(s) de la catastrophe |
| -- | ------------------------------------------- | --- | ------------------ | ------------------------------------------------- | --- |
| 1  | Descente mortelle (Deadly Descent)          | Vol Cathay Pacific 780 | 13 avril 2010      | Airbus A330-300                                   | Panne de moteurs causée par une contamination du carburant |
| 1  | Descente mortelle (Deadly Descent)          | Le 13 avril 2010, l'Airbus A330 du vol Cathay Pacific 780 subit une double panne moteur alors qu'il approche de l'aéroport international de Hong Kong. L'avion effectue un atterrissage d'urgence à une vitesse presque deux fois plus rapide qu'un atterrissage normal. Les 322 personnes à bord sont sauvées. L'analyse de l'avion a démontré que les systèmes d'alimentation en carburant des moteurs ont été contaminés par de fines particules microscopiques. La contamination du carburant, chargé à Surabaya durant une escale, a donc progressivement endommagé les deux moteurs de l'avion, jusqu'à leurs arrêt total. |                    |                                                   | |
| 2  | Course contre la mort (Death Race)          | Accident de la course aérienne de Reno | 16 septembre 2011  | North American P-51 Mustang (The Galloping Ghost) | Erreurs de maintenance, défauts de conception |
| 2  | Course contre la mort (Death Race)          | Le 16 septembre 2011, un avion de combat d'époque nommé The Galloping Ghost s'écrase devant les spectateurs lors d'une course aérienne à Reno, dans le Nevada, tuant le pilote James Leeward, 10 personnes au sol et blessant près de 70 spectateurs. L’accident est dû à l'arrachement du compensateur de l'appareil, en raison d’une erreur de maintenance, qui a entraîné la perte de contrôle de l’avion. En effet, les techniciens de la maintenance ont utilisé plusieurs fois les mêmes boulons, pourtant à usage unique, qui à force, n'assuraient plus la fixation entre le compensateur et l'avion, amenant très vite, du fait de la vitesse importante et des contraintes structurelles énormes dues à la course, à la rupture. |                    |                                                   | |
| 3  | Une approche fatale (Fatal Approach)        | Vol KLM Cityhopper 433 | 4 avril 1994       | Saab 340B                                         | Défaillance des instruments de bord, erreurs de pilotage, formation inadéquate de l'équipage                                                                               |
| 3  | Une approche fatale (Fatal Approach)        | Le 4 avril 1994, le vol KLM Cityhopper 433 s'écrase dans un champ peu avant son atterrissage d'urgence à l'aéroport d'Amsterdam Schiphol, tuant 3 personnes à bord. L’accident est dû à la réaction inappropriée de l’équipage dû à un problème moteur, a priori sans danger immédiat. Les pilotes, ayant positionné le moteur numéro 2 en mode ralenti (idle), se présentent donc pour l'atterrissage avec un seul moteur. Dans leur manque d'attention, ces derniers se retrouvent à une trop faible vitesse pour l'atterrissage et décident de remettre les gaz. Dès lors, le commandant de bord applique la puissance maximale, mais uniquement sur le moteur numéro 1, laissant l'autre sur ralenti. Cette action provoque immédiatement un déséquilibre très important de l'appareil, qui décroche, se retourne, et frappe le sol avec un angle de 80 degrés. |                    |                                                   | |
| 4  | À la frontière (Borderline Tactics)         | Vol American International Airways 808 | 18 août 1993       | Douglas DC-8-61(F)                                | Erreurs de pilotage causées par la fatigue des pilotes |
| 4  | À la frontière (Borderline Tactics)         | Le 18 août 1993, le vol American International Airways 808 s'écrase tout près de la piste lors de son approche finale sur la base navale de la baie de Guantánamo, à Cuba. Les 3 membres d'équipage à bord survivent, mais le DC-8 est, quant à lui, complètement détruit. Les enquêteurs imputent l'accident à la fatigue intense des pilotes, qui ont pris de nombreuses mauvaises décisions tout au long de l'approche. |                    |                                                   | |
| 5  | Chute fatale (Deadly Pitch)                 | Vol Fine Air 101 | 7 août 1997        | Douglas DC-8-61(F)                                | Erreur de centrage du fret à bord |
| 5  | Chute fatale (Deadly Pitch)                 | Le 7 août 1997, le vol Fine Air 101 décroche subitement et s'écrase seulement quelques secondes après son décollage de l'aéroport international de Miami, faisant 4 morts à bord et tuant une personne au sol. Les causes de l’accident sont le chargement inadapté et dangereux de la cargaison, centré trop en arrière de l'appareil, ainsi que l’ajustement et la configuration incorrecte du compensateur par les pilotes. En effet, ces derniers n’ont pas été correctement informés de la répartition de la charge à bord. Après le décollage, l'avion, déséquilibré, a immédiatement pris un fort cabrage, ne laissant aucune chance aux pilotes. |                    |                                                   | |
| 6  | Catastrophe à Bucarest (Fatal Climb)        | Vol TAROM 371 | 31 mars 1995       | Airbus A310-300                                   | Dysfonctionnement de l'automanette et perte de connaissance du commandant de bord                                                                                          |
| 6  | Catastrophe à Bucarest (Fatal Climb)        | Le 31 mars 1995, le vol TAROM 371 s'incline brutalement sur la gauche et s'écrase dans un champ peu de temps après son décollage de l'aéroport de Bucarest-Henri-Coandă, en Roumanie, tuant les 60 personnes à bord. L'accident est dû à un blocage de l'automanette de l'appareil, qui a subitement ramené la puissance du moteur numéro 1 sur ralenti (idle) pendant la montée, entraînant une dissymétrie du vol et amenant l'avion dans un virage fatal. Cependant, ce problème était connu d'Airbus, des compagnies aériennes et des équipes de maintenance, qui n'arrivaient pas à trouver de solutions à ce problème, qui n'arrivait que peu de fois. Fait tragique, également pendant la montée, les enquêteurs pensent que le commandant de bord n'était plus capable de piloter l'avion, victime d'une syncope ou d'un malaise, pour des raisons qui sont difficiles à déterminer, ce qui a amené le copilote à ne plus faire attention à la dangereuse inclinaison de l'appareil.   |                    |                                                   | |
| 7  | Le coupable des Rocheuses (Runway Runoff)   | Vol Continental Airlines 1404 | 20 décembre 2008   | Boeing 737-500                                    | Sortie de piste causée par des vents violents, erreur de pilotage causé par un manque de formation                                                                         |
| 7  | Le coupable des Rocheuses (Runway Runoff)   | Le 20 décembre 2008, le vol Continental Airlines 1404 sort tout à coup de la piste, dérape sur un taxiway et une voie de service et finit sa course dans un ravin lors de son décollage de l’aéroport international de Denver, dans le Colorado. Les 115 passagers et membres d'équipage à bord sont indemnes. La cause probable de la sortie de piste est due au vent intense qui régnait sur l'aéroport au moment du décollage, et qui ont été supérieurs à la capacité de résistance normale de l'avion ainsi qu'à la formation et l'expérience du commandant de bord, qui a arrêté de fournir une pression sur le palonnier droit de l'appareil, ce qui était nécessaire pour maintenir la maîtrise de l'avion dans l'axe de la piste. |                    |                                                   | |
| 8  | Limites fatales (Lethal Limits)             | Vol Aeroflot 821 | 14 septembre 2008  | Boeing 737-500                                    | Désorientation spatiale causée par une erreur du pilote, une gestion médiocre des ressources de l'équipage et le niveau de consommation d'alcool par le commandant de bord |
| 8  | Limites fatales (Lethal Limits)             | Le 14 septembre 2008, le vol Aeroflot 821 s'écrase dans un ravin près d'une ligne de chemin de fer alors qu'il approche de l'aéroport international de Perm en Russie, dans des conditions météorologiques défavorables, tuant les 88 personnes à bord. L'enquête conclut que les pilotes ont subi une désorientation spatiale. De plus, le commandant de bord était sous alcoolémie positive lors de l'accident, ce qui explique les propos confus et incohérents entendus par les enquêteurs sur l'enregistreur phonique (CVR), et ce que confirme une autopsie réalisée sur son corps. L'inexpérience des pilotes sur Boeing 737 ainsi que la consommation d'alcool par le commandant de bord ont joué un énorme rôle dans la catastrophe. |                    |                                                   | |
| 9  | Tragédie footballistique (Football Tragedy) | Vol LaMia 2933 | 28 novembre 2016   | Avro 146-RJ 85                                    | Panne de carburant en vol, mauvaise préparation et gestion du vol, équipage mal formé aux situations d'urgence, multiples erreurs de pilotage                              |
| 9  | Tragédie footballistique (Football Tragedy) | Le 28 novembre 2016, le vol LaMia 2933, transportant l'équipe de football brésilienne de Chapecoense, tombe en panne de carburant et s'écrase contre le flanc d'une montagne alors qu'il attendait pour atterrir à l'aéroport international José María Córdova de Rionegro, en Colombie. 71 des 77 personnes à bord sont tuées. La cause de l'accident est imputable au fait que les pilotes n'ont pas emporté le minimum de carburants réglementaires prévus pour le vol. En effet, la distance totale du trajet était de 2 972 km, soit 10 km de plus que l'autonomie maximale de l'Avro RJ85, qui est de 2 962 km, et 272 km de plus que la distance pour laquelle il est certifié. De plus, les pilotes n'ont pas clairement indiqué leur situation d'urgence, retardant encore plus l'atterrissage de l'appareil. Enfin, pour des raisons inconnues, le CVR (enregistreur phonique) du cockpit a cessé de fonctionner près d'une heure et 40 minutes avant que l'accident ne se produise. |                    |                                                   | |
| 10 | Couru d'avance (Slam Dunk)                  | Vol United Express 6291 | 7 janvier 1994     | British Aerospace Jetstream 41                    | Erreur de pilotage durant l'approche due à une mauvaise formation des pilotes par la compagnie aérienne                                                                    |
| 10 | Couru d'avance (Slam Dunk)                  | Le 7 janvier 1994, le vol United Express 6291 s'écrase à 2 km de la piste lors de son approche finale sur l'aéroport international de Port Columbus à Columbus, dans l'Ohio, après être entré dans un décrochage. Les deux pilotes, l'hôtesse de l'air et deux passagers sont tués dans l'accident. Dans leur rapport final, le NTSB tient l'équipage et la compagnie aérienne pour responsables de l'accident. Les pilotes ont suivi une approche mal préparée et mal exécutée, ont mal réagi à un avertissement de décrochage et ont manqué d’expérience avec les systèmes d’instruments de vol électroniques. |                    |                                                   | |

### Saison 20 (2020)
Dix nouveaux épisodes sont commandés pour la saison 20. Le tournage de la saison dure de mars à fin septembre 2019. Dans le même temps, la série est renouvelée pour une 21e saison.
| n° | Titre (francophone) Titre (anglophone)            | Référence du vol | Date de l'accident | Type d'appareil                     | Cause(s) de la catastrophe |
| -- | ------------------------------------------------- | --- | ------------------ | ----------------------------------- | --- |
| 1  | Crash à Katmandou (Kathmandu Descent)             | Vol Pakistan International Airlines 268 | 28 septembre 1992  | Airbus A300B4-203                   | Erreurs de pilotage, descente en dessous de l'altitude minimale de sécurité, cartes de navigation inadaptées                                |
| 1  | Crash à Katmandou (Kathmandu Descent)             | Le 28 septembre 1992, le vol Pakistan International Airlines 268 s'écrase à flanc de montagne alors qu'il approchait de l'aéroport international Tribhuvan de Katmandou, au Népal, tuant les 167 personnes à bord. Il s’agit de l'accident aérien le plus meurtrier sur le sol népalais. L'enquête conclut à des erreurs de la part des pilotes, notamment leur descente en dessous de l'altitude minimale de sécurité, et ce, à plusieurs reprises lors de l'approche. Le contrôle aérien, qui n'a émis aucun avertissement jusqu'à seulement quelques secondes avant l'impact ainsi que les cartes d'approche fournies par la compagnie, jugées peu claires et inadaptées, font partie des facteurs aggravants de la catastrophe. |                    |                                     | |
| 2  | Angle d'attaque impossible (Impossible Pitch)     | Vol West Air Sweden 294 | 8 janvier 2016     | Bombardier CRJ-200 (F)              | Dysfonctionnement d'instruments de bord, désorientation spatiale et erreurs de pilotage                                                     |
| 2  | Angle d'attaque impossible (Impossible Pitch)     | Le 8 janvier 2016, le vol West Air Sweden 294, un vol cargo, s'écrase en route d'Oslo à Tromsø, en Norvège, après un dysfonctionnement d'une centrale inertielle ayant eu pour conséquence de produire des indications d'assiette erronées, notamment sur l'écran du commandant de bord. Après ce dysfonctionnement, les pilotes ont été incapables de répondre correctement à la panne et ont subi une désorientation spatiale. Ayant perdu leurs repères, les pilotes ont entraîné l'avion dans un piqué fatal. Les deux membres d'équipage ont été tués dans l'accident. |                    |                                     | |
| 3  | Atterrissage explosif (Explosive Touchdown)       | Vol Uni Air 873 | 24 août 1999       | McDonnell Douglas MD-90             | Explosion dans la cabine lors de l'atterrissage, transport de marchandises dangereuses                                                      |
| 3  | Atterrissage explosif (Explosive Touchdown)       | Le 24 août 1999, le vol Uni Air 873 subit une explosion dans un compartiment bagages de la cabine passagers lors de son atterrissage à l'aéroport de Hualien, à Taïwan, entraînant la mort d'un passager. Le feu a contraint l'avion à s'arrêter sur la piste et l'équipage à ordonner une évacuation immédiate, sauvant ainsi 95 des 96 personnes présentes à bord. Les équipes d'urgence ont agi rapidement et éteint l'incendie qui avait consumé la majeure partie du fuselage supérieur. Il sera découvert plus tard que la cause de l'explosion était due au fait qu'un passager transportait à bord des conteneurs d'essence remplis. L'enquête a révélé que les conteneurs d'essence n'étaient probablement pas correctement attachés et que des vapeurs d'essence ont fui avant l'atterrissage. Ces dernières se sont ensuite enflammées lorsqu'une batterie de moto dans un compartiment bagages à proximité a été bousculée, probablement lors de l'atterrissage, déchargeant un arc électrique et provoquant le feu dans l'appareil. |                    |                                     | |
| 4  | Chaos sur la piste (Taxiway Turmoil)              | Collision de l'aéroport de Détroit (Vol Northwest Airlines 1482 et vol Northwest Airlines 299) | 3 décembre 1990    | Boeing 727-251 Adv, Douglas DC-9-14 | Incursion sur piste due à des erreurs humaines                                                                                              |
| 4  | Chaos sur la piste (Taxiway Turmoil)              | Le 3 décembre 1990, deux vols de Northwest Airlines entrent en collision sur une piste de l'aéroport métropolitain de Détroit, dans le Michigan, aux États-Unis, dans des conditions de faible visibilité. Après qu'un Douglas DC-9 est entré par erreur et sans autorisation sur une piste en service, il a été percuté par un Boeing 727 au décollage. 8 personnes ont été tuées dans le DC-9 mais, miraculeusement, 36 passagers de l'avion en sont sortis vivants ainsi que les 154 personnes présentes à bord du 727. |                    |                                     | |
| 5  | Tempête tropicale (Runway Breakup)                | Vol AIRES 8250 | 16 août 2010       | Boeing 737-700                      | Atterrissage de nuit dans des conditions météorologiques difficiles, erreurs de pilotage, perte de repères, manque de formation des pilotes |
| 5  | Tempête tropicale (Runway Breakup)                | Le 16 août 2010, le vol AIRES 8250 s'écrase sur la piste de l'aéroport international Gustavo Rojas Pinilla de San Andrés, une petite île de la Colombie. Lors de l'atterrissage, dans des conditions de mauvais temps, les pilotes ont subitement perdu le contrôle de l'appareil qui s'est écrasé avant la piste de l'aéroport. Miraculeusement, sur les 131 personnes présentes à bord, tous ont survécu à l'écrasement mais une femme et une petite fille sont décédées plus tard des suites de leurs blessures. Près d'un an après l'accident, les enquêteurs ont révélé que les pilotes étaient à l'origine de l'écrasement. En effet, ils ont effectué une approche en dessous de l'altitude minimale de sécurité, croyant être bien plus haut qu'ils ne l'étaient, ils ont percuté le sol avant le seuil de piste, disloquant l'avion en trois morceaux. |                    |                                     | |
| 6  | Descente gelée (Icy Descent)                      | Vol Sol Líneas Aéreas 5428 | 18 mai 2011        | Saab 340A                           | Décrochage dans des conditions de givrage sévères, manque de formation de l'équipage                                                        |
| 6  | Descente gelée (Icy Descent)                      | Le 18 mai 2011, le vol Sol Líneas Aéreas 5428 décroche et s'écrase près de la ville de Los Menucos, dans la province de Río Negro, dans le centre de l'Argentine, tuant les 22 personnes à bord. La cause de l'accident a été attribuée à une importante formation de givre sur les ailes de l'avion. En effet, les dispositifs de dégivrage ont été submergés par l'intensité des conditions givrantes. En plus de cela, les pilotes n'ont pas correctement réagi pour empêcher l'avion de perdre de la vitesse et n'ont pas su correctement récupérer le décrochage de l'appareil. |                    |                                     | |
| 7  | Amerrissage dans l'Atlantique (Atlantic Ditching) | Vol Cougar Helicopters 91 | 12 mars 2009       | Sikorsky S-92A                      | Dysfonctionnement de la boîte de transmission principale menant à une collision avec l'eau                                                  |
| 7  | Amerrissage dans l'Atlantique (Atlantic Ditching) | Le 12 mars 2009, le vol 91 de Cougar Helicopters s'écrase dans l'océan Atlantique près de la côte de l'île de Terre-Neuve alors qu'il effectuait un vol de cabotage vers des dépôts et navires pétroliers. Sur les 18 personnes présentes à bord, 17 sont décédées à la suite de l'accident. La cause principale du l'écrasement a été attribuée à un dysfonctionnement de la boîte de transmission principale de l'hélicoptère, ce qui a provoqué sa perte d'altitude et son écrasement en pleine mer. Le drame aurait été évité si la compagnie avait remplacé à temps trois goujons en titane par trois goujons en acier. |                    |                                     | |
| 8  | Sans crier gare (No Warning)                      | Vol Trigana Air Service 267 | 16 août 2015       | ATR 42-300                          | Déviation non autorisée de la trajectoire de vol lors de l'approche, désactivation du GPWS, erreur de pilotage                              |
| 8  | Sans crier gare (No Warning)                      | Le 16 août 2015, le vol Trigana Air 267 s'écrase à flanc de montagne alors qu'il approchait de sa destination à l'aéroport d'Oksibil, dans la province de Papouasie, en Indonésie. Les 54 occupants de l'avion sont tués. Il s'agit de l'accident le plus meurtrier d'un ATR 42. Les enquêteurs sont finalement arrivés à la conclusion que les pilotes étaient à l'origine de l'accident. En effet, ces derniers se sont écartés de la trajectoire d'approche tout en se rapprochant d'un massif montagneux. Les conditions météorologiques étant souvent imprévisibles dans la région, les pilotes n'ont sûrement pas vu la montagne à cause du brouillard, très présent localement. De plus, la compagnie aérienne a également été critiquée pour la gestion médiocre de sa flotte, ainsi que pour le matériel fourni aux pilotes comme les cartes d'approche, qui étaient erronées. Enfin, le GPWS n'a pas retenti pour avertir les pilotes de l'approche du relief dans les derniers instants du vol car celui-ci avait été déconnecté par les pilotes, pratique courante dans la compagnie à l'époque car il pouvait parfois émettre de fausses alarmes. |                    |                                     | |
| 9  | Un tueur dans le cockpit (Cockpit Killer)         | Vol LAM Mozambique Airlines 470 | 29 novembre 2013   | Embraer 190                         | Acte volontaire du commandant de bord (suicide)                                                                                             |
| 9  | Un tueur dans le cockpit (Cockpit Killer)         | Le 29 novembre 2013, le vol LAM Mozambique Airlines 470 s'écrase dans le parc national de Bwabwata en Namibie alors qu'il se dirigeait vers Luanda, en Angola. L'accident est dû à un acte intentionnel du commandant de bord, qui après s'être retrouvé seul dans le cockpit, a volontairement précipité l'avion vers le sol, tuant les 33 personnes présentes à bord. |                    |                                     | |
| 10 | Équipage tempétueux (Stormy Cockpit)              | Vol Kenya Airways 507 | 5 mai 2007         | Boeing 737-800                      | Erreur de pilotage, désorientation spatiale, manque de gestion des ressources de l'équipage                                                 |
| 10 | Équipage tempétueux (Stormy Cockpit)              | Le 5 mai 2007, le vol Kenya Airways 507 s'écrase en pleine nuit peu après son décollage lors d'une escale à Douala, au Cameroun. Aucun des 114 passagers et membres d'équipage n'a survécu. Au cours de l'enquête qui a suivi, il a été déterminé que les pilotes ont subi une désorientation spatiale. En effet, dans leur rapport final, les enquêteurs reprochent aux pilotes de ne pas avoir respecté des procédures de vol cruciales, de ne pas avoir correctement analysé et vérifié les instruments de bord et de ne pas avoir suffisamment communiqué sur la situation. |                    |                                     | |

### Saison 21 (2021)
Le tournage de la 21e saison commence en février 2020 et devait se terminer fin août. Cependant, en raison de la pandémie de Covid-19, celui-ci est interrompu pendant plusieurs mois. La production des dix nouveaux épisodes reprend son cours début août 2020 et se termine fin janvier 2021,,. Dans le même temps, la série est renouvelée pour une 22e saison.
| n° | Titre (francophone) Titre (anglophone)            | Référence du vol | Date de l'accident | Type d'appareil               | Cause(s) de la catastrophe                                                                                                  |
| -- | ------------------------------------------------- | --- | ------------------ | ----------------------------- | --- |
| 1  | Cauchemar en mer du Nord (North Sea Nightmare)    | Vol Loganair 6780 | 15 décembre 2014   | Saab 2000                     | Impact de foudre lors de l'approche                                                                                         |
| 1  | Cauchemar en mer du Nord (North Sea Nightmare)    | Le 15 décembre 2014, le vol Loganair 6780 est frappé par la foudre lors de son approche sur l'aéroport de Sumburgh en Écosse. Alors que le commandant de bord annule l'approche en raison de conditions météorologiques difficiles, l'avion est frappé par un éclair. Bien que l'impact n'ait provoqué que des dégâts mineurs sur l'avion, il entraîne une confusion chez les pilotes. Tout de suite après l'impact, le commandant effectue des entrées manuelles sur les commandes de vol, ce qui semble avoir été instinctif et basé sur son hypothèse que le pilote automatique s'était déconnecté. Cependant, ce dernier est resté enclenché et les pilotes ont interprété leurs difficultés à prendre le contrôle de l'avion comme un dysfonctionnement des commandes de vol. Le pilote automatique s’est ensuite désengagé en raison d’une défaillance, ce qui a permis aux pilotes de reprendre le contrôle. L'avion chute alors a un taux de descente de 9 500 pieds par minute (2 895 mètres par minute) et commence à remonter avant d'atteindre une hauteur minimale de 1 100 pieds (335 mètres) au-dessus du niveau de la mer. Les pilotes ont été contraints de faire demi-tour et de revenir se poser sur l'aéroport d'Aberdeen, où il avait décollé. Après une heure de vol, l'avion, accompagné de ses trente passagers et trois membres d'équipage, se pose sans encombre. |                    |                               | |
| 2  | Collision meurtrière (Playing Catch Up)           | Vol ExecuFlight 1526 | 10 novembre 2015   | British Aerospace BAe 125     | Erreur de pilotage, fatigue des pilotes, manque d'inspection de la FAA et problèmes d'exploitation de la compagnie aérienne |
| 2  | Collision meurtrière (Playing Catch Up)           | Le 10 novembre 2015, le vol Execuflight 1526 décroche et s'écrase sur un immeuble inoccupé lors de son approche sur l'aéroport international Akron-Fulton dans l'État américain de l'Ohio, tuant les neuf personnes à bord. L'enquête du NTSB détermine que l'accident a été causé par une erreur de pilotage, un manque d'inspection de la FAA, qui n'a pas remarqué le manque de formation de l'équipage, ainsi qu'une maintenance et des opérations de la compagnie inadéquates. De plus, il a été déterminé que les pilotes n'avaient pas suivi une approche stabilisée, ni suivi les check-lists appropriées et avaient enfreint des procédures lors de l'approche. L'avion descendait deux fois plus vite que le taux de descente normal et le commandant de bord n'a pas repris les commandes au copilote lorsque l'avion perdait de la vitesse. Enfin, un ancien employé de la compagnie aérienne a déclaré que le propriétaire de la société lui avait ordonné de mentir aux enquêteurs après l'accident et que les mesures de poids et d'équilibre de l'avion avaient été falsifiées. Par la suite, le NTSB constate que l'avion était en surpoids de plus de 272 kilogrammes au moment de l'accident. |                    |                               | |
| 3  | Décollage tragique (Tragic Takeoff)               | Vol Comair 5191 | 27 août 2006       | Bombardier CRJ-100ER          | Sortie de piste, décollage de la mauvaise piste, erreur de pilotage                                                         |
| 3  | Décollage tragique (Tragic Takeoff)               | Le 27 août 2006, le vol Comair 5191 s'écrase au bout de la piste de l'aéroport de Blue Grass à Lexington dans le Kentucky, tuant quarante-neuf des cinquante personnes à bord et laissant le copilote pour seul survivant. L'avion s'était vu attribuer la piste 22 pour le décollage, mais les pilotes ont utilisé, par erreur, la piste 26. Cette piste était trop courte pour permettre un décollage en toute sécurité et l'avion a dépassé son extrémité avant de pouvoir décoller. L'enquête place finalement la responsabilité de l'accident sur les deux pilotes, qui n'ont pas pris en compte des éléments les informant de leur erreur de piste, qui n'ont pas confirmé leur position et qui ont engagé une conversation personnelle en violation des règles du cockpit stérile. |                    |                               | |
| 4  | Cloué au sol (Grounded: Boeing Max 8)             | Vol Lion Air 610 | 29 octobre 2018    | Boeing 737 Max 8              | Perte de contrôle peu après le décollage, défaut de conception des commandes de vol (MCAS)                                  |
| 4  | Cloué au sol (Grounded: Boeing Max 8)             | Le 29 octobre 2018, le vol Lion Air 610 s'écrase treize minutes après son décollage de Jakarta en Indonésie, tuant les 189 personnes à bord. Il s'agit du premier accident majeur impliquant la nouvelle série d'avions Boeing 737 MAX, introduite en 2017, et le plus meurtrier impliquant le Boeing 737. L'enquête révèle tout d'abord de graves problèmes de commande de vol sur l'avion lors de précédents vols, ainsi que des défaillances sur des instruments de bord et sur les capteurs d'angle d'incidence, liés à un défaut de conception impliquant le Maneuvering Characteristics Augmentation System (MCAS) de la série MAX. Ce dispositif matériel et logiciel est destiné à éviter le décrochage en pilotage manuel en effectuant automatiquement une action de compensation à piquer lorsque ce dernier détecte une situation anormale. L'accident amène à la suspension de vol du Boeing 737 Max entre mars 2019 et fin 2020, notamment à la suite d'un deuxième accident similaire, celui du vol Ethiopian Airlines 302, le 10 mars 2019. L'enquête met finalement en cause le MCAS comme étant la principale cause de l'accident, tandis qu'un capteur défectueux, une maintenance inadéquate, un manque de formation des pilotes et une absence de prise en compte des problèmes antérieurs avec le même avion sont tous des facteurs contributifs.                     |                    |                               | |
| 5  | Catastrophe en cabine (Cabin Catastrophe)         | Vol Southwest Airlines 1380 | 17 avril 2018      | Boeing 737-700                | Panne moteur, décompression accidentelle, fatigue du métal                                                                  |
| 5  | Catastrophe en cabine (Cabin Catastrophe)         | Le 17 avril 2018, le vol Southwest Airlines 1380 subit une panne du moteur gauche en plein vol alors qu'il s'apprête à atteindre son altitude de croisière. Le capot du moteur se brise et des fragments endommage le fuselage, provoquant une dépressurisation rapide de l'avion après avoir endommagé un hublot. L'équipage effectue une descente d'urgence et se déroute vers l'aéroport international de Philadelphie. Une passagère est partiellement éjectée de l'avion et décède des suites de ses blessures. Huit autres passagers sont légèrement blessés et l'avion est considérablement endommagé. L'enquête détermine qu'une fissure de fatigue au sein du moteur, à un endroit critique pour son intégrité structurelle, a provoqué l'explosion du moteur en plein vol. |                    |                               | |
| 6  | Défaillance à Katmandou (Meltdown Over Kathmandu) | Vol US-Bangla Airlines 211 | 12 mars 2018       | Bombardier Dash 8-Q400        | Approche non stabilisée, erreur de pilotage, perte de repères et graves négligence du commandant de bord                    |
| 6  | Défaillance à Katmandou (Meltdown Over Kathmandu) | Le 12 mars 2018, le vol US-Bangla Airlines 211 sort de la piste et s'écrase lors de son atterrissage à l'aéroport international Tribhuvan de Katmandou au Népal, tuant 51 des 71 personnes à bord. L'avion prend feu et les vingt passagers survivants sont grièvement blessés par l'impact et l'incendie. La cause probable de l'accident a été déterminée comme étant la perte de repère des pilotes et une perte de conscience de la situation de la part de l'équipage du cockpit, résultant d'un stress important et du manque de sommeil, notamment du commandant de bord, qui a engagé des conversations personnelles, allant même jusqu'à pleurer à plusieurs reprises durant le vol sur les risques de perte de son emploi en raison de relations extraconjugales. L'officier pilote de ligne, première femme copilote de la compagnie, semblait selon l'enregistreur phonique, peu intéressée par les discussions du commandant puisqu'elle était relativement peu expérimentée et qu'il s'agissait de son premier vol vers Katmandou. |                    |                               | |
| 7  | Mission catastrophe (Mission Disaster)            | Incident d'un KC-135 Stratotanker de l'US Air Force | 6 février 1991     | Boeing KC-135 Stratotanker    | Fortes turbulences de sillage, détachement des deux moteurs gauches en plein vol                                            |
| 7  | Mission catastrophe (Mission Disaster)            | Le 6 février 1991, lors de l'opération Tempête du désert au cours de la guerre du Golfe, un Boeing KC-135 Sratotanker, un avion ravitailleur appartenant à l'US Air Force, subit en plein vol, après son décollage de Djeddah en Arabie saoudite, de fortes turbulences de sillage émanant d'un autre avion ravitailleur, qui lui arrachent les deux moteurs de l'aile gauche, entrainant de graves problèmes de contrôle avec un avion à pleine charge. Les pilotes réussissent finalement à faire atterrir l'avion en toute sécurité. |                    |                               | |
| 8  | Pilotes à la dérive (Caught in a Jam)             | Vol Ansett New Zealand 703 | 9 juin 1995        | De Havilland Canada DHC-8-100 | Erreur de pilotage, dysfonctionnement du GPWS, problème de train d'atterrissage                                             |
| 8  | Pilotes à la dérive (Caught in a Jam)             | Le 9 juin 1995, le vol Ansett New Zealand 703 s'écrase sur un massif montagneux des monts Tararua en Nouvelle-Zélande, lors d'une approche aux instruments par mauvais temps, tuant quatre des vingt-et-une personnes à bord. Durant l'approche, le train d'atterrissage droit ne s'est pas complètement déployé, et le copilote a commencé à le sortir manuellement à l'aide d'une pompe hydraulique. Les causes de l'accident ont été déterminées comme étant que le commandant de bord ne s'est pas assuré que l'avion avait intercepté et maintenu le profil d'approche ; sa persévérance dans sa décision d'abaisser le train d'atterrissage sans interrompre l'approche aux instruments ; sa distraction de la tâche principale de piloter l'avion en toute sécurité pendant les efforts du copilote pour corriger un dysfonctionnement du train d'atterrissage ; le copilote qui n'a pas exécuté une procédure du manuel de vol dans le bon ordre ; et la brièveté de l'alerte du système avertisseur de proximité avec le sol (GPWS), qui, pour une raison indéterminée, a émis une alarme seulement quatre secondes avant l'impact alors qu'il aurait dû sonner dix-sept secondes plus tôt, ne laissant plus aucune chance aux pilotes d'éviter la collision avec le relief. |                    |                               | |
| 9  | Atterrissage imminent (Seconds From Touchdown)    | Vol Propair 420 | 18 juin 1998       | Fairchild Metroliner SA226    | Incendie en vol, défaillance structurelle, surchauffe des freins gauches lors du décollage                                  |
| 9  | Atterrissage imminent (Seconds From Touchdown)    | Le 18 juin 1998, le vol Propair 420 subit un incendie en vol peu de temps après son décollage de l'aéroport de Dorval à Montréal au Canada. Les pilotes effectuent un atterrissage d'urgence sur l'aéroport international Montréal-Mirabel mais la chaleur intense de l'incendie provoque une défaillance structurelle de l'aile gauche lors de l'atterrissage et l'avion s'écrase, tuant les onze passagers et membres d'équipage à bord. L'enquête révèle que les freins gauches de l'avion ont surchauffé pendant le décollage, provoquant à l'intérieur du logement du train d'atterrissage un incendie qui a détruit les systèmes d'avertissement, empêchant l'équipage de réaliser la gravité de la situation. Le feu s'est étendu à des conduites hydrauliques puis a progressé vers l'aile gauche, qui a finalement rompu avant l'atterrissage. |                    |                               | |
| 10 | Livraison fatale (Deadly Delivery)                | Vol UPS Airlines 1354 | 14 août 2013       | Airbus A300F4-622R            | Erreur de pilotage, approche non stabilisée, fatigue des pilotes                                                            |
| 10 | Livraison fatale (Deadly Delivery)                | Le 14 août 2013, le vol cargo UPS Airlines 1354 s'écrase lors de son approche sur l'aéroport de Birmingham dans l'État américain de l'Alabama, tuant les seules personnes à bord, les deux pilotes. Ces derniers sont descendus sous l'altitude minimale de descente alors que la piste n'était pas encore en vue, entraînant une collision avec le relief à environ un kilomètre du seuil de piste. L'enquête a démontré que les pilotes n'ont pas surveillé correctement leur altitude et ont manqué de communication lorsqu'il est devenu évident que l'avion n'était pas sur la bonne pente de descente ; elle a également mis en évidence le manque de performance des deux pilotes durant le vol, probablement dues à des facteurs comprenant la fatigue, la distraction ou la confusion, la gestion inefficace des heures de repos, tout cela étant similaires avec les lacunes de performance manifestées pendant leur formation. |                    |                               | |

### Saison 22 (2022)
Le tournage des dix épisodes de la 22e saison commence en mars 2021 et se termine début octobre,.
| n° | Titre (francophone) Titre (anglophone)        | Référence du vol | Date de l'accident | Type d'appareil                | Cause(s) de la catastrophe                                                                                            |
| -- | --------------------------------------------- | --- | ------------------ | ------------------------------ | --- |
| 1  | Circuit d'attente (Holding Pattern)           | Vol Flydubai 981 | 19 mars 2016       | Boeing 737-800                 | Erreur de pilotage, désorientation spatiale                                                                           |
| 1  | Circuit d'attente (Holding Pattern)           | Le 19 mars 2016, le vol Flydubai 981 entame une descente rapide et s'écrase sur une piste de l'aéroport de Rostov-sur-le-Don, en Russie, après avoir interrompu sa deuxième tentative d'atterrissage dans de mauvaises conditions météorologiques. Les 55 passagers et sept membres d'équipage à bord sont tués. L'accident a été causé par une configuration incorrecte de l'avion lors de la procédure de remise de gaz, provoqué par des erreurs de pilotage, notamment une perte de conscience de la situation et une désorientation spatiale du commandant de bord. |                    |                                | |
| 2  | Péril sur Faro (Peril Over Portugal)          | Vol Martinair 495 | 21 décembre 1992   | McDonnell Douglas DC-10-30CF   | Cisaillement de vent, rafale descendante, erreur de pilotage, erreur du contrôle aérien                               |
| 2  | Péril sur Faro (Peril Over Portugal)          | Le 21 décembre 1992, le vol Martinair 495 s'écrase sur la piste alors qu'il tente d'atterrir à l'aéroport de Faro, au Portugal, dans des conditions météorologiques très mauvaises, tuant 56 des 340 personnes à bord. L'enquête révèle que cet accident a été causé par un cisaillement de vent induit par des rafales descendantes, le tout aggravé par des erreurs de pilotage et la transmission d'informations incorrectes par le contrôle aérien lors de l'approche. |                    |                                | |
| 3  | Bombardier à terre (Stealth Bomber Down)      | Accident d'un B-2 de l'US Air Force à Guam | 23 février 2008    | Northrop B-2 Spirit            | Décrochage au décollage, défaut de capteurs                                                                           |
| 3  | Bombardier à terre (Stealth Bomber Down)      | Le 23 février 2008, un bombardier furtif de l'US Air Force nommé Spirit of Kansas entre dans un décrochage et s'écrase sur la piste quelques instants après son décollage de la base aérienne d'Andersen à Guam. Les deux pilotes réussissent à s'éjecter de l'avion et s'en sortent indemnes. Première perte d'un Northrop B-2 Spirit, il s'agit de l'accident aérien le plus coûteux de l'histoire, avec des dégâts estimés à 1,4 milliard de dollars américains. L'enquête révèle que trois capteurs de pression situés sur le fuselage ont cessé de fonctionner, entraînant les ordinateurs de vol à calculer un angle d'attaque et une vitesse inexacte pour le décollage. La présence d'humidité dans les capteurs a conduit l'avion à décoller de douze nœuds (22 km/h) plus lentement que la normale. Après que les roues se soient soulevées de la piste, un angle d'attaque négatif incorrectement détecté provoque la commande soudaine d'un mouvement de tangage de trente degrés vers le haut. La combinaison d'une vitesse de décollage lente et de l'angle d'attaque extrême a entraîné un décrochage, un mouvement de lacet et une descente irrécupérable. |                    |                                | |
| 4  | Double problème (Double Trouble)              | Vol Trans-Air Service 671 | 31 mars 1992       | Boeing 707-321C                | Séparation de deux moteurs en vol, fatigue du métal                                                                   |
| 4  | Double problème (Double Trouble)              | Le 31 mars 1992, le vol Trans-Air Service 671 subit une séparation en vol de ses deux moteurs droits alors qu'il se dirige de Luxembourg vers Kano, au Nigeria, obligeant les pilotes à effectuer un atterrissage d'urgence sur la base aérienne d'Istres-Le Tubé en France. L'avion subit des dommages irréparables en raison d'un incendie sur l'aile droite à l'atterrissage mais ses cinq occupants ont survécu. L'enquête révèle que le moteur numéro trois s'est détaché en raison d'une fatigue du métal dans le pylône qui le retenait à l'aile. La fissure s'est progressivement agrandie dans le temps jusqu'à la rupture du moteur qui, dans sa chute, heurte le moteur numéro quatre, provoquant également sa séparation. |                    |                                | |
| 5  | Chute dans le Pacifique (Pacific Plunge)      | Vol Alaska Airlines 261 | 31 janvier 2000    | McDonnell Douglas MD-83        | Panne du stabilisateur horizontal, erreur de maintenance                                                              |
| 5  | Chute dans le Pacifique (Pacific Plunge)      | Le 31 janvier 2000, le compensateur du stabilisateur horizontal du vol Alaska Airlines 261 se bloque puis se brise lors d'un vol reliant Puerto Vallarta, au Mexique, à San Francisco, aux États-Unis. L'avion se retourne et entre dans un piqué irrécupérable, s'écrasant dans l'océan Pacifique au large de Los Angeles. Les 88 passagers et membres d'équipage à bord sont tués. L'enquête du Conseil national de la sécurité des transports américain (NTSB) détermine qu'un entretien inadéquat de l'avion a entraîné une usure excessive et une défaillance de l'un des systèmes de commandes de vol. Cette dernière a été causée par une lubrification insuffisante par Alaska Airlines, pour des raisons d'économies budgétaires, de l'ensemble du vérin, ce qui a provoqué le retournement de l'avion en plein vol. Remarque : Cet accident est également traité dans le cinquième épisode de la première saison, nommé « Plongeon mortel ». |                    |                                | |
| 6  | Danger sur le Michigan (Terror Over Michigan) | Vol TWA 841 | 4 avril 1979       | Boeing 727-31                  | Descente incontrôlée, erreur de pilotage                                                                              |
| 6  | Danger sur le Michigan (Terror Over Michigan) | Le 4 avril 1979, le vol Trans World Airlines 841 entame subitement une plongée en spirale alors qu'il se trouve en phase de croisière au-dessus du Michigan, aux États-Unis. Les pilotes réussissent à reprendre le contrôle et effectuent un atterrissage d'urgence à Détroit, sans faire de victimes. La descente brutale a été causée par la rupture d'un bec de bord d'attaque en plein vol. Les enquêteurs découvrent que certains pilotes de Boeing 727 avaient la mauvaise habitude de déployer les volets, conçus pour être uniquement utilisés à des vitesses faibles lors des décollages et atterrissages, à un angle de 2° pendant les phases de vol de croisière à haute altitude et tiraient en même temps les disjoncteurs des becs afin de les empêcher de se déployer. Une idée reçue voulait que cette configuration improvisée produise une portance plus importante sans toutefois produire plus de traînée, permettant d'atteindre des altitudes plus élevées et ainsi de diminuer la consommation de carburant. Lorsque la rétraction des volets fut commandée après de fortes vibrations de l'appareil, le bec n°7 ne parvint pas à se rétracter, causant un mouvement de roulis incontrôlable vers la droite. De plus, les enquêteurs découvrent que l'enregistreur phonique (CVR) de l'avion a été effacé par le commandant de bord à la fin du vol, action qu'il a qualifiée d'habituelle, le NTSB déclarant à ce sujet qu'il éprouve « des difficultés à accepter le fait que l'habitude présumée du commandant à effacer de façon routinière le CVR après chaque vol n'ait pu être retenue après un vol au cours duquel un désastre n'avait été évité que de justesse ». |                    |                                | |
| 7  | Terreur en trois actes (Tree Strike Terror)   | Vol American Airlines 1572 | 12 novembre 1995   | McDonnell Douglas MD-83        | Collision avec des arbres, atterrissage d'urgence, erreur de pilotage, non-respect de l'altitude minimale de sécurité |
| 7  | Terreur en trois actes (Tree Strike Terror)   | Le 12 novembre 1995, le vol American Airlines 1572 percute la cime des arbres le long de la crête de la Peak Mountain puis remonte brièvement avant de perdre ses deux moteurs juste avant son atterrissage à l'aéroport international Bradley de Hartford dans le Connecticut. Les pilotes parviennent de justesse à effectuer un atterrissage d'urgence, sauvant la vie des 78 personnes à bord. L'enquête cite plusieurs causes à l'incident. Elle reproche d'abord à la Federal Aviation Administration (FAA) d'avoir conçu l'approche de la piste sans tenir compte de la ligne de crête. Cependant, elle cite une erreur de pilotage comme principale cause en raison de l'échec des pilotes à stabiliser l'approche. L'absence de communication de la tour de contrôle quant à la mise à jour du calage altimétrique est également cité comme facteur contributif. Alors que les turbulences, les fortes pluies et le cisaillement de vent affectaient l'avion, les pilotes ont continué à le laisser descendre alors qu'ils cherchaient l'aéroport, ne remarquant que trop tard qu'ils volaient en dessous de l'altitude minimale de sécurité et que l'avion se rapprochait du sol. Malgré avoir percuté des arbres, les pilotes reprennent très rapidement le contrôle de l'avion en effectuant une remise de gaz, gagnant juste assez d'altitude avant la perte des deux moteurs pour effectuer un atterrissage d'urgence sur la piste de l'aéroport. |                    |                                | |
| 8  | Dans le noir complet (Pitch Black)            | Vol Air Illinois 710 | 11 octobre 1983    | Hawker Siddeley HS.748         | Panne électrique, erreur de pilotage                                                                                  |
| 8  | Dans le noir complet (Pitch Black)            | Le 11 octobre 1983, le vol Air Illinois 710 s'écrase près de Pinckneyville, dans l'Illinois, en raison d'une mauvaise gestion par l'équipage d'un problème électrique, tuant les dix personnes à bord. Une dizaine de minutes après le décollage, le copilote signale au commandant de bord que le générateur électrique gauche a cessé de fonctionner et que celui de droite allait bientôt s'arrêter à son tour. Toutefois, le commandant décide de continuer le vol vers l'aéroport de destination. L'équipage éteint la lumière dans la cabine, mais ne réussit pas à réduire la charge électrique globale de la batterie, qui s'épuise finalement, entraînant la défaillance des instruments de vol et des radios. L'avion descend lentement dans une zone rurale vallonnée puis s'écrase au sol. Les enquêteurs déterminent que la cause de l'accident réside dans la décision du commandant de bord de poursuivre le vol vers l'aéroport de destination après la perte de l'alimentation électrique des deux générateurs et à l'incapacité des pilotes à faire face aux dysfonctionnements électriques de l'avion. L'enquête a révélé que le commandant de bord n'écoutait pas les commentaires du copilote, était très pressé de retourner à sa destination et avait l'habitude d'enfreindre les règles de sécurité afin d'arriver à l'heure, allant même jusqu'à désactiver les dispositifs de sécurité afin d'augmenter la vitesse de l'avion au-delà des limites. |                    |                                | |
| 9  | Turbo défaillant (Turboprop Terror)           | Vol Flagship Airlines 3379 | 13 décembre 1994   | British Aerospace Jetstream 32 | Perte de contrôle, erreur de pilotage, graves négligences du commandant de bord                                       |
| 9  | Turbo défaillant (Turboprop Terror)           | Le 13 décembre 1994, le vol Flagship Airlines 3379 s'écrase après avoir exécuté une approche interrompue à l'aéroport international de Raleigh-Durham, en Caroline du Nord, tuant quinze personnes et laissant cinq survivants grièvement blessés. L'accident a été imputé au commandant de bord, qui a mal interprété un voyant d'alerte lors de la phase d'atterrissage, pensant qu'un moteur était tombé en panne. Les pilotes ont laissé la vitesse de l'avion diminuer jusqu'à ce qu'il entre dans un décrochage aérodynamique, puis heurte des arbres et s'écrase près de l'aéroport. Les pilotes n'ont pas suivi les procédures adéquates pour la remise des gaz et la sortie de décrochage. La compagnie aérienne a été accusée de ne pas avoir identifié, surveillé et corrigé les lacunes dans les performances et la formation du commandant de bord, qui avait pourtant accumulé un dossier médiocre au cours de sa carrière. |                    |                                | |
| 10 | La mort d'une légende (Loss of a Legend)      | Accident de l'hélicoptère de Kobe Bryant | 26 janvier 2020    | Sikorsky S-76B                 | Erreur de pilotage, désorientation spatiale                                                                           |
| 10 | La mort d'une légende (Loss of a Legend)      | Le 26 janvier 2020, un hélicoptère transportant le basketteur Kobe Bryant, sa fille Gianna et sept autres personnes s'écrase sur un terrain vallonné près de Calabasas, en Californie, tuant les neuf personnes à bord. L'enquête révèle que le pilote a enfreint les règles de vol à vue en pénétrant dans des nuages épais, ce qui a entraîné une désorientation spatiale et finalement une collision avec le relief. |                    |                                | |

### Saison 23 (2023)
| n° | Titre (francophone) Titre (anglophone)                   | Référence du vol | Date de l'accident | Type d'appareil                  | Cause(s) de la catastrophe                                                                    |
| -- | -------------------------------------------------------- | --- | ------------------ | -------------------------------- | --------------------------------------------------------------------------------------------- |
| 1  | Échange fatal (Deadly Exchange)                          | Vol Corporate Airlines 5966 | 19 octobre 2004    | British Aerospace Jetstream 32   | Erreur de pilotage, fatigue des pilotes                                                       |
| 1  | Échange fatal (Deadly Exchange)                          | Le 19 octobre 2004, le vol Corporate Airlines 5966 s'écrase lors de son approche sur l'aéroport régional de Kirksville, dans le Missouri, aux États-Unis, tuant treize des quinze personnes à bord. Les pilotes sont descendus sous l'altitude minimale de sécurité jusqu'à l'impact avec des arbres. Ces derniers n'ont pas suivi les procédures adéquates pour l'approche de l'avion sur l'aéroport en raison notamment de leur fatigue ainsi que d'un manque d'attention et de professionnalisme. |                    |                                  |                                                                                               |
| 2  | Erreurs en série (Mixed Signals)                         | Vol Independent Air 1851 | 8 février 1989     | Boeing 707-331B                  | Erreur de pilotage, négligences des pilotes, erreurs du contrôle aérien                       |
| 2  | Erreurs en série (Mixed Signals)                         | Le 8 février 1989, le vol Independent Air 1851 s'écrase lors de son approche sur l'aéroport de Santa Maria, aux Açores, tuant les 144 personnes à bord. Il s'agit de l'accident aérien le plus meurtrier de l'histoire du Portugal. L'enquête conclut que les pilotes n'ont pas respecté les procédures d'approche, conduisant à une descente sous l'altitude minimale de sécurité dans un secteur très vallonné. La mauvaise communication avec le contrôleur aérien, le manque de formation des pilotes, ainsi que leur manque de concentration pendant le vol ont tous contribué à l'accident. |                    |                                  |                                                                                               |
| 3  | Point de pression (Pressure Point)                       | Vol Japan Airlines 123 | 12 août 1985       | Boeing 747 SR                    | Rupture de l'empennage, décompression explosive, erreur de maintenance                        |
| 3  | Point de pression (Pressure Point)                       | Le 12 août 1985, l'empennage du vol 123 de Japan Airlines se rompt en plein vol, sectionnant notamment les quatre systèmes hydrauliques de l'avion. Les pilotes parviennent difficilement à contrôler l'appareil pendant plus de trente minutes avant que celui-ci ne s'écrase sur le mont Takamagahara, à près de cent kilomètres au nord-ouest de Tokyo. Avec 520 des 524 personnes à bord décédées, il s'agit de la pire catastrophe aérienne de l'histoire impliquant un seul appareil. L'enquête révèle que l'accident a été causé par une réparation défectueuse de la cloison de pressurisation arrière après un toucher de queue (tailstrike) survenu plusieurs années auparavant. Au fil du temps, des fissures se propagent progressivement à l'arrière de l'avion jusqu'à la rupture finale de l'empennage près de sept années plus tard. Remarque : Cet accident est également traité dans le troisième épisode de la troisième saison, nommé « Hors de contrôle ». |                    |                                  |                                                                                               |
| 4  | Perte de puissance (Power Play)                          | Vol Airlines PNG 1600 | 13 octobre 2011    | De Havilland Canada DHC-8-100    | Survitesse des hélices en vol, défaut de conception des commandes de vol, erreur de pilotage  |
| 4  | Perte de puissance (Power Play)                          | Le 13 octobre 2011, le vol Airlines PNG 1600 s'écrase dans une région boisée du nord-est de la Papouasie-Nouvelle-Guinée après avoir perdu toute la puissance de ses moteurs, tuant vingt-huit des trente-deux personnes à bord. Il s'agit de l'accident aérien le plus meurtrier survenu en Papouasie-Nouvelle-Guinée. L'enquête révèle que les pilotes ont provoqué une survitesse des deux hélices en plaçant par inadvertance les manettes de puissance des moteurs en dessous de la position la plus basse autorisée en vol, ce qui a entraîné une perte complète de puissance moteur. |                    |                                  |                                                                                               |
| 5  | Catastrophe évitée / Contrôle zéro (Control Catastrophe) | Vol Air Astana 1388 | 11 novembre 2018   | Embraer 190                      | Problèmes de contrôle en vol, erreur de maintenance                                           |
| 5  | Catastrophe évitée / Contrôle zéro (Control Catastrophe) | Le 11 novembre 2018, le vol Air Astana 1388 subit, peu de temps après son décollage d'une base aérienne près de Lisbonne, au Portugal, de graves problèmes de contrôle. À plusieurs reprises, les pilotes perdent totalement le contrôle de l'avion, qui se retourne et plonge brusquement. Malgré la difficulté des pilotes à contrôler l'appareil, ils parviennent à atterrir sur la base aérienne de Beja, à environ 130 kilomètres au sud-est de Lisbonne, escorté par deux F-16 de la Force aérienne portugaise et après plus d'une heure et demie de vol, sauvant ainsi la vie des six personnes à bord. Au cours du vol, l'avion subit des dégâts irréparables puis est par la suite retiré du service. L'enquête révèle que les câbles des ailerons avaient été mal installés, provoquant une inversion des commandes. L'enquête reproche au constructeur de l'avion des instructions de maintenance peu claires, aux autorités de supervision un manque de surveillance de l'équipe de maintenance, qui n'avait pas les compétences nécessaires pour effectuer certaines opérations, ainsi qu'aux pilotes de ne pas avoir remarqué la défaillance lors de la visite avant vol. |                    |                                  |                                                                                               |
| 6  | Chaos en cabine (Cockpit Catastrophe)                    | Vol Sichuan Airlines 8633 | 14 mai 2018        | Airbus A319-100                  | Décompression explosive accidentelle, rupture d'une partie du pare-brise du poste de pilotage |
| 6  | Chaos en cabine (Cockpit Catastrophe)                    | Le 14 mai 2018, le vol Sichuan Airlines 8633 est contraint d'effectuer un atterrissage d'urgence à Chengdu, en Chine, après la rupture en plein vol de l'un des pare-brises du poste de pilotage. Au cours de la décompression explosive, le copilote se retrouve partiellement aspiré hors de l'avion, mais environ trente-cinq minutes après l'incident, les pilotes parviennent à atterrir en toute sécurité, sauvant la vie des 128 personnes à bord. L'enquête révèle que la rupture a été causée par la défaillance d'un joint d'étanchéité et par l'infiltration d'humidité au niveau de l'alimentation électrique du système de chauffage du pare-brise. Un arc électrique, qui a généré une chaleur intense, a ensuite permis à des fissures de se répandre au niveau du pare-brise avant droit, qui, en raison de la différence de pression, a finalement rompu en plein vol. |                    |                                  |                                                                                               |
| 7  | Crash au paradis (Dream Flight Disaster)                 | Accident d'un DHC-2 de Sydney Seaplanes en Australie | 31 décembre 2017   | De Havilland Canada DHC-2 Beaver | Perte de contrôle, intoxication au monoxyde de carbone                                        |
| 7  | Crash au paradis (Dream Flight Disaster)                 | Le 31 décembre 2017, un hydravion de Havilland Canada DHC-2 Beaver de la compagnie aérienne Sydney Seaplanes s'écrase au large de Cowan Creek, à la périphérie nord de Sydney, en Australie, tuant le seul pilote ainsi que les cinq passagers à bord. L'enquête révèle que les performances du pilote ont probablement été affectées par une intoxication au monoxyde de carbone. L'autopsie des corps des victimes montre des niveaux de carboxyhémoglobine dans le sang supérieur à la normale. De plus, plusieurs fissures préexistantes dans le système d'échappement ont très probablement libéré des gaz d'échappement dans le compartiment moteur, qui se sont ensuite frayé un chemin à l'intérieur dans la cabine par plusieurs trous au niveau de certains panneaux d'accès. |                    |                                  |                                                                                               |
| 8  | Bluff mortel (Deadly Deception)                          | Vol Balkan Bulgarian Airlines 013 | 7 mars 1983        | Antonov An-24B                   | Détournement d'avion                                                                          |
| 8  | Bluff mortel (Deadly Deception)                          | Le 7 mars 1983, le vol Balkan Bulgarian Airlines 013, reliant Sofia à Varna, en Bulgarie, est détourné par quatre pirates de l'air qui exigent le déroutement de l'avion vers l'Autriche. Alors que l'avion est en vol, les autorités locales ordonnent discrètement aux pilotes de simuler la coopération, tout en maintenant un cap vers Varna. Pendant ce temps, les autorités coupent toute alimentation électrique à Varna, afin d'empêcher les pirates de l'air de reconnaître la côte de la mer Noire. Après avoir atterri à l'aéroport de Varna, un policier bulgare et un employé de l'aéroport, qui parlent couramment l'allemand, sont déguisés en employés d'un aéroport autrichien et tentent de convaincre les pirates de l'air qu'ils sont à Vienne afin de les attirer hors de l'avion. Alors que les pirates remarquent finalement la supercherie, l'équipage parvient à faire monter quatre commandos à bord de l'avion par une trappe dans la soute à bagages, ces derniers prenant d'assaut l'avion puis désarment et arrêtent trois des pirates de l'air. Alors que le pirate restant s'enferme dans les toilettes et menace de tuer une hôtesse de l'air, deux autres commandos entrent dans l'avion, enfoncent la porte des toilettes puis le tuent, laissant ce dernier comme la seule victime de l'incident sur les quarante-quatre personnes présentes à bord. |                    |                                  |                                                                                               |
| 9  | Désastre en livraison (Delivery To Disaster)             | Vol Atlas Air 3591 | 23 février 2019    | Boeing 767-300ER (BCF)           | Erreur de pilotage, désorientation spatiale                                                   |
| 9  | Désastre en livraison (Delivery To Disaster)             | Le 23 février 2019, le vol Atlas Air 3591 s'écrase près de la ville d'Anahuac, au Texas, lors de son approche sur l'aéroport intercontinental George-Bush de Houston, tuant les trois personnes à bord. Il s'agit du premier accident aérien mortel d'un Boeing 767 cargo. L'enquête attribue l'accident à une erreur de pilotage, le copilote ayant subi une désorientation spatiale et placé par inadvertance l'avion dans un piqué irrécupérable. Le commandant de bord n'a pas surveillé de manière adéquate les actions de son collègue ainsi que la trajectoire de vol de l'avion. Des problèmes de formation des équipages chez Atlas Air et dans l'industrie de l'aviation commerciale aux États-Unis ont également été des facteurs contributifs à l'accident. |                    |                                  |                                                                                               |
| 10 | Mystère en Méditerranée (Mystery Over The Mediterranean) | Vol EgyptAir 804 | 19 mai 2016        | Airbus A320-200                  | Incendie d'origine incertaine dans le poste de pilotage ou à proximité                        |
| 10 | Mystère en Méditerranée (Mystery Over The Mediterranean) | Le 19 mai 2016, le vol EgyptAir 804 s'écrase en pleine mer Méditerranée alors qu'il effectue une liaison entre Paris, en France, et Le Caire, en Égypte, tuant les 66 personnes à bord. Rapidement, des messages transmis automatiquement par l'avion ainsi que des débris portant des traces de suie pointent les enquêteurs vers l'hypothèse d'un incendie en vol. Toutefois, les autorités égyptiennes et françaises se contredisent sur les causes officielles de l'incendie. Selon les premiers, il serait dû à un attentat terroriste alors que des experts et responsables français imputent la cause de l'incendie sur les pilotes, qui auraient fumé une cigarette dans le poste de pilotage. Un incendie se serait alors déclenché lorsque la fumée a été exposée à de l'oxygène s'échappant d'un masque à oxygène défaillant dans le cockpit, provoquant rapidement une perte de contrôle totale de l'avion. |                    |                                  |                                                                                               |

### Saison 24 (2024)
| n° | Titre (francophone) Titre (anglophone)                   | Référence du vol | Date de l'accident | Type d'appareil                                                    | Cause(s) de la catastrophe                                                                                             |
| -- | -------------------------------------------------------- | --- | ------------------ | ------------------------------------------------------------------ | --- |
| 1  | Terreur au-dessus du Pacifique (Terror Over the Pacific) | Vol United Airlines 811 | 24 février 1989    | Boeing 747-122                                                     | Décompression explosive, défaut de conception de la porte de la soute                                                  |
| 1  | Terreur au-dessus du Pacifique (Terror Over the Pacific) | Le 24 février 1989, le vol United Airlines 811 subit une décompression explosive, peu après avoir décollé de l'aéroport international d'Honolulu, à Hawaï, aux États-Unis. Malgré des dégâts importants sur la section avant du fuselage, les pilotes parviennent à effectuer un atterrissage d'urgence sans autre incident. L'explosion a été causée par un dysfonctionnement au niveau de la porte de soute à bagages qui s'est ouverte pendant le vol. Un défaut de conception dans son système d'ouverture a provoqué la rupture d'une partie du fuselage ainsi que la projection de plusieurs rangées de sièges vers l'extérieur de l'avion, causant la mort de neuf des 355 personnes présentes à bord. Remarque : Cet accident est également traité dans le premier épisode de la première saison, nommé « La porte de l'enfer ». |                    |                                                                    | |
| 2  | Cauchemar en Alaska (Disaster at Dutch Harbour)          | Vol PenAir 3296 | 17 octobre 2019    | Saab 2000                                                          | Sortie de piste, erreur de maintenance, défaut de conception de l'appareil, erreur de pilotage                         |
| 2  | Cauchemar en Alaska (Disaster at Dutch Harbour)          | Le 17 octobre 2019, le vol PenAir 3296 sort de la piste, après avoir atterri à l'aéroport Tom Madsen, en Alaska. Sur les 42 passagers et membres d'équipage à bord, un passager est mortellement blessé lorsqu'une pale d'hélice pénètre dans le fuselage. Le rapport final indique que l'accident a été causé par le câblage incorrect des faisceaux du transducteur de vitesse de roue sur le train d'atterrissage principal gauche pendant la révision de maintenance. La conception des faisceaux de câbles par le constructeur Saab, ainsi que la décision des pilotes d'atterrir avec un vent arrière qui dépassait les limites de l'avion ont également contribué à l'accident. |                    |                                                                    | |
| 3  | Décollage fatal (Deadly Departure)                       | Vol Air Transport International 782 | 16 février 1995    | Douglas DC-8-63F                                                   | Perte de contrôle au décollage, erreur de pilotage, manque de formation et fatigue des pilotes                         |
| 3  | Décollage fatal (Deadly Departure)                       | Le 16 février 1995, le vol Air Transport International 782 s'écrase en bout de piste après avoir manqué son décollage à l'aéroport international de Kansas City, tuant les trois membres d'équipage présents à bord. La cause principale de l'accident réside notamment dans la formation inappropriée des pilotes, qui n'ont pas réalisé correctement une procédure de décollage avec trois moteurs, ainsi que dans le manque de surveillance de la Federal Aviation Administration (FAA) et de la compagnie aérienne concernant les réglementations sur le temps de repos des équipages. |                    |                                                                    | |
| 4  | Sans crier gare (Without Warning)                        | Collision aérienne de 2019 en Alaska | 13 mai 2019        | De Havilland Canada DHC-2 Beaver / De Havilland Canada DHC-3 Otter | Erreur de pilotage, non-respect de la règle du « voir et éviter », défaillance du système d'affichage du trafic aérien |
| 4  | Sans crier gare (Without Warning)                        | Le 13 mai 2019, deux hydravions effectuant des vols touristiques, un De Havilland Canada DHC-2 Beaver exploité par Mountain Air Service, et un De Havilland Canada DHC-3 Otter, exploité par Taquan Air, entre en collision au-dessus de la baie de George Inlet, dans le sud de l'Alaska. Le DHC-2 se disloque en vol, ne laissant aucun survivant parmi le pilote et les quatre passagers à bord. Malgré des dommages importants à l'appareil, le pilote du DHC-3 parvient à garder un contrôle partiel et à effectuer un atterrissage d'urgence, laissant le pilote légèrement blessé, neuf passagers grièvement blessés et un passager succombant à ses blessures. L'enquête attribue l'accident aux limites inhérentes au concept du « voir et éviter », ainsi qu'à l'absence d'alertes des systèmes d'affichage du trafic dans les deux appareils.                                                                                              |                    |                                                                    | |
| 5  | Onze secondes mortelles (Eleven Deadly Seconds)          | Vol China Airlines 676 | 16 février 1998    | Airbus A300B4-622R                                                 | Erreur de pilotage, mauvaise coordination de l'équipage dans le cockpit                                                |
| 5  | Onze secondes mortelles (Eleven Deadly Seconds)          | Le 16 février 1998, le vol China Airlines 676 s'écrase sur une route et une zone résidentielle, après avoir interrompu la phase d'approche à l'aéroport international Tchang Kaï-chek, à Taïwan, tuant les 196 personnes à bord, ainsi que 6 personnes au sol. L'enquête a conclu que l'équipage n'a pas compenser la tendance à cabrer de l'appareil, sous l'effet de la poussée des réacteurs, lors d'une procédure de remise de gaz, entraînant une montée avec un angle d'attaque trop important et un décrochage, que les pilotes n'ont pas pu récupérer à temps. Le rapport final conclut en critiquant également la compagnie aérienne pour la formation insuffisante de ses pilotes et la mauvaise gestion des ressources de l'équipage dans le cockpit, notamment un manque de coordination et une mauvaise répartition des tâches entre le commandant de bord et son copilote.                                                              |                    |                                                                    | |
| 6  | Des pilotes d'exception (Fight for Survival)             | Vol Pilgrim Airlines 458 | 21 février 1982    | De Havilland Canada DHC-6 Twin Otter                               | Incendie en vol, atterrissage forcé, défaillance du système de lave-glace/dégivrage du pare-brise                      |
| 6  | Des pilotes d'exception (Fight for Survival)             | Le 21 février 1982, le vol Pilgrim Airlines 458 effectue un atterrissage forcé sur la surface gelée du réservoir Scituate, près de Providence, dans le Rhode Island, après qu'un incendie s'est déclaré dans le cockpit et la cabine. Un des dix passagers n'a pas pu s'échapper de l'avion et est décédé des suites de l'inhalation de fumée, et huit des neuf passagers restants, ainsi que les deux membres d'équipage, ont été grièvement blessés par l'incendie et l'atterrissage en catastrophe. L'enquête révèle que la cause de l'accident est la conception défectueuse du système de lave-glace/dégivrage du pare-brise du DHC-6, qui utilise un liquide lave-glace contenant un antigel réputé comme étant inflammable, ainsi que l'entretien inadéquat du système par la maintenance au sol ont entraîné un incendie en vol. |                    |                                                                    | |
| 7  | Instructions mortelles (Pitch Battle)                    | Vol Colgan Air 9446 | 26 août 2003       | Beechcraft 1900D                                                   | Perte de contrôle pendant la montée, erreur de maintenance, erreur de pilotage                                         |
| 7  | Instructions mortelles (Pitch Battle)                    | Le 26 août 2003, le vol Colgan Air 9446 s'écrase en mer, peu après avoir décollé de l'aéroport régional de Barnstable, dans le Massachusetts, aux États-Unis. Les deux pilotes, les seules personnes présentes à bord, périssent dans l'accident. Les causes principales de cet accident sont le remplacement incorrect, par l'équipe de maintenance de la compagnie aérienne, du câble de commande de la gouverne de profondeur et la vérification inadéquate de l'opération effectuée, qui ont entraîné un dysfonctionnement du compensateur de la gouverne et une perte de contrôle à basse altitude. Le non-respect, de la part des pilotes, des procédures concernant l'exécution de la check-list avant le décollage, ainsi que la description erronée, par le constructeur de l'avion, du système de compensation de la gouverne dans le manuel de maintenance ont été des facteurs contributifs à cet accident.                               |                    |                                                                    | |
| 8  | Incendie en cabine (Under Fire)                          | Vol Saudia 163 | 19 août 1980       | Lockheed L-1011-200 TriStar                                        | Incendie d'origine indéterminée, sous-estimation de sa gravité par l'équipage, mauvaise gestion de l'évacuation        |
| 8  | Incendie en cabine (Under Fire)                          | Le 19 août 1980, le vol Saudia 163 a pris feu peu après le décollage de l'aéroport international de Riyad, en Arabie saoudite. où l'appareil venait de faire escale. Après avoir effectué un atterrissage d'urgence à Riyad, le personnel de bord ne parvient pas à évacuer l'appareil, et les 301 passagers et membres d'équipage périssent par inhalation de fumée. Il s'agit, à l'époque, de la troisième catastrophe aérienne la plus meurtrière de l'histoire de l'aviation. L'enquête révèle que l'incendie s'est déclaré à l'arrière de l'avion, dans la soute à bagages, avant de se propager rapidement une fois l'appareil sur le tarmac. Malgré de nombreux efforts, on ne sait toujours pas avec certitude ce qui a provoqué l'incendie, ni pourquoi l'équipage n’a pas réussi à évacuer l’avion à temps. |                    |                                                                    | |
| 9  | Un footballeur disparaît (Lost Star Footballer)          | Accident de l'avion d'Emiliano Sala | 21 janvier 2019    | Piper PA-46 Malibu                                                 | Perte de contrôle et désintégration en vol, pilote non qualifié, intoxication au monoxyde de carbone                   |
| 9  | Un footballeur disparaît (Lost Star Footballer)          | Le 21 janvier 2019, un avion léger transportant le footballeur argentin Emiliano Sala disparaît des écrans radars au nord-nord-ouest de l'île de Guernesey. Après des premières recherches aériennes, infructueuses, l'épave est retrouvée au fond de la Manche le 3 février 2019, puis un corps, qui s’avèrera par la suite être celui d'Emiliano Sala, est remonté à la surface et identifié trois jours plus tard. Le corps du pilote de l'avion, David Ibbotson, n'a jamais été retrouvé. Le rapport d'accident établit que le vol n'était pas effectué conformément aux normes de sécurité des vols commerciaux (VFR de nuit par mauvaises conditions météorologiques, inexpérience du pilote). Il établit également qu'Emiliano Sala, et probablement le pilote, ont été victimes d'une intoxication au monoxyde de carbone. Le pilote a ensuite perdu le contrôle de l'avion, qui s'est finalement disloqué en vol, avant de s'écraser en mer. |                    |                                                                    | |
| 10 | Directives fatales (Deadly Directive)                    | Vol Ethiopian Airlines 302 | 10 mars 2019       | Boeing 737 Max 8                                                   | Perte de contrôle peu après le décollage, défaut de conception des commandes de vol (MCAS)                             |
| 10 | Directives fatales (Deadly Directive)                    | Le 10 mars 2019, le vol Ethiopian Airlines 302 s'écrase six minutes après son décollage de l'aéroport d'Addis-Abeba, en Éthiopie. Les 157 occupants de l'appareil sont tués sur le coup, ce qui en fait le pire accident aérien survenu en Éthiopie. Le rapport final indique qu'après le décollage, des valeurs erronées d'angle d'attaque, provenant de la sonde d'incidence gauche, ont déclenché de fausses alarmes de décrochage, puis à la rentrée des volets, l'activation du MCAS a agi à tort sur le stabilisateur horizontal et a fait piquer l'avion de façon répétée, rendant le contrôle de l'appareil impossible pour l'équipage. La similarité entre cet accident et celui du vol Lion Air 610, survenue en octobre 2018 peu après le décollage, entraîne, dès le 13 mars 2019, la suspension de vol de tous les Boeing 737 Max. |                    |                                                                    | |

### Saison 25 (2025)
| n° | Titre (francophone) Titre (anglophone)             | Référence du vol | Date de l'accident | Type d'appareil                           | Cause(s) de la catastrophe |
| -- | -------------------------------------------------- | --- | ------------------ | ----------------------------------------- | --- |
| 1  | Amerrissage forcé (Pacific Ditching)               | Vol Transair 810 | 2 juillet 2021     | Boeing 737-275C Adv                       | Panne moteur peu après le décollage, erreur de pilotage, mauvaise gestion des ressources de l'équipage                                                                        |
| 1  | Amerrissage forcé (Pacific Ditching)               | Le 2 juillet 2021, le vol Transair 810 effectue un amerrissage forcé au large de l'île d'Oahu, à Hawaï, à la suite de la mauvaise gestion d'une panne moteur survenue peu de temps après le décollage de l'aéroport international d'Honolulu. Les deux pilotes, les seuls occupants de l'avion, sont secourus environ une heure après l'accident. Le rapport final conclu que l'accident a été causé par une mauvaise gestion des ressources de l'équipage, ainsi qu'à une charge de travail élevée et au stress induit par une situation d'urgence, amenant les pilotes à réduire par inadvertance la puissance du mauvais moteur peu après le décollage. |                    |                                           | |
| 2  | Panne de carburant (Running on Empty)              | Vol Air Tahoma 185 | 13 août 2004       | Convair 580                               | Panne de carburant en vol, atterrissage d'urgence, erreur de pilotage, non-respect des procédures standards                                                                   |
| 2  | Panne de carburant (Running on Empty)              | Le 13 août 2004, le vol Air Tahoma 185 s'écrase sur un terrain de golf, à seulement un kilomètre au sud de l'aéroport international de Cincinnati-Northern Kentucky, lors de la phase d'approche. Le copilote est tué sur le coup, tandis que le commandant se retrouve légèrement blessé. Le NTSB attribue l'accident à une panne de carburant résultant de la décision du commandant de bord de ne pas suivre les procédures approuvées pour une alimentation croisée en carburant. La visite prévol inadéquate du commandant de bord, sa distraction pendant le vol, son initiation tardive de la check-list pour l'atterrissage, ainsi que l'échec des pilotes à surveiller les jauges de carburant et à reconnaître que les différentes variations dans le pilotage de l'appareil étaient le résultat d'un déséquilibre de carburant ont également contribué à l'accident. |                    |                                           | |
| 3  | Drame en mer de Java (Power Struggle)              | Vol Sriwijaya Air 182 | 9 janvier 2021     | Boeing 737-500                            | Dysfonctionnement de l'automanette, erreur de pilotage, manque de formation des pilotes                                                                                       |
| 3  | Drame en mer de Java (Power Struggle)              | Le 9 janvier 2021, le vol Sriwijaya Air 182 s'écrase en mer de Java, à proximité des îles Seribu, quatre minutes après son décollage de l'aéroport international Soekarno-Hatta de Jakarta, ne laissant aucun survivant parmi les 62 passagers et membres d'équipage à bord. L'accident est dû à la combinaison d'une défaillance de l'automanette, qui a laissé le moteur droit à pleine puissance et réduit la puissance du moteur gauche jusqu'à le faire passer sur ralenti, pendant la montée, et d'une erreur des pilotes, qui n'ont pas réagi de manière adéquate pour pouvoir récupérer la situation. Le manque de formation de l'équipage, notamment concernant l'attitude à adopter en cas de perte de contrôle en vol, a contribué à leur incapacité à prévenir et à reprendre le contrôle de l'appareil à temps. |                    |                                           | |
| 4  | Une manœuvre impossible (Second Thoughts)          | Vol Luxair 9642 | 6 novembre 2002    | Fokker F50                                | Mauvaises conditions météorologiques, erreur de pilotage, défaut de conception des commandes de vol                                                                           |
| 4  | Une manœuvre impossible (Second Thoughts)          | Le 6 novembre 2002, le vol Luxair 9642 s'écrase dans un champ lors de sa tentative d'atterrissage sur la piste 24 de l'aéroport de Luxembourg-Findel. Sur les 22 passagers et membres de l'équipage à bord, on dénombre 20 morts, ce qui en fait l'accident aérien le plus meurtrier survenu au Luxembourg. La cause principale de l'accident a été déterminée comme étant une erreur des pilotes, qui ont décidé d'accepter l'autorisation d'approche donnée par le contrôle aérien, même s'ils n'avaient pas suffisamment préparé l'atterrissage, conduisant à une série d'actions improvisées. Elles ont conduit à la neutralisation d'un dispositif de sécurité des moteurs, ce qui a permis l'inversion du pas des deux hélices en vol et a conduit à une perte de contrôle catastrophique. |                    |                                           | |
| 5  | Amerrissage en mer du Nord (Powerless Plunge)      | Vol Loganair 670A | 27 février 2001    | Short 360-100                             | Panne des deux moteurs en vol, amerrissage forcé, mauvaises conditions météo, accumulation de neige dans les moteurs avant le décollage                                       |
| 5  | Amerrissage en mer du Nord (Powerless Plunge)      | Le 27 février 2001, le vol Loganair 670A s'écrase dans les eaux du Firth of Forth, en Écosse, en tentant d'y effectuer un amerrissage forcé, à la suite de la perte de ses deux moteurs en vol. Les deux pilotes, les seuls occupants de l'appareil, périssent dans l'accident. Il a été conclu que l'absence de protection sur l'admission d'air des moteurs, alors que l'avion a été stationné durant plusieurs heures à l'aéroport d'Édimbourg dans des conditions hivernales, a conduit à l'accumulation de grands volumes de neige dans les prises d'air des deux moteurs, provoquant leurs extinctions peu après le décollage. |                    |                                           | |
| 6  | Chaos en cabine (Cabin Chaos)                      | Vol China Eastern Airlines 583 | 6 avril 1993       | McDonnell Douglas MD-11                   | Défaut de conception des commandes de vol, erreur de pilotage, manque de formation de l'équipage                                                                              |
| 6  | Chaos en cabine (Cabin Chaos)                      | Le 6 avril 1993, le vol China Eastern Airlines 583 subit plusieurs violentes oscillations au niveau du tangage, alors qu'il est en vol de croisière au-dessus de l'océan Pacifique, près des îles Aléoutiennes. L'appareil retrouve finalement un vol stabilisé, le commandant de bord déclare une urgence et déroute le vol vers la Eareckson Air Station, située sur l'île de Shemya, au sud-ouest de l'Alaska, pour y effectuer un atterrissage d'urgence. On dénombre deux morts et 156 blessés parmi les 255 passagers et membres d'équipage à bord. L'enquête conclut qu'un des pilotes a accidentellement déployé les becs de bord d'attaque en plein vol, en raison d'une conception inadéquate de la poignée d'activation des volets/becs par le constructeur de l'avion, McDonnell Douglas, tandis que les oscillations ont été causées par la surutilisation, par le commandant de bord, des gouvernes de profondeur jusqu'à ce qu'il soit capable de stabiliser l'attitude de l'appareil.                |                    |                                           | |
| 7  | Ascension fatale (Deadly Climb)                    | Vol Midwest Express Airlines 105 | 6 septembre 1985   | Douglas DC-9-14                           | Panne moteur après le décollage, erreur de pilotage, désorientation spatiale de l'équipage, gestion des ressources de l'équipage inadéquate, manque de surveillance de la FAA |
| 7  | Ascension fatale (Deadly Climb)                    | Le 6 septembre 1985, le vol Midwest Express Airlines 105 s'écrase dans un champ à Oak Creek, dans le Wisconsin, peu après son décollage de l'aéroport international General Mitchell de Milwaukee. Aucun des 31 passagers et membres d'équipage ne survit à l'accident. Les enquêteurs concluent que malgré la panne du moteur droit, survenue peu après le décollage, l'avion était toujours contrôlable et que la réaction de l'équipage à cette panne demeure la principale cause de l'accident. L'équipage n'a pas réussi à contrôler correctement l'avion pendant cette situation d'urgence, entraînant un décrochage et une perte de contrôle à basse altitude. Le manque de coordination de l'équipage dans le poste de pilotage et la surveillance insuffisante de la compagnie aérienne par la FAA ont également contribuées à l'accident. |                    |                                           | |
| 8  | Tragique manque de communication (Firebomber Down) | Accident d'un Lockheed C-130 Hercules de Coulson Aviation | 23 janvier 2020    | Lockheed EC-130Q Hercules                 | Décrochage à basse altitude, mauvaises conditions météorologiques |
| 8  | Tragique manque de communication (Firebomber Down) | Le 23 janvier 2020, un avion bombardier d'eau de Coulson Aviation s'écrase alors qu'il combat un feux de forêt, pendant la saison des feux de brousse de 2019-2020 en Australie. Les trois membres d'équipage présents à bord sont tous tués sur le coup. L'accident est probablement lié aux mauvaises conditions météorologiques présentes dans la région, notamment la présence de cisaillement de vent à basse altitude et l'augmentation du vent arrière durant des manœuvres, entraînant le décrochage de l'appareil lors du largage de retardant, effectué à une altitude et une vitesse faible. |                    |                                           | |
| 9  | Collision catastrophe (Collision Catastrophe)      | Collision aérienne d'Überlingen (Vol Bashkirian Airlines 2937 et vol DHL 611) | 1er juillet 2002   | Tupolev Tu-154M / Boeing 757-23APF        | Gestion inadéquate du contrôle de la circulation aérienne |
| 9  | Collision catastrophe (Collision Catastrophe)      | Le 1er juillet 2002, un Tupolev Tu-154 de la Bashkirian Airlines et un Boeing 757 cargo de DHL entrent en collision près d'Überlingen et du lac de Constance, dans le sud de l'Allemagne, provoquant la mort des 71 personnes à bord des deux appareils. L'enquête officielle démontre que la catastrophe est due à un certain nombre de lacunes de la part du service du contrôle de la circulation aérienne suisse chargé du secteur concerné, ainsi que des ambiguïtés dans les procédures d'utilisation du TCAS, le système d'alerte de trafic et d'évitement de collision présent à bord de chacun des deux avions. Remarque : Cet accident est également traité dans le quatrième épisode de la deuxième saison, nommé « Collision en vol ». |                    |                                           | |
| 10 | Test fatal (Fatal Test Flight)                     | Vol Airborne Express 827 | 22 décembre 1996   | Douglas DC-8-63F                          | Erreur de pilotage, formation inadéquate de l'équipage et dysfonctionnement de l'avertisseur de décrochage (vibreur de manche)                                                |
| 10 | Test fatal (Fatal Test Flight)                     | Le 22 décembre 1996, le vol Airborne Express 827 décroche et s'écrase sur un terrain montagneux près de Narrows, en Virginie, lors d'un vol d'essai effectué à la suite de plusieurs modifications majeures sur l'avion, tuant les trois membres d'équipage et les trois techniciens de maintenance présents à bord. Les causes de l’accident sont une mauvaise manipulation des commandes de vol par l'équipage, lors d'un test de récupération de décrochage, et l'échec des pilotes à reconnaître, traiter et corriger la situation à temps. Le vibreur de manche inopérant pendant ce vol, la fidélité du simulateur de vol de la compagnie aérienne à reproduire les caractéristiques de décrochage du DC-8, jugée imprécise et inadéquate par les enquêteurs, le fait que l'avion volait en pleine nuit, entraînant une absence de repères visuels extérieurs pour l'équipage, ainsi que l'échec de la compagnie aérienne à établir un programme officiel concernant ce type de vols a contribué à l'accident. |                    |                                           | |
| 11 | Pris au piège / Sans issue (No Exit)               | Collision de l'aéroport de Los Angeles (Vol USAir 1493 et vol SkyWest Airlines 5569) | 1er février 1991   | Boeing 737-300 / Fairchild Metroliner III | Incursion sur piste résultant d'une erreur du contrôle de la circulation aérienne                                                                                             |
| 11 | Pris au piège / Sans issue (No Exit)               | Le 1er février 1991, un Boeing 737-300 d'USAir entre en collision avec un Fairchild Metroliner III de SkyWest Airlines, lors de l'atterrissage sur la piste de l'aéroport international de Los Angeles. Les deux pilotes et 10 passagers à bord du Metroliner, ainsi que 23 des 89 occupants du 737 ont péri dans l'accident. Le NTSB a conclu que la cause probable de cet accident est une erreur du contrôle aérien de l'aéroport de Los Angeles. Les procédures utilisées à la tour de contrôle de cet aéroport, qui offraient une redondance inadéquate, ont entraîné une perte de conscience de la situation par le contrôleur local, le conduisant à autoriser les deux appareils à utiliser simultanément la même piste. Remarque : Cet accident est également traité dans le quatrième épisode de la neuvième saison, nommé « Sauvés de justesse / Embouteillage au contrôle ». |                    |                                           | |

### Épisodes spéciaux et hors-série
Dans la version anglophone, ces épisodes portent le nom d'« Air Crash Investigation Special Report » :
- Saison 6 : Trois épisodes hors-série revenant sur les épisodes des saisons précédentes. L'épisode Séquences spectaculaires évoque en plus, les deux accidents du De Havilland Comet dans les années 1950 :
  - « Séquences spectaculaires » (Ripped Apart) : Accidents liés à des décompressions explosives et problèmes de pressurisation : Vol BOAC 781, Vol South African Airways 201, Vol Aloha Airlines 243, Vol British Airways 5390, Vol United Airlines 811 et Vol Helios Airways 522.
  - « Défauts fatals » (Fatal Flaw / Fatal Fix) : Vol Alaska Airlines 261, Vol Japan Airlines 123, Vol Atlantic Southeast Airlines 529, Vol Swissair 111, Vol United Airlines 585, Vol USAir 427 et Vol Eastwind Airlines 517.
  - « Qui pilote l'avion ? » (Who's Flying the Plane?) : Vol AeroPerú 603, Vol China Airlines 006, Vol Aeroflot 593, Vol Flash Airlines 604 et Vol Air Transat 236.
- Saison 8 : Deux épisodes hors-série revenant sur les épisodes des saisons précédentes. L'épisode Panne générale évoque en plus, la collision aérienne du Grand Canyon en 1956 entre un Douglas DC-7 et un Lockheed L-1049 Super Constellation :
  - « Panne générale » (System Breakdown / Communication Breakdown) : Collision aérienne du Grand Canyon, Collision aérienne de Cerritos, Vol Avianca 052, Vol Gol 1907 et Collision aérienne d'Überlingen.
  - « Le ciel se déchaîne / Sale temps pour mourir » (Cruel Skies / Deadly Storms) : Vol Southern Airways 242, Vol Delta Air Lines 191, Vol American Airlines 1420 et Vol British Airways 009.
- Saison 13 : « S'en sortir vivant » (Getting out Alive) : Un épisode spécial sur la manière dont les passagers survivent aux accidents dans l'aviation : Vol Asiana Airlines 214, Vol Air France 358, Vol Reeve Aleutian Airways 8, Vol Air Canada 797 et Vol US Airways 1549.
- Saison 18 : Dix épisodes hors-série revenant sur les épisodes des saisons précédentes.
  - « Rupture des communications » (Communication Breakdown) : Catastrophe de Quincy, Vol Garuda Indonesia 152 et Collision de l'aéroport de Tenerife.
  - « Un comportement inadapté » (Bad Attitude) : Vol British European Airways 548, Vol Northwest Airlink 5719 et Vol Trans-Colorado Airlines 2286.
  - « Pilotes héroïques » (Hero Pilots) : Vol US Airways 1549, Vol Air Canada 143 et Vol TACA 110.
  - « L'avion ne répond plus » (Plane vs Pilot) : Crash de Habsheim, Vol XL Airways Germany 888T et Vol Air France 447.
  - « Politique dans les airs » (Explosive Evidence) : Vol Metrojet 9268, Vol Korean Air Lines 007 et Vol Malaysia Airlines 17.
  - « Un tueur dans le cockpit » (Killer in the Cockpit?) : Vol SilkAir 185, Crash de l'A320 de Germanwings et Vol Malaysia Airlines 370.
  - « Pièces manquantes » (Missing Pieces) : Vol British Airways 38, Vol ValuJet 592 et Attentat de Lockerbie.
  - « Accidents controversés »(Controversial Crashes) : Accident aérien de Munich, Vol Arrow Air 1285R et Accident de l'avion présidentiel polonais à Smolensk.
  - « Distractions mortelles »(Deadly Distractions) : Vol Delta Air Lines 1141, Vol Eastern Air Lines 401 et Accident du Soukhoï SuperJet 100 sur le Salak.
  - « Feu à bord » (Fire on Board) : Incendie du Boeing 737 de British Airtours, Vol Nigeria Airways 2120 et Vol UPS Airlines 6.
- Saison 19 : Dix épisodes hors-série revenant sur les épisodes des saisons précédentes.
  - « À la une » (Headline News) : Vol American Airlines 77, Vol TWA 800 et Accident du Concorde.
  - « Erreurs de débutant » (Rookie Errors) : Vol LAPA 3142, Vol American Airlines 587 et Vol Colgan Air 3407.
  - « Collisions fatales » (Collision Course) : Vol Hughes Airwest 706, Collision aérienne de San Diego et Collision aérienne de Charkhi Dadri.
  - « Panne de moteur » (Engines Out) : Vol Cathay Pacific 780, Vol British Airways 009 et Vol China Airlines 006.
  - « Problème de carburant » (Fuel Trouble) : Vol United Airlines 173, Vol China Airlines 120 et Vol Varig 254.
  - « Cargaison dangereuse » (Perilous Payload) : Vol Fine Air 101, Vol Air Midwest 5481 et Vol National Airlines 102.
  - « Approche finale » (Runway in Sight) : Vol Garuda Indonesia 200, Vol Delta Air Lines 191 et Vol Asiana Airlines 214.
  - « Perte de repères » (Deadly Confusion) : Accident de l'avion de John F. Kennedy Jr., Vol Flash Airlines 604 et Vol Adam Air 574.
  - « Silence radio » (Radio Silence) : Vol Helios Airways 522, Vol China Airlines 611 et Accident d'un Learjet 35 dans le Dakota du Sud.
  - « Défaut de conception » (Design Flaws) : Vol Lauda Air 004, Vol Turkish Airlines 981 et Vol Atlantic Southeast Airlines 2311.
- Saison 20 : Dix épisodes hors-série revenant sur les épisodes des saisons précédentes.
  - « Dans le feu de l'action » (Heat of The Moment) : Vol TransAsia Airways 235, Vol KLM Cityhopper 433 et Accident du VSS Enterprise.
  - « Instruments brouillés » (Instrument Confusion) : Vol Copa Airlines 201, Vol Korean Air Cargo 8509 et Vol Aeroflot 821.
  - « VIP à bord » (VIP on Board) : Accident du DC-6 des Nations unies à Ndola, Vol LaMia 2933 et Vol U.S. Air Force IFO-21.
  - « Faille de sécurité » (Lapse In Security) : Vol Pacific Southwest Airlines 1771, Vol Air India 182 et Vol Uni Air 873.
  - « Contre la montagne » (Mountain Impact) : Vol Thai Airways International 311, Vol Air China 129 et Catastrophe du mont Sainte-Odile.
  - « Le récit des survivants » (Survivors) : Vol Southern Airways 242, Vol Continental Airlines 1404 et Vol Korean Air 801.
  - « Terreur céleste » (Death From Above) : Accident de la course aérienne de Reno, Crash d'un Learjet 45 à Mexico et Collision aérienne de Cerritos.
  - « Un cockpit courageux » (Courage In The Cockpit) : Vol United Airlines 232, Vol Qantas 32 et Vol Northwest Airlines 85.
  - « Maintenance bâclée » (Maintenance Mistakes) : Vol Continental Express 2574, Vol Emery Worldwide 17 et Vol Partnair 394.
  - « Erreur au décollage » (Take Off Tragedies) : Vol Singapore Airlines 006, Vol Northwest Airlines 255 et Vol Spanair 5022.
- Saison 21 : Dix épisodes hors-série revenant sur les épisodes des saisons précédentes.
  - « Une nuit meurtrière » (Dead of Night) : Vol AIRES 8250, Vol Ethiopian Airlines 409 et Vol West Air Sweden 294.
  - « Chute de moteur » (Engine Gone) : Vol American Airlines 191, Vol Reeve Aleutian Airways 8 et Vol El Al 1862.
  - « Choix fatals » (Lethal Choices) : Vol British Midland 092, Vol TAM 402 et Vol Indonesia AirAsia 8501.
  - « Danger sur les pistes » (Risky Runways) : Vol TAM 3054, Vol Pakistan International Airlines 268 et Vol Atlantic Airways 670.
  - « Atterrissage raté » (Landings Gone Wrong) : Vol TransAsia Airways 222, Vol Trigana Air Service 267 et Vol Crossair 3597.
  - « Ailes gelées » (Frozen Wings) : Vol Air Florida 90, Vol Comair 3272 et Vol Sol Líneas Aéreas 5428.
  - « Collisions sur le tarmac » (Runway Collisions) : Collision de l'aéroport de Détroit, Collision de l'aéroport de Los Angeles et Collision de l'aéroport de Milan-Linate.
  - « Crise dans le cockpit » (Cockpit Breakdown) : Vol Kenya Airways 507, Vol Crossair 498 et Vol United Express 6291.
  - « Amerrissages d'urgence » (Splash Down) : Vol Garuda Indonesia 421, Vol Cougar Helicopters 91 et Vol Tuninter 1153.
  - « La menace du Grand Nord » (Northern Extremes) : Vol Air Ontario 1363, Vol Scandinavian Airlines 751 et Vol First Air 6560.
- Saison 22 : Dix épisodes hors-série revenant sur les épisodes des saisons précédentes.
  - « Espace hostile » (War Zone) : Accident de Tan Son Nhut, Vol Iran Air 655 et Attaque du vol DHL en 2003 à Bagdad.
  - « Facteur temps » (Time Critical) : Vol Turkish Airlines 1951, Vol Continental Airlines 1713 et Vol Ansett New Zealand 703.
  - « Bombes à retardement » (Ticking Time Bomb) : Vol Air Moorea 1121, Vol Japan Airlines 123 et Vol Chalk's Ocean Airways 101.
  - « Péril dans les airs » (Accidents in the Air) : Collision aérienne du Grand Canyon, Vol Proteus Airlines 706 et Vol Gol 1907.
  - « Atterrissages impossibles » (Impossible Landings) : Vol Southwest Airlines 1380, Vol Aloha Airlines 243 et Vol Air Canada 797.
  - « Perdu d’avance » (Trained to Fail) : Vol West Caribbean Airways 708, Vol Loganair 6780 et Vol Yak-Service 9633.
  - « Bug mortel » (Deadly Data) : Vol Alitalia 404, Vol Qantas 72 et Vol Santa Bárbara Airlines 518.
  - « Erreur humaine » (Poor Piloting) : Vol China Airlines 140, Vol Manx2 7100 et Vol Aeroflot 593.
  - « Fatales rafales » (Dangerous Winds) : Vol USAir 1016, Vol TANS Perú 204 et Incident du chasseur de cyclone NOAA42.
  - « Sabotages » (Sabotage) : Vol Ethiopian Airlines 961, Vol Itavia 870 et Vol LAM Mozambique Airlines 470.
- Saison 24 : Six épisodes hors-série revenant sur les épisodes des saisons précédentes.
  - « De plein fouet » (Pitch Problems) : Vol Alaska Airlines 261, Vol American Eagle 4184 et vols United Airlines 585, USAir 427 et Eastwind Airlines 517
  - « Survivre à tout prix » (Fight to the Finish) : Vol Trans-Air Service 671, Vol Air Astana 1388 et Vol Philippine Airlines 434.
  - « Erreurs fatales » (Bad Data) : Accident d'un B-2 de l'US Air Force à Guam, Vol Independent Air 1851 et Vol Birgenair 301.
  - « Atterrissages à haut risque » (Landing Hazards) : Vol Martinair 495, Vol American Airlines 1572 et Vol Air France 358.
  - « ... » (Training Ignored) : Accident de l'hélicoptère de Kobe Bryant, Vol Corporate Airlines 5966 et Vol Comair 5191.
  - « Approches imprudentes » (Reckless Approaches) : Vol ExecuFlight 1526, Vol Flagship Airlines 3379 et Vol American International Airways 808.
- Hors-série spécial : « Le crash du siècle » (Crash of the Century / The Deadliest Plane Crash) : un épisode de 90 minutes sur la collision de l'aéroport de Tenerife.